# Metopas del Partenón
Las metopas del Partenón son un conjunto de noventa y dos placas cuadradas esculpidas en mármol pentélico situadas inicialmente sobre las columnas del peristilo del Partenón, en la Acrópolis de Atenas. Fueron realizadas por diversos artistas, aunque el maestro de obras fue casi con toda seguridad Fidias. Se esculpieron entre 447 o 446 a. C., y como muy tarde en 438 a. C., siendo el 442 a. C. la posible fecha de finalización. Habitualmente se muestran dos personajes por metopa. La mayoría de ellas se encuentran muy deterioradas.
La interpretación de las metopas está basada únicamente en conjeturas, realizadas a partir de siluetas en ocasiones apenas discernibles, por comparación con otras representaciones contemporáneas, principalmente vasijas. Habría un tema distinto en cada fachada del edificio, que representaría diferentes combates: la amazonomaquia al oeste, la caída de Troya al norte, la gigantomaquia al este y el combate entre centauros y lápitas al sur. Las metopas describen un tema únicamente bélico, como la decoración de la estatua criselefantina de Atenea Pártenos alojada dentro del Partenón. Parecen evocar la oposición entre el orden y el caos, entre el ser humano y la bestia (quizás las tendencias animales del ser humano), entre la civilización y la barbarie, e incluso entre Oriente y Occidente. Este argumento general se considera una metáfora de las guerras médicas y por tanto una puesta en valor de la ciudad de Atenas.
La mayor parte de las metopas fueron sistemáticamente destruidas por los cristianos cuando el Partenón fue transformado en iglesia hacia los siglos VI o VII. Un polvorín instalado en el edificio por los otomanos explotó durante el asedio de Atenas por los venecianos en septiembre de 1687, continuando con la destrucción. Las metopas de la fachada sur son las mejor conservadas. Catorce de ellas se exhiben en el Museo Británico y otra se encuentra en el Museo del Louvre. Las de los otros lados se localizan en Atenas, algunas incluso en su emplazamiento original en el edificio. Dos cabezas provenientes de una metopa se exhiben en el Museo Nacional de Copenhague, y otra más en la Universidad de Wurzburgo. Otro fragmento, anteriormente depositado en los Museos Vaticanos, ha sido devuelto a Atenas.

## El Partenón

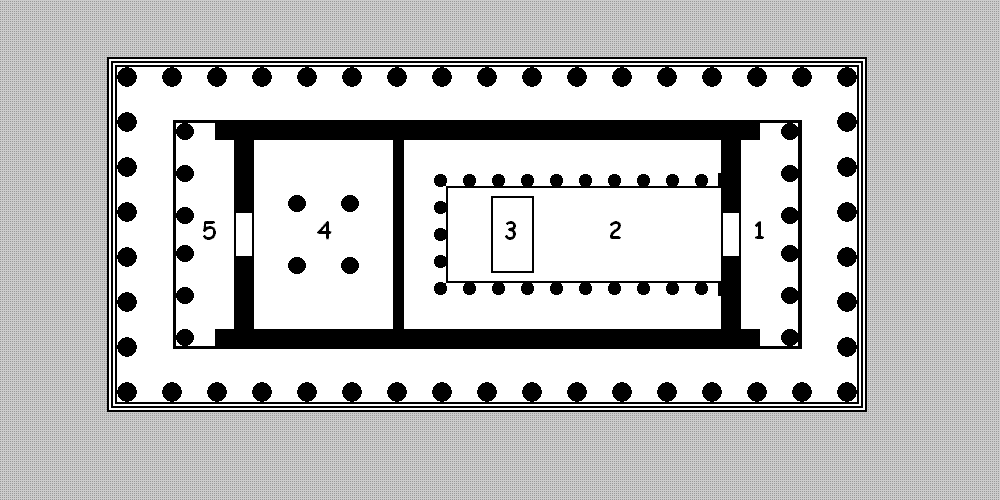
Plano del Partenón:
1) Pronaos (lado este)
2) Naos hecatompedón (lado este)
3) Estatua criselefantina de Atenea Pártenos
4) Partenón (sala de las vírgenes, tesoro) (lado oeste)
5) Opistodomos (lado oeste).

En 480 a. C., los persas saquearon la Acrópolis de Atenas, donde en esa época se estaba construyendo un Pre-Partenón. Tras las victorias de Salamina y Platea, los atenienses juraron no finalizar los templos destruidos sino dejarlos inacabados en recuerdo de la barbarie persa.
A partir de ese momento el poder de Atenas fue creciendo poco a poco, principalmente en el seno de la liga de Delos, controlada por la ciudad de forma cada vez más hegemónica. En ese sentido, en 454 a. C. el tesoro de la liga fue transferido de Delos a Atenas. Un extenso programa de edificaciones fue puesto en marcha financiado por este tesoro, entre ellas el Partenón. Este nuevo edificio no fue concebido para convertirse en templo, sino en un tesoro destinado a albergar la colosal estatua criselefantina de Atenea Pártenos.
El Partenón fue erigido entre 447 y 438 a. C. El Pre-Partenón, un edificio del cual se sabe poco, era hexástilo. Fue sustituido por otro de mayor tamaño y octóstilo, con ocho columnas en su fachada y diecisiete en los lados del peristilo. Medía 30,88 metros de anchura por 69,50 metros de longitud. El sekos, la zona cerrada y rodeada por el peristilo, tenía una anchura de 19 metros. Estas dimensiones permitieron crear dos grandes salas: una al este, que albergaba una estatua de doce metros de altura, y otra al oeste, para alojar el tesoro de la liga de Delos. La obra fue encargada a Ictino, Calícrates y Fidias. El proyecto de ornamentación era tradicional en cuanto a su forma, con frontones y metopas, e inusual en cuanto a sus proporciones. Los frontones eran los más grandes y complejos que se habían realizado hasta la fecha. Las noventa y dos metopas esculpidas no tenían precedente en cuanto a su número, que nunca fue repetido. Finalmente, a pesar de que el templo era de orden dórico, la decoración alrededor del sekos, normalmente compuesta por metopas y triglifos, fue reemplazada por un friso de orden jónico.

## Descripción general

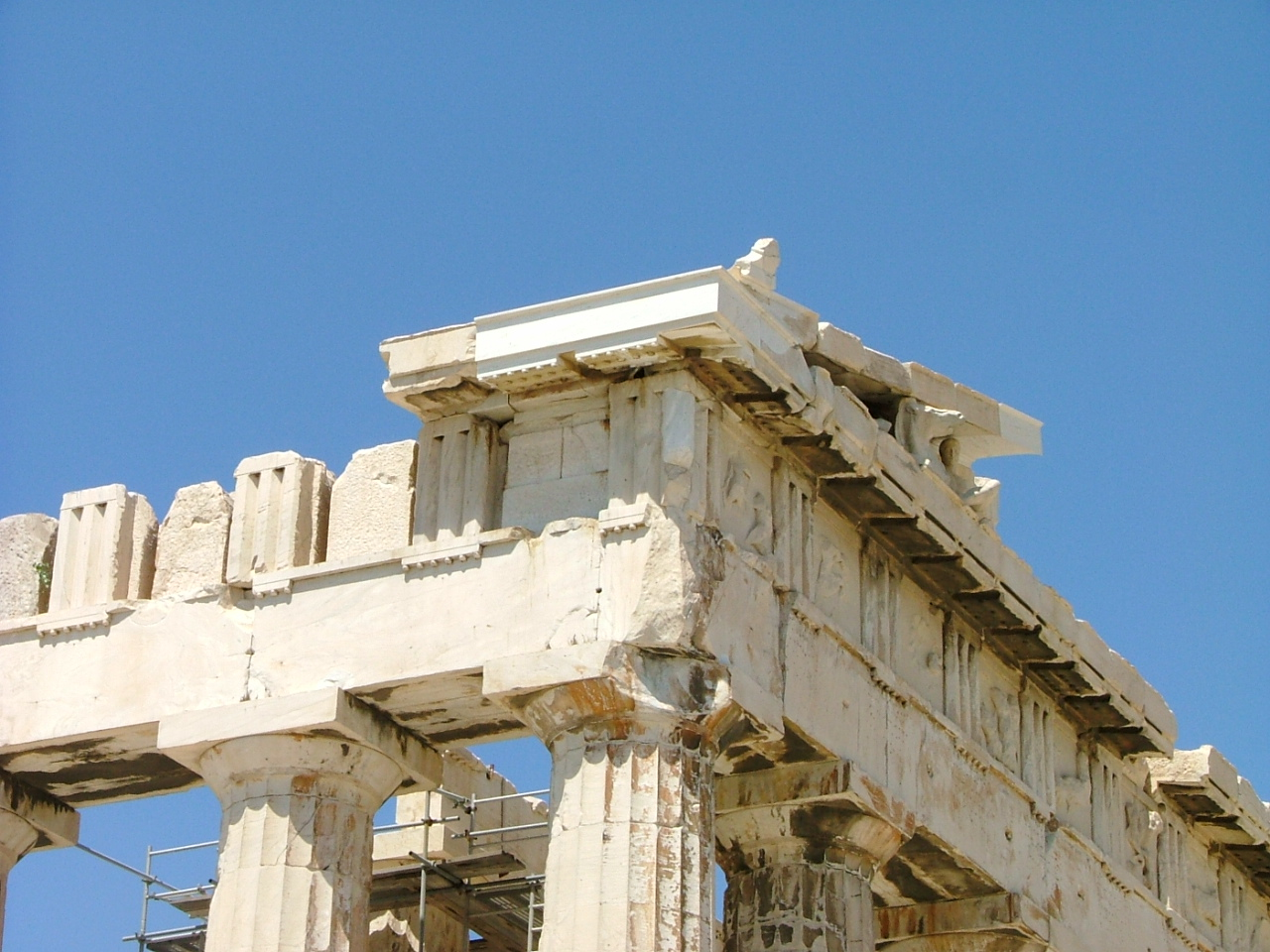
Alternancia de metopas y triglifos en el Partenón.

### Estructura del conjunto
En los edificios dóricos de mármol, la parte del entablamento situada sobre el arquitrabe estaba decorada con las metopas, que se disponían en alternancia con los triglifos. Estos eran una reminiscencia de las cabezas de las vigas de madera que sujetaban la cubierta. La zona situada entre los triglifos, que en principio era un simple espacio de piedra liso, fue posteriormente ornamentado con decoración escultórica.
El Partenón tenía noventa y dos metopas polícromas, catorce en cada una de las fachadas este y oeste, y treinta y dos en cada lado norte y sur. Para designarlas, los especialistas las numeran habitualmente de izquierda a derecha con números romanos. Fueron esculpidas sobre placas de mármol pentélico prácticamente cuadradas: tenían 1.20 metros de altura y una longitud variable, con una media de 1.25 metros. Inicialmente, el bloque de mármol medía 35 centímetros de espesor. Las esculturas fueron realizadas en altorrelieve o incluso en muy altorrelieve, en el límite con el bulto redondo. Los relieves sobresalían unos 25 centímetros de la placa. Las metopas estaban situadas a doce metros de altura y tenían un promedio de dos personajes en cada imagen.
Ningún edificio griego antiguo fue ornamentado con un número tan importante de metopas, ni antes ni después de la construcción del Partenón. En el templo de Zeus en Olimpia, más antiguo, solo se esculpieron las del pórtico interior. En el Teseión, contemporáneo del Partenón, se tallaron únicamente las de la fachada este y las cuatro más orientales de los lados norte y sur.

### Temas e interpretación

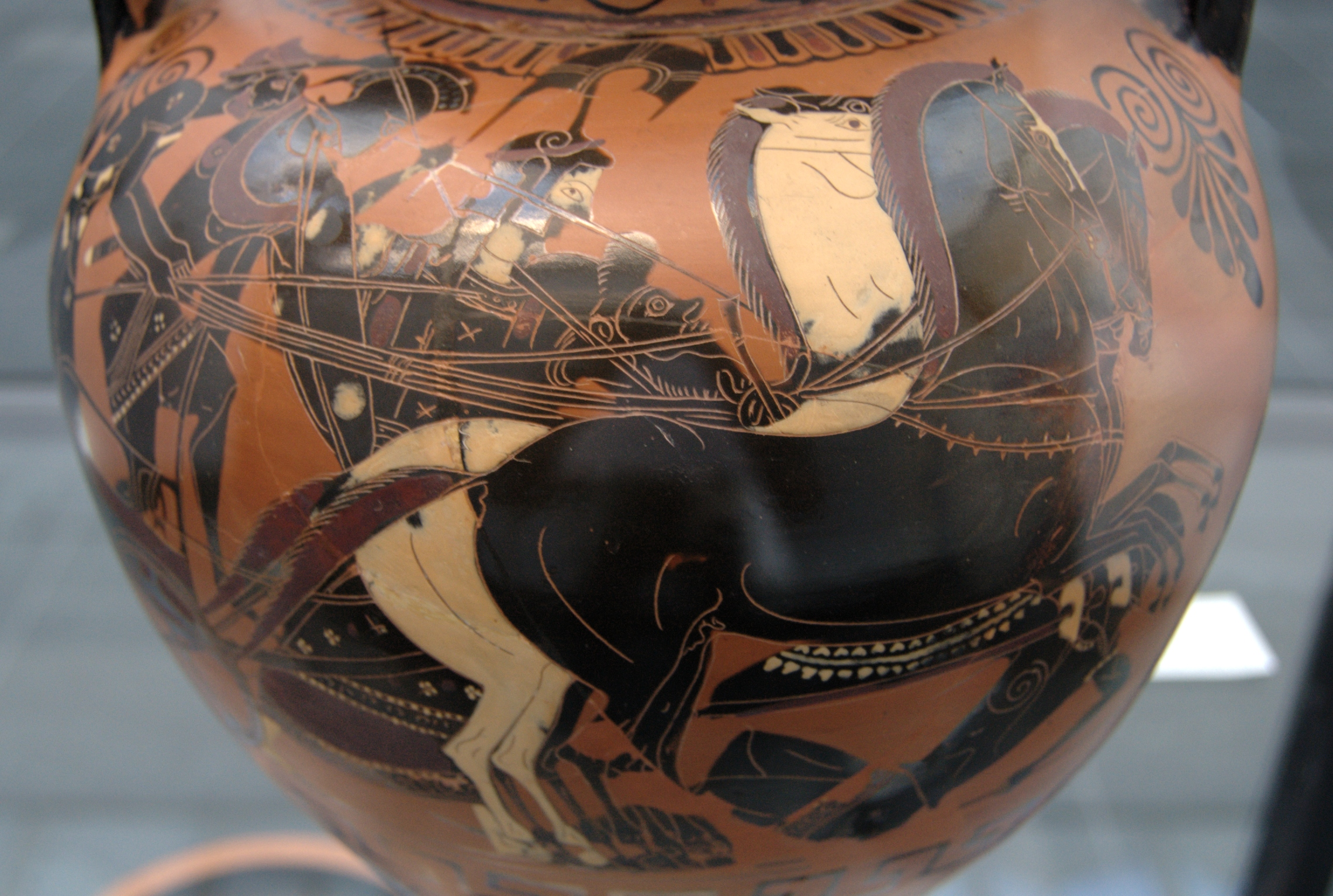
Ánfora ática de figuras negras, donde se representa una escena de la gigantomaquia: Hermes (o Fobos?) y Ares en un carro que pisotea a un gigante; Atenea se sitúa cerca de ellos. 530 a. C. (o 510 a. C.?).

No existe ninguna descripción antigua de las metopas que permita atribuir una interpretación definitiva. La primera referencia literaria de la decoración escultórica del Partenón fue escrita por Pausanias en el siglo II a. C.; sin embargo, solo describió los frontones. A pesar de todo, la comparación con los temas de la cerámica ática contemporánea puede ofrecer pistas para su análisis.
El tema general de las noventa y dos metopas es exclusivamente bélico, como en la estatua criselefantina de Atenea,aunque distinto a los frontones y el friso. Parece que se trata de una oposición entre el orden y el caos, entre el ser humano y el animal (quizás entre las distintas tendencias animales de los humanos), entre la civilización y la barbarie, o incluso entre Oriente y Occidente. El conjunto se considera a menudo como una metáfora de las guerras médicas. Un aspecto subyacente podría ser el matrimonio y el hecho de que la ruptura de su armonía produce el caos. Por lo tanto, como en otras zonas del Partenón, se representaría la celebración de los valores cívicos, de los cuales el matrimonio entre ciudadanos e hijas de ciudadanos sería uno de sus fundamentos..
Las metopas de los lados este, norte y oeste sufrieron principalmente una destrucción sistemática por parte de los cristianos entre los siglos VI y VII, con lo cual es difícil de saber con precisión lo que representaban. Al este, en el lado más importante desde un punto de vista religioso, el tema de las metopas sería la gigantomaquia. Zeus y Hera (o Atenea) estarían representados en las metopas centrales, y los enfrentamientos se dispondrían simétricamente alrededor de ellas. Al oeste, se representaría a los griegos combatiendo contra los adversarios con indumentaria oriental. La interpretación más común es que se trata de la amazonomaquia. Sin embargo, las metopas han sufrido un desgaste de tal magnitud que es difícil distinguir si los adversarios de los griegos son de sexo masculino o femenino. Si se tratara de hombres estos podrían ser persas, aunque existen pocas representaciones de persas a caballo. Durante el asedio de Atenas por los venecianos dirigidos por Francesco Morosini en 1687, las metopas de la cara norte sufrieron un gran deterioro a causa de la explosión de la reserva de pólvora almacenada en el Partenón. No obstante, se han propuesto varias identificaciones: una de las metopas representaría a Menelao y la de su lado a Helena; otra a Eneas y a Anquises. El tema general de esta zona podría entonces ser la caída de Troya. Finalmente, las metopas de la cara sur no sufrieron los daños de la iconoclasia cristiana, pero sí la explosión de 1687. Las últimas que se conservan, situadas a cada extremo del Partenón, representan el combate entre los centauros y los lápitas, aunque las metopas centrales, conocidas únicamente por los dibujos atribuidos a Jacques Carrey, suscitan controversias en cuanto a su interpretación. Algunos arqueólogos consideran que podría tratarse de un enfrentamiento exclusivamente ateniense entre humanos y centauros..

### Escultura y pintura

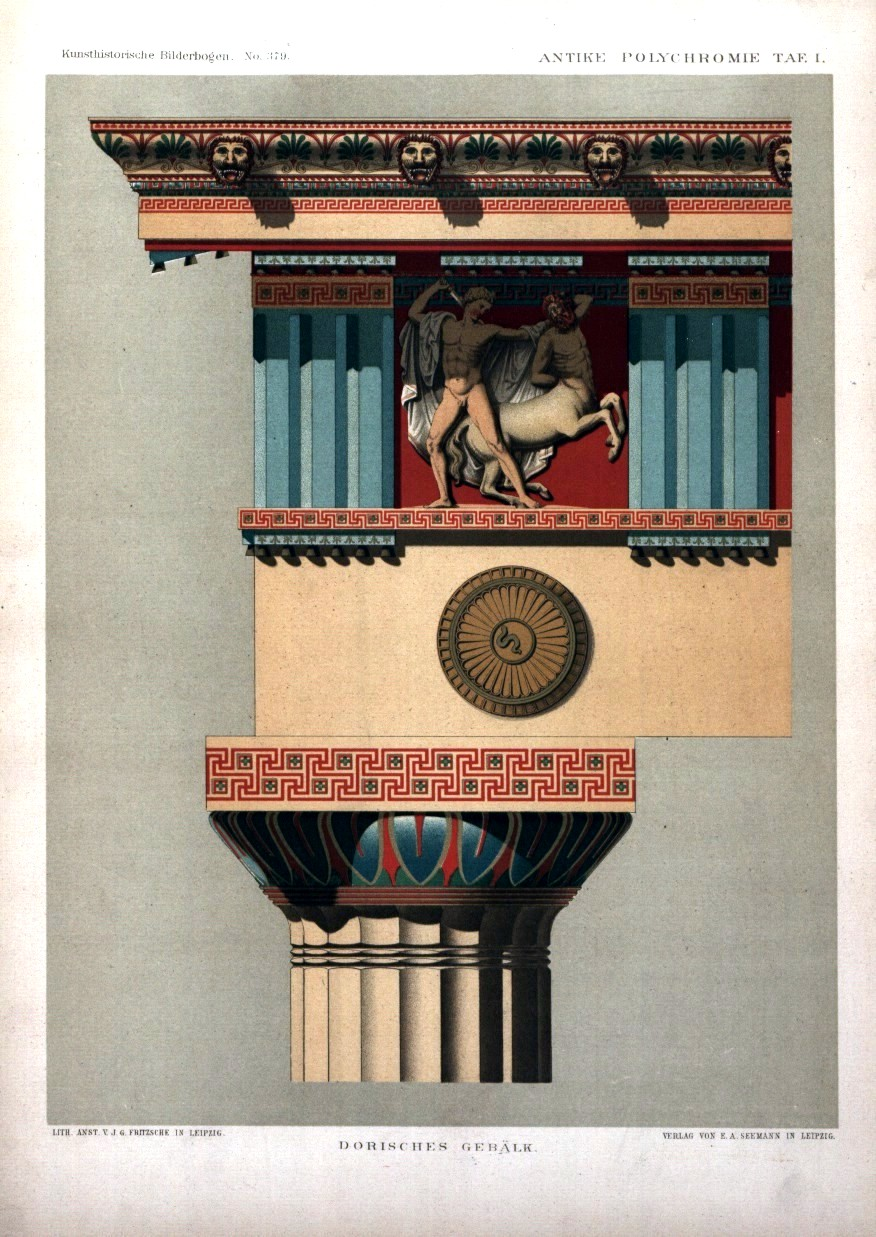
Reconstrucción de colores en el entablamento del Partenón. "Kunsthistorische Bilderbogen", Verlag E. A. Seemann, Leipzig. 1883.

La escultura de las metopas del Partenón se realizaba en varias etapas. El artista comenzaba por dibujar los contornos de los personajes. Después, retiraba el mármol que quedaba fuera del dibujo, hasta el «fondo» de la pieza. Continuaba separando la figura del fondo y finalizaba perfeccionando las propias imágenes. Es posible que colaboraran varios escultores, cada uno de ellos especializado en una de estas etapas. Los trabajos de cincelado debieron de haberse realizado en el suelo, antes que las metopas fueran colocadas en su sitio, en lo alto de los muros. Los artistas, que necesariamente tuvieron que ser numerosos, comenzaron a trabajar seguramente desde 447 o 446 a. C. para tener su obra finalizada antes de 438 a. C., fecha en la cual empezaron los trabajos de construcción de la cubierta. Se calcula como fecha de conclusión probable el año 442 a. C. o un poco más tarde. Además, si la decoración escultórica debía terminarse, no ocurría lo mismo con la pintura o los adornos de metal, que podían añadirse posteriormente. Algunos artistas podrían haber trabajado en varias piezas. Así, en la este VI, Poseidón está en la misma posición que el lápita de la sur II, mientras que el gigante que está a punto de caer es muy similar al lápita de la metopa sur VIII, lo cual podría significar que fueron esculpidos por la misma mano o que se produjo un proceso de inspiración e imitación.
No se conoce con certeza el nombre de ningún escultor al cual atribuir la autoría de las metopas del Partenón. Sin embargo, dado que existen grandes diferencias de calidad y estilo entre ellas, es muy probable que fueran realizadas por diversos artistas. Algunas parecen «antiguas», talladas aparentemente por escultores de mayor edad o más conservadores, aunque también podrían haber sido realizadas al inicio. Otras, cuya elaboración no está al nivel artístico de las demás, sugieren que habría sido necesario emplear a todos los escultores de los que se disponía ante la magnitud de la obra. Una última hipótesis resume todas las anteriores: al principio podrían haberse contratado numerosos artistas, pero a medida que los trabajos iban avanzando se habrían ido descartando los menos cualificados, tras haber realizado las primeras metopas, que tenían una precisión inferior.. Algunas en el lado sur son de tal destreza que se ha deducido que tuvieron que haberse esculpido entre las últimas. En algunos de estos casos, se ha aludido a los nombres de escultores como Mirón, Alcámenes o el propio Fidias. En cuanto al coste económico, Robert Spenser Stanier propuso en 1953 una estimación total de 10 talentos por la realización del conjunto..
Las metopas del Partenón eran polícromas, como el resto de la decoración. Se sabe que el fondo era de color rojo, en contraste con los triglifos en azul medio u oscuro. La cornisa que estaba por encima del friso también debió de estar coloreada. Los personajes estaban pintados, destacando los ojos, los cabellos, los labios, las joyas y los ropajes. La piel de las figuras masculinas debía de ser más oscura que la de los personajes femeninos. Algunas metopas incluían elementos de paisaje, que tal vez también estaban coloreados. La decoración se finalizaba con el añadido de elementos (armas, ruedas o arreos) de bronce o de bronce dorado, como indican los numerosos huecos de fijación. Se han contado más de 120 agujeros en el lado sur, el mejor conservado. Estos elementos de ornamentación podían también servir para una identificación más rápida de los personajes. Existe una estrecha relación entre los temas de las metopas y la estatua criselefantina de Atenea conservada en el Partenón. Esto podría significar que Fidias habría sido el maestro de obra del conjunto.

## Historia y conservación

### Historia del Partenón y de sus metopas

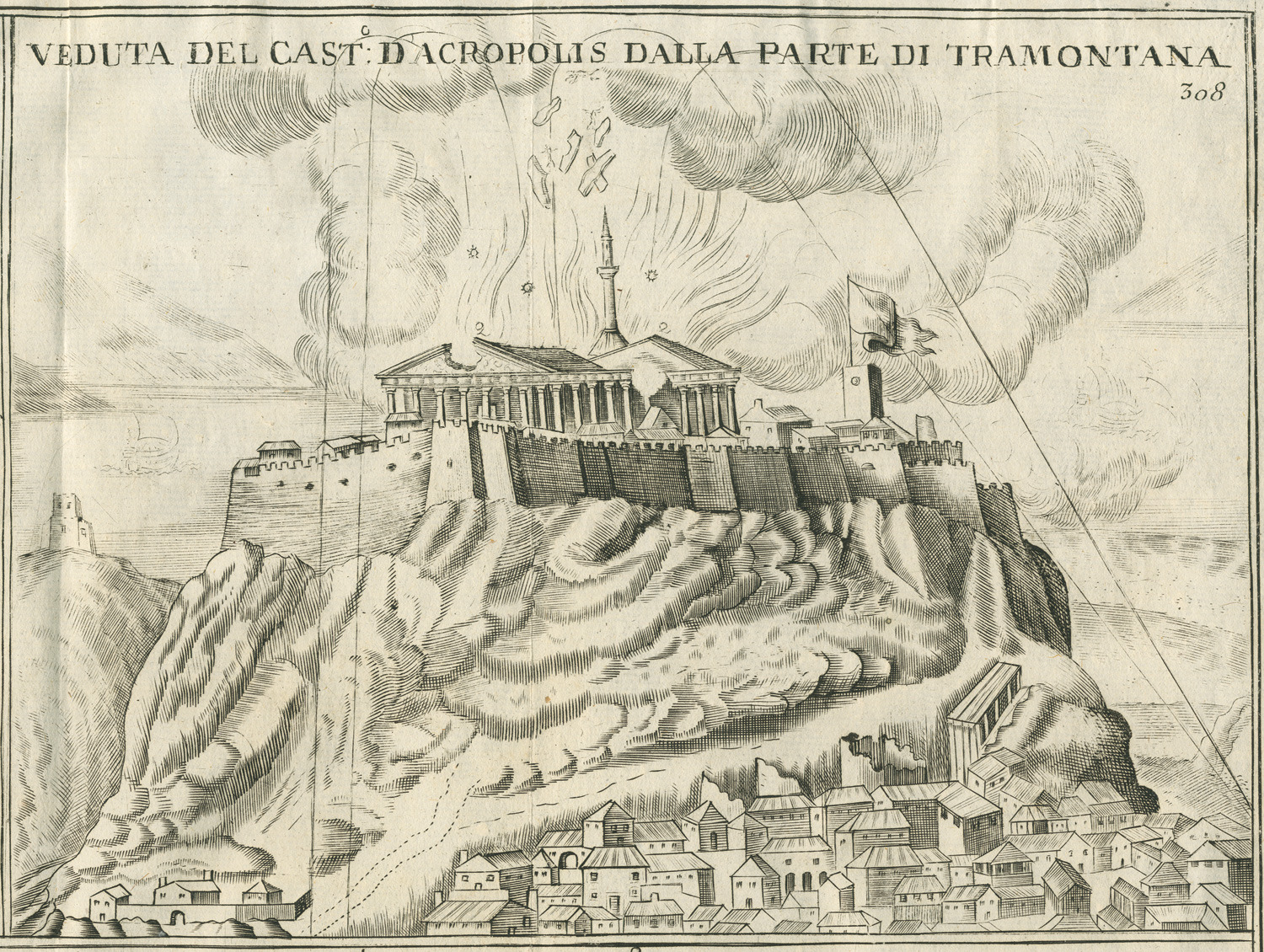
Explosión de la reserva de pólvora almacenada en el Partenón durante el asedio de Atenas por los venecianos el 26 de septiembre de 1687.

El Partenón fue destruido por un incendio en una época no determinada durante la Antigüedad tardía que causó graves daños, entre ellos la destrucción de la cubierta. El calor intenso fisuró numerosos elementos de mármol, como los entablamentos y en consecuencia las metopas. Se acometió una extensa restauración, en la cual se reconstruyó el techo aunque solo se cubrió el interior. De esta forma, las metopas de las caras delantera y trasera pasaron a estar más expuestas a la intemperie. Hasta el edicto de Teodosio de 380, el Partenón conservó su papel religioso pagano. Más tarde habría pasado un periodo más o menos largo de abandono. En algún momento entre los siglos VI y VIII, el edificio se transformó en iglesia..
Hasta ese momento, las noventa y dos metopas habían permanecido casi intactas. Las de los lados este, oeste y norte fueron sistemáticamente dañadas por los cristianos, que deseaban eliminar el culto a los antiguos dioses. Solo perduró una metopa norte, con dos figuras femeninas, quizás al ser interpretada como una Anunciación (la figura sentada a la derecha representaría a la Virgen María y la figura de pie a la izquierda al arcángel Gabriel). Las metopas sur se salvaron tal vez porque este lado del Partenón estaba demasiado cerca del borde de la Acrópolis, o porque el Physiologus incluía a los centauros en su bestiario simbólico. En cambio, el edificio no sufrió ningún daño cuando el Partenón-iglesia se transformó en mezquita en el siglo XV, ni durante los dos siglos siguientes. En 1674, un artista al servicio del marqués de Nointel (el embajador francés ante el gobierno del Imperio Otomano), quizás Jacques Carrey, dibujó gran parte de las metopas que aún perduraban, que lamentablemente solo eran las del lado sur.  La mayoría de las metopas fue destruida durante el asedio de Atenas por los venecianos dirigidos por Francesco Morosini el 26 de septiembre de 1687, durante la explosión del almacén de pólvora ubicado en el Partenón. Tras la partida de los venecianos en 1688 y la vuelta de los otomanos el edificio albergó de nuevo una mezquita. Los trozos de mármol dispersos alrededor de las ruinas, entre ellos los fragmentos de las metopas, fueron reducidos a cal o reutilizados como material de construcción en lugares como la muralla de la Acrópolis. En el siglo XVIII los viajeros occidentales, cada vez más numerosos, se apropiaban de partes de esculturas a modo de recuerdo..

### Lord Elgin

#### Arrancado y transporte de los mármoles

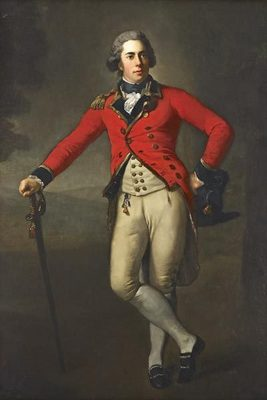
Thomas Bruce Elgin, séptimo conde de Elgin, por Anton Graff, (1788).

En agosto de 1800 llegó a Atenas un equipo de artistas (pintores, grabadores y moldeadores) contratados por Lord Elgin, el embajador británico ante el gobierno otomano. Dirigidos por el pintor Giovanni Battista Lusieri, tenían como misión principal dibujar y modelar las antigüedades de Atenas, así como comprarlas. Sin embargo, los artistas no podían aproximarse lo suficientemente cerca de las metopas para ilustrarlas y hacer su molde debido a que el Partenón,  situado en la Acrópolis de Atenas, era una fortaleza militar prohibida a los extranjeros. En julio de 1801, Elgin pidió y obtuvo de la Sublime Puerta un firmán que permitía a sus empleados un acceso definitivo a la plaza fuerte. Además, la reconquista de Egipto por los británicos colocaba al embajador y a sus trabajadores en una situación favorable diplomáticamente. No obstante, el texto de este documento oficial era ambiguo, ya que ofrecía distintas posibilidades de interpretación. No aclaraba si los agentes de Elgin estaban autorizados a llevarse lo que encontraran durante las excavaciones o todo lo que desearan de los edificios antiguos. Philip Hunt, capellán del embajador, consiguió imponer una interpretación libre del firmán a las autoridades locales, que además fueron pagadas generosamente. Así, el destino de las metopas estaba decidido. A finales de julio de 1801, Hunt pidió y obtuvo la autorización de llevarse una de ellas, y a partir del 31 de julio, la situación fue más allá: se retiraron dos metopas del lado sur, se llevaron a la residencia del cónsul inglés Logotheti y luego se embarcaron en el Pireo hacia Inglaterra.
Los trabajos de arrancado fueron muy destructivos. A pesar del estado del edificio, para poder tener acceso a las metopas hizo falta retirar la totalidad de lo que quedaba de la cornisa sur, que fue arrojada al suelo. La magnitud de la tarea puede que sea la razón por la cual la metopa I sur aún permanece en su sitio, puesto que habría sido necesario un gran esfuerzo para poder acceder a ella. Hubo que trabajar a gran velocidad, pues los franceses comenzaban a tener las simpatías de los otomanos, en especial el arqueólogo Fauvel, a quien los agentes de Elgin habían tomado prestado el andamiaje y la grúa. En mayo de 1802, cuando Elgin y su esposa llegaron a Atenas a inspeccionar los trabajos, ya habían sido retiradas del Partenón siete metopas, las estatuas de los frontones y una veintena de placas del friso. En otoño, además de otros elementos de decoración, dos nuevas metopas fueron desmontadas del edificio. Lusieri trabajaba velozmente y cada vez con menos precauciones. El 16 de septiembre escribió a su patrocinador que, para la «octava metopa, la del centauro secuestrando a la mujer […] [había sido] necesario ser un poco bárbaro». Con ello quería decir que había tirado abajo un tramo más de cornisa.
Las metopas y el resto de la colección Elgin fueron almacenadas en el Pireo. Cuando un buque de guerra británico hizo escala, se aprovechó para embarcar una parte, por orden del embajador y a pesar de las reticencias de los oficiales. El acuerdo de paz aceleró los trabajos y las cajas partieron de forma dispersa. Así, las diez primeras metopas, las de julio de 1801, fueron cargadas en un navío mercante de Ragusa que las llevó, vía Halicarnaso y Cnido, hasta Egipto. De allí se transportaron a Malta en otro barco hasta llegar a Londres. Finalmente, el conjunto de la colección no llegó a la capital británica hasta 1811.

#### Llegada a Londres

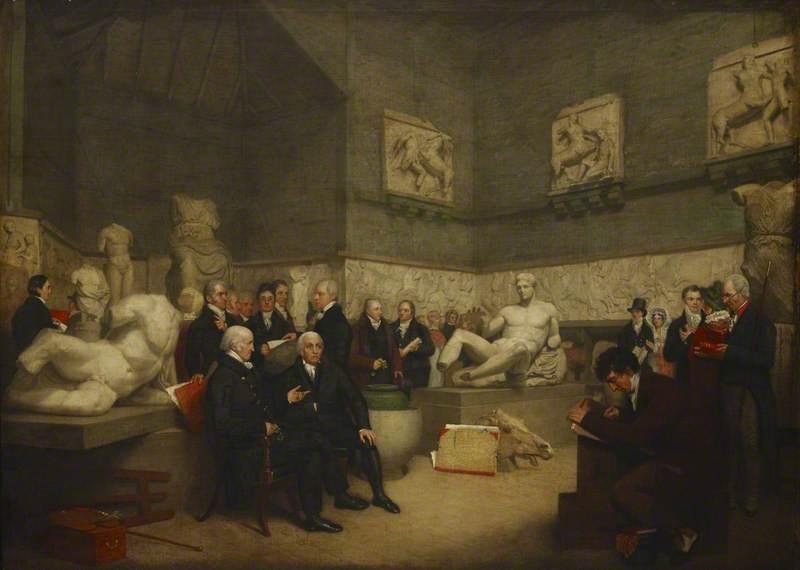
Representación idealizada de la sala Elgin temporal del Museo Británico en 1819, con los retratos de uno de los administradores, los empleados y varios visitantes. La sala fue diseñada por el arquitecto del museo, Robert Smirke, para la exhibición temporal de los Mármoles de Elgin.

Lord Elgin alquiló una residencia en Park Lane para exponer de forma temporal su colección a partir de junio de 1807. Antonio Canova fue requerido para una restauración de las estatuas de mármol, tal y como era habitual en la época. Canova rechazó la intervención, argumentando que hubiese sido un sacrilegio. Su alumno John Flaxman no fue tan escrupuloso y aceptó el encargo, aunque la restitución nunca tuvo lugar puesto que Elgin estaba arruinado en aquel momento. La deuda total debida a los gastos ocasionados por su colección se elevaba a 27.000 libras, y Flaxman reclamaba 20 000 libras más por sus trabajos.
Expuestos en un cobertizo del jardín de la residencia Elgin en Park Lane, los mármoles se popularizaron rápidamente. La alta sociedad londinense, así como los artistas, acudieron a visitar la exposición. temporal Sin embargo, las dificultades de Elgin se agravaron posteriormente. Richard Payne Knight, un influyente miembro de la Sociedad de los Diletantes, declaró que los mármoles databan solo de la época de Adriano basándose en las conclusiones de Jacob Spon, quien había llegado a Atenas a finales del siglo XVII. Payne Knight sostuvo esta teoría hasta su muerte, acaecida dieciocho años más tarde. Su hipótesis fue aceptada por muchos, en ocasiones bajo una versión más moderada: los mármoles habrían sufrido daños durante la antigüedad y se habrían restaurado en la época de Adriano. A principios de los años 1810, los trabajos del equipo de Elgin en el Partenón fueron denunciados como un saqueo  acusando a la actuación de ser un expolio y de los destrozos ocasionados al Partenón, como la destrucción de la cornisa para acceder a las metopas. Estas acusaciones fueron expuestas por Lord Byron, el gran poeta de la época, pero también por Edward Daniel Clarke, quien publicó el relato de viajes más popular de la época, o incluso por el arqueólogo Edward Dodwell.
Presionado por los problemas financieros,. Elgin no disponía de los medios para conservar su colección, la cual ya había tratado de vender al Estado británico sin éxito en 1803. Abandonó su residencia de Park Lane y los mármoles fueron almacenados en un patio trasero de Burlington House, que en esa época pertenecía al duque de Devonshire. Cuando este vendió su residencia particular a mediados de los años 1810, Elgin debió buscar una solución a sus ciento veinte toneladas de mármol. Intentó de nuevo vendérselas al Estado británico, pero eligió un mal momento puesto que en esa época Francia, tras su derrota, se encontraba en proceso de devolver las obras de arte que se había apropiado por toda Europa durante las guerras napoleónicas. El asunto de la restitución de los «mármoles de Elgin» fue planteado seriamente, a pesar de la oposición del Príncipe regente. Al mismo tiempo, Luis I de Baviera depositó en un banco londinense una suma destinada a comprar los mármoles si el gobierno inglés los rechazaba. Elgin solicitó que los mármoles le fuesen comprados al precio que le habían costado, es decir, 74.240 libras. Se le ofrecieron 35 000 libras que Elgin aceptó, quedando finalmente muy endeudado. Así, los mármoles se instalaron en el Museo Británico. En la ley de compra votada por el Parlamento se propuso una enmienda que estipulaba que Gran Bretaña custodiaría los mármoles solo hasta que su propietario legítimo las reclamara. Sin embargo, dicha enmienda fue rechazada.

### Reclamación de Grecia

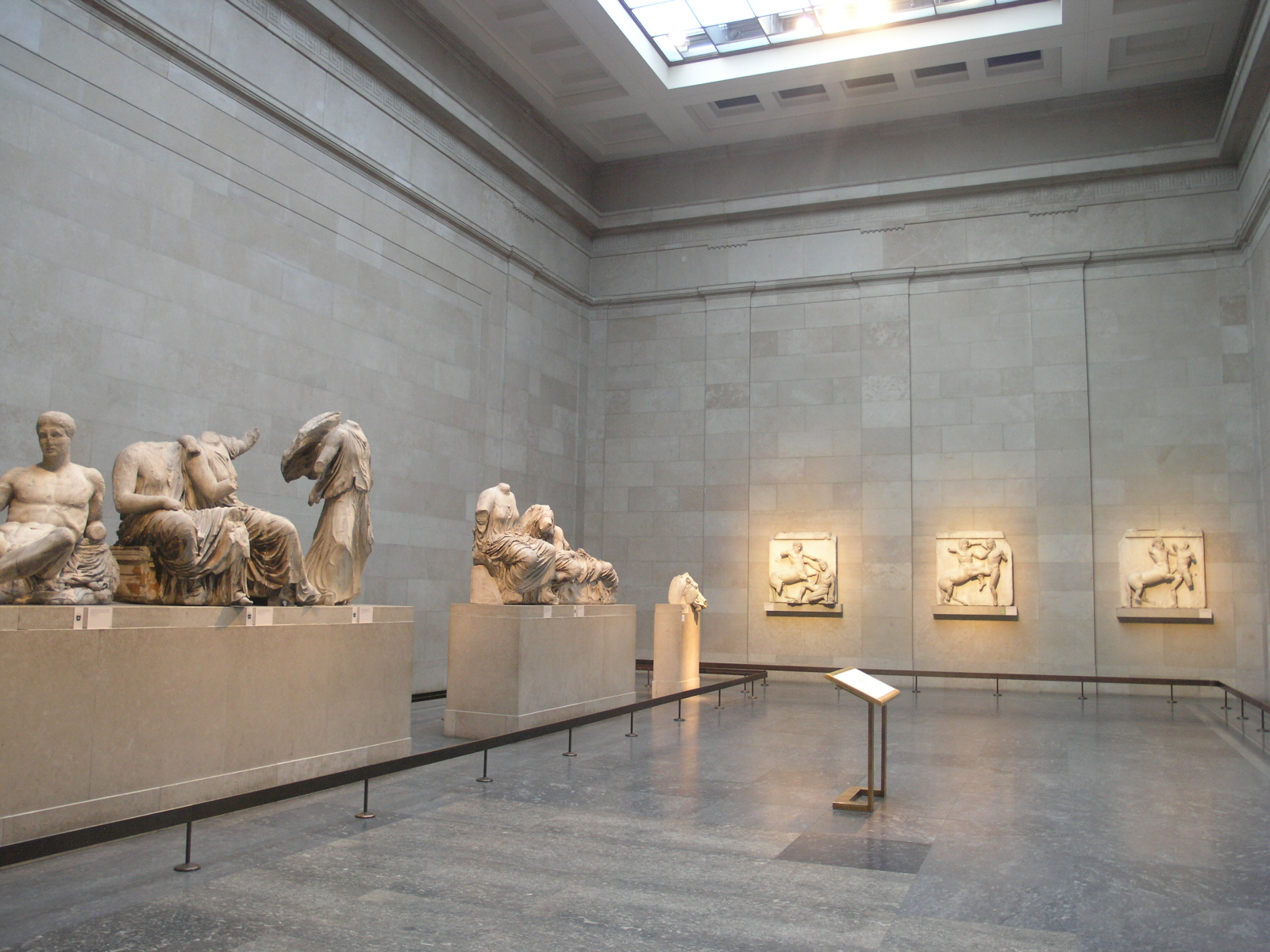
Instalación de las metopas en el Museo Británico, al lado del frontón este.

Desde los primeros años tras su independencia, Grecia trató de llevarse de vuelta a su territorio los mármoles del Partenón, entre ellos evidentemente las metopas. Así, entre 1834 y 1842 tuvieron lugar unas negociaciones en las que el rey Otón intentó volver a comprarlas.
Desde entonces, el gobierno griego exige regularmente la restitución de las metopas del Partenón, argumentando dos razones: la primera expone que todo Estado debe poder ser propietario de un elemento esencial de su patrimonio cultural o histórico; la segunda, que las metopas fueron compradas al gobierno otomano, que no representaba al pueblo griego. Ante esta reclamación, el gobierno británico responde que las metopas fueron compradas al representante de la autoridad soberana en funciones en el momento de la venta, es decir, al gobierno del Imperio otomano y por tanto, el Estado británico es el propietario legítimo. En cuanto al Museo Británico, este alega que las metopas forman parte del patrimonio mundial y que son más accesibles al público en Londres que en Atenas.
Los defensores del Museo Británico afirman también que los mármoles se han conservado mejor en Londres que en la contaminación de Atenas. No obstante, la atmósfera del Londres victoriano era una de las más contaminadas de la historia. Las trazas de hollín, de dióxido de carbono y de azufre del siglo XIX aún son visibles en los bloques más frágiles que escaparon de la limpieza inadecuada de 1937-1938. De hecho, cuando el marchante de arte Joseph Duveen decidió financiar una nueva ala del Museo Británico que alojara los mármoles, impuso cierto número de exigencias, entre las cuales su limpieza. Persuadido de que el mármol antiguo era originalmente de un blanco puro, pagó al personal de servicio del museo para que retirase el hollín. Esta limpieza, que se hizo con agua, la ayuda de productos abrasivos e incluso cinceles metálicos, se interrumpió después de quince meses, cuando el director del museo fue alertado, en ausencia del conservador responsable de los mármoles, del degradado estado de las metopas. El incidente, que en un principio se ocultó, fue revelado por la prensa en la primavera de 1939.

### Conservación

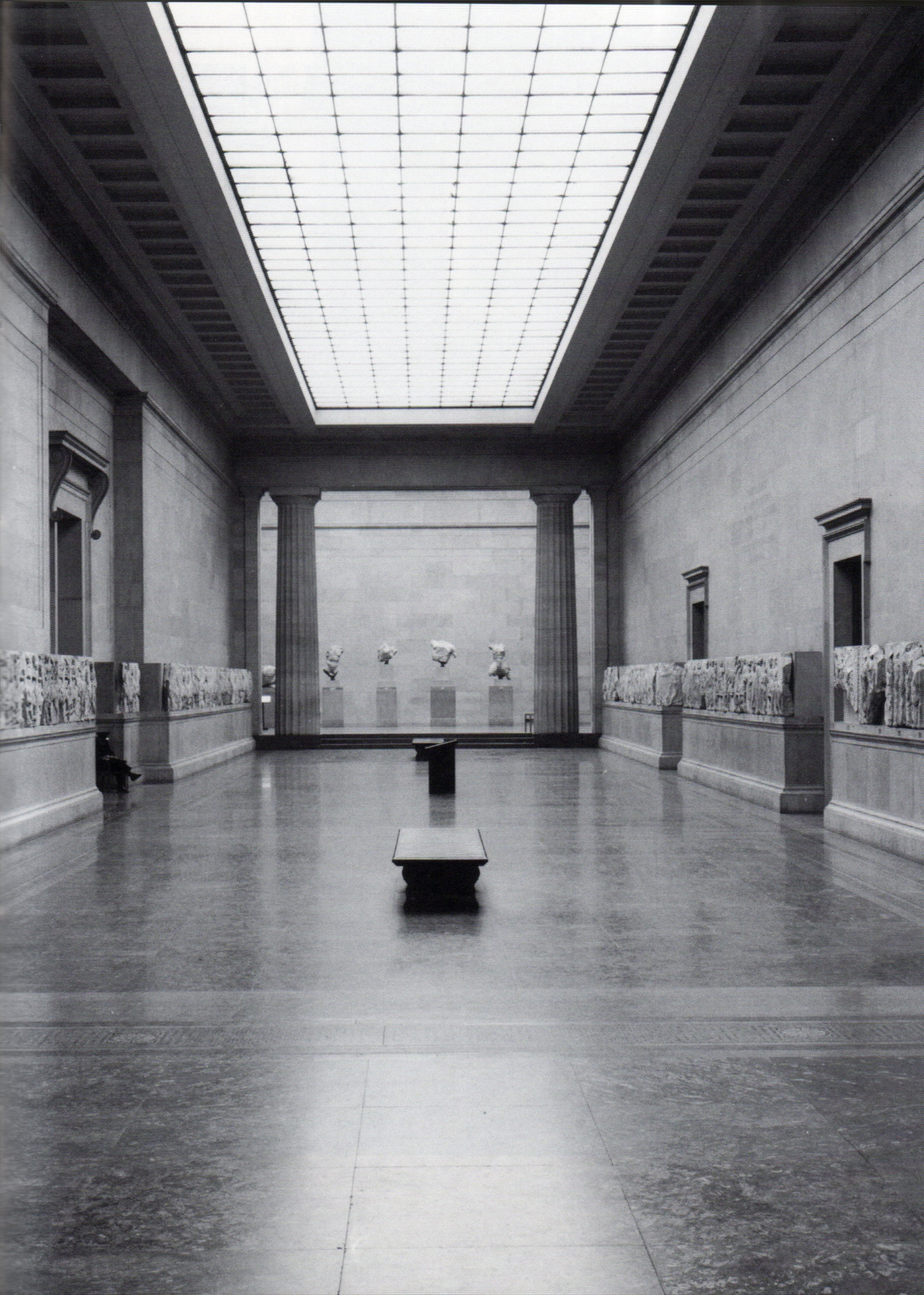
La Galería Duveen, reconstruida en 1962 tras haber sido bombardeada en 1940 durante la Segunda Guerra Mundial.

Quince de las metopas sur se encuentran en el Museo Británico, a raíz de los trabajos de los operarios de Lord Elgin. Sin embargo, la metopa sur VI llegó por otra vía. Tras una tormenta, cayó y se rompió en tres partes, causando probablemente la desaparición de sus miembros en ese momento. En 1788, fue robada por Louis-François-Sébastien Fauvel, con la complicidad de un ciudadano turco. La metopa fue lanzada desde lo alto de las murallas de la Acrópolis sobre una pila de estiércol situada en la parte inferior. No obstante, no fue enviada hasta 1803 a bordo de la corbeta L'Arabe. Cuando la guerra se reanudó tras la ruptura de la paz de Amiens el buque fue inspeccionado por los británicos. Los mármoles que transportaba acabaron en Londres, donde fueron adquiridos por Elgin. La metopa este se encuentra actualmente en el Museo Británico.
Tras la compra por parte del Museo Británico en 1817, los mármoles fueron expuestos en una sala temporal, hasta que en 1832 se terminó la galería diseñada por Robert Smirke, llamada la sala Elgin. En los años 1930, Joseph Duveen ofreció una nueva estancia llamada la galería Duveen, proyectada por John Russell Pope. Aunque fue finalizada en 1938, los mármoles no pudieron instalarse en ella antes del fin de la Segunda Guerra Mundial. Durante el conflicto, las metopas se pusieron a resguardo en los túneles del metro de Londres, lo que resultó oportuno ya que la galería Duveen fue destruida íntegramente por los bombardeos. Se colocaron en su emplazamiento actual en 1962, tras la reconstrucción de la galería.
La metopa sur X fue comprada a principios del año 1788 a las autoridades otomanas. La adquisición fue realizada por Louis-François-Sébastien Fauvel en nombre de su superior, el embajador de Francia en Constantinopla, conde de Choiseul-Gouffier. Dimitri Gaspari, el vicecónsul de Francia en Atenas, fue quien se encargó de las negociaciones. La metopa fue enviada en marzo de 1788 y llegó a Francia el mes siguiente. Pero Choiseul-Gouffier ya había emigrado a Rusia en el verano de 1793, quedando afectado por el decreto del 10 de octubre de 1792, que confiscaba los bienes de los emigrados. Finalmente, la metopa se encuentra actualmente en el Museo del Louvre.
Las metopas que permanecieron in situ a lo largo de los siglos XIX y XX sufrieron las inclemencias del tiempo y sobre todo de la contaminación. Las del lado este fueron retiradas del edificio en 1988-1989 y depositadas en el Museo de la Acrópolis de Atenas, junto a la metopa sur XII. Fueron reemplazadas por reproducciones en cemento que se colocaron en el Partenón. Todavía permanecen en su sitio la sur I, XXIV, XXV y las metopas XXVII a XXXII norte. También se conservan las catorce de la fachada oeste, algunas en bastante mal estado (la oeste VI y VII perdieron toda su ornamentación) y otras intactas (sur I y norte XXXII). Diversos museos europeos albergan numerosos fragmentos de ellas: Roma, Múnich, Copenhague (Museo Nacional de Dinamarca), Wurzburgo (Museo Martin von Wagner) o París, entre otros. Algunos fragmentos que se habían utilizado para consolidar las fortificaciones del sur de la Acrópolis en el siglo XVIII fueron retirados a partir de los años 1980-1990. Estos trozos podrían pertenecer a las metopas de la fachada sur o del norte.
En el museo Skulpturhalle de Basilea se exponen los moldes del conjunto de todas las metopas conocidas. Es uno de los pocos lugares del mundo donde puede apreciarse el friso del Partenón en su totalidad.

## Descripción detallada

### Fachada oeste

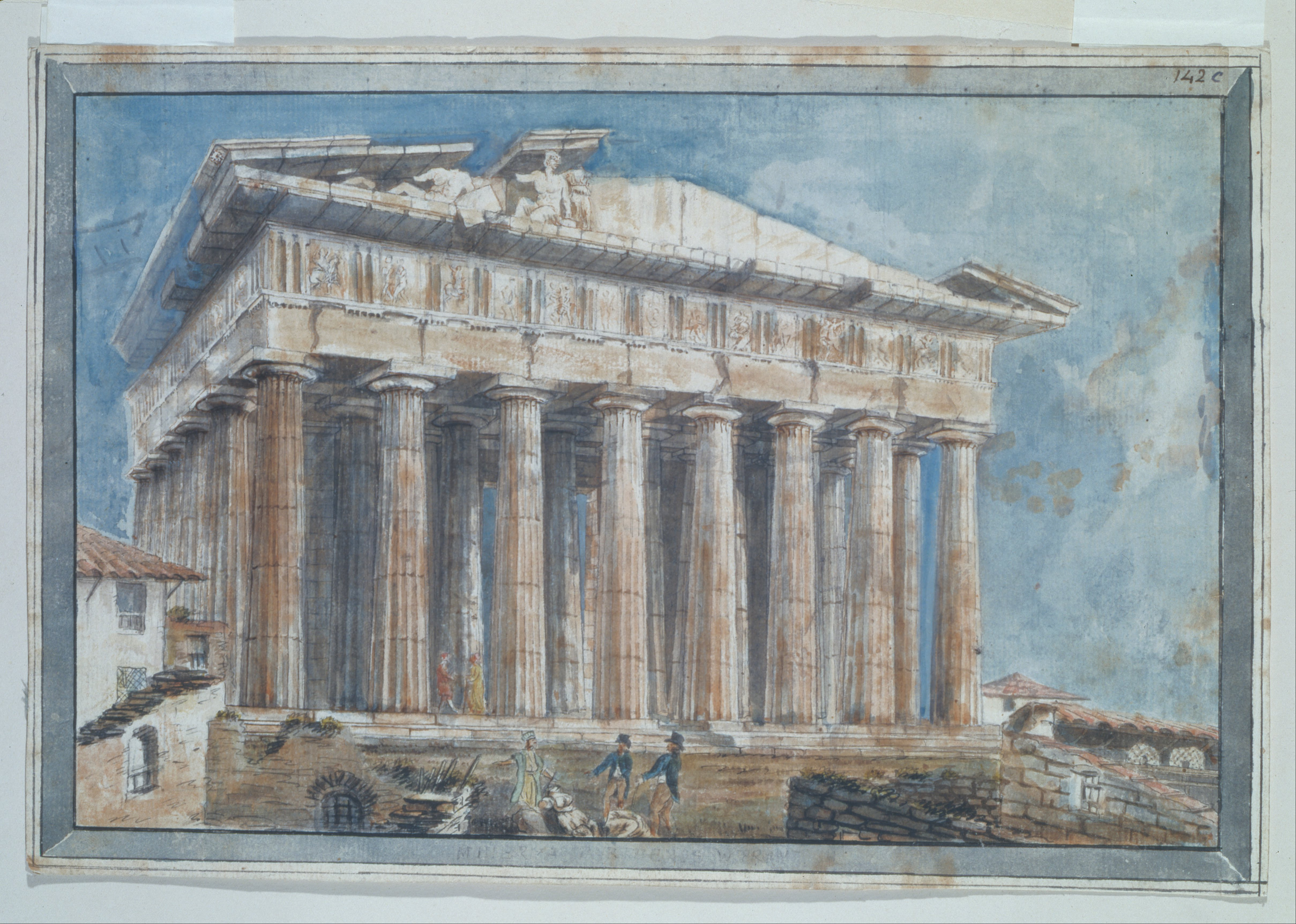
La fachada oeste del Partenón, pintada por William Gell en 1801. Se aprecian las metopas bajo el frontón.

Las catorce metopas de la fachada oeste todavía se mantienen en su lugar de origen en el edificio. Sin embargo, han sufrido tantos daños, principalmente por la destrucción de los cristianos, que es difícil determinar las escenas que representan. Así, las metopas VI y VII están tan deterioradas que es imposible distinguir nada. El pintor William Pars, designado por la Sociedad de los Diletantes para que acompañase a Richard Chandler y a Nicholas Revett durante el segundo viaje de estudios arqueológicos financiado por esta sociedad, dibujó hacia 1765-1766 las metopas I, III, IV, V, VIII a XI y XIV. Sus ilustraciones muestran que, durante la segunda mitad del siglo XVIII, estaban en un estado de deterioro muy similar al que sufren actualmente.
Estas metopas eran las que primero veían los visitantes que llegaban a la Acrópolis; por tanto, la elección del tema era esencial. La interpretación más habitual es que se trata de una amazonomaquia, muy probablemente el episodio ateniense de los combates entre los griegos y las mujeres guerreras. Sus protagonistas fueron Teseo y la reina amazona Antíope (en ocasiones llamada Hipólita), quien según algunas versiones habría sido secuestrada o habría seguido voluntariamente al héroe griego. Las amazonas atravesaron el Bósforo e invadieron el Ática para liberar a su soberana, mientras que el ejército ateniense, dirigido por Teseo, habría conseguido frenar al invasor oriental.
Sin embargo, la atribución del tema resulta controvertido, en parte a causa del mal estado de las esculturas. Otra hipótesis sugiere que podría tratarse de un combate contra los persas. Esta teoría se basa en las vestimentas de los adversarios de los atenienses. Las amazonas se representaban habitualmente ataviadas con un quitón corto con la espalda al descubierto. No obstante, algunos personajes de las metopas llevan una clámide, un sombrero, botas y un escudo, aunque estos combatientes no visten el pantalón característico de las representaciones de los persas.. En cuanto a los griegos, están desnudos (dos de ellos tienen una clámide, en gran parte caída), con espada y escudo Sea cual sea la hipótesis deducida, para el ciudadano ateniense o el visitante extranjero, la interpretación evidente de la ornamentación del lado oeste era el fracaso de la invasión del Ática por el ejército persa durante las guerras médicas.
En esa época, ya existían en Atenas dos frescos que describían la amazonomaquia, uno en el heroon de Teseo (que aún está por descubrir), y otro en la Stoa Pecile atribuida a Micón, donde se representaba a las amazonas a caballo. Estos frescos pudieron haber servido de inspiración a los artistas para las metopas del Partenón, así como para el escudo de la estatua criselefantina..
Cada metopa representa una batalla entre un griego y una amazona en torno a Teseo, el personaje central. Las guerreras aparecen alternativamente a caballo (metopas I, III, V, VII (?), IX, XI, XIII) victoriosas, y a pie (metopas II, IV, VI (?), VIII, X, XII, XIV) derrotadas. Sin embargo, hay tres excepciones a esta alternancia: la metopa I solo muestra una amazona a caballo, en la metopa II parece que sea la mujer a pie la vencedora y no el ateniense, y en la metopa VIII la guerrera está cabalgando pero parece haber sido vencida.

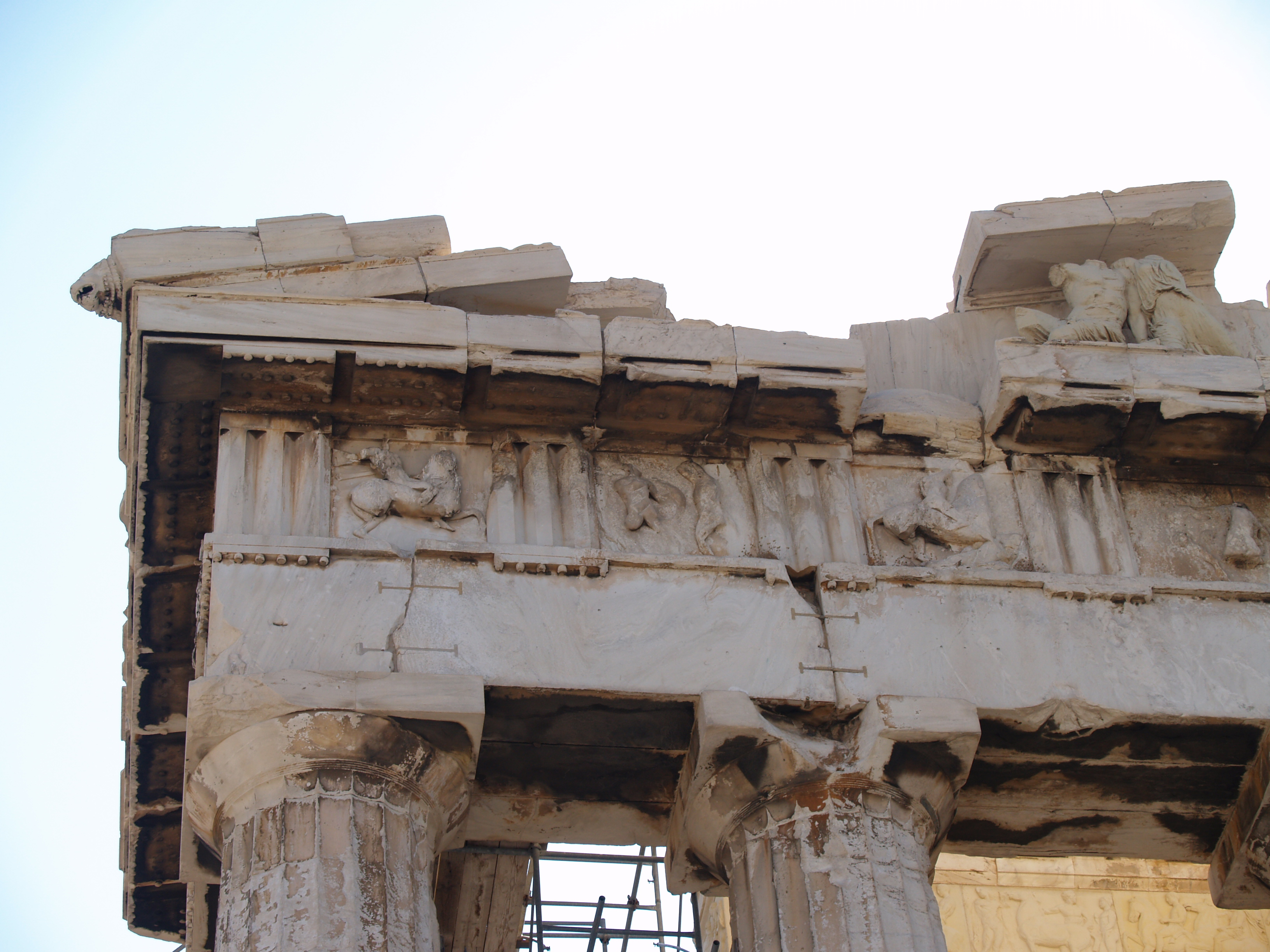
Metopas oeste I (amazona a caballo) a IV.

La amazona de la metopa I aparece montando a caballo, sin ningún adversario. Podría representar la llegada de refuerzos o la retaguardia. Puede que sostuviera una lanza, en cuyo caso su víctima potencial habría desaparecido. Margarete Bieber expone la hipótesis de que podría tratarse de la propia Hipólita acudiendo a combatir contra los griegos. Según la arqueóloga americana, Teseo aparecería simétricamente en la metopa XIV. De la metopa II solo quedan las caderas y el torso muy deteriorados del guerrero a la derecha. Se identifica por su escudo redondo en el brazo izquierdo. Su adversaria debió estar vestida con un quitón corto. Solo quedan la pierna izquierda y la parte superior del cuerpo. Se piensa que debía tener una espada sobre la cabeza, dispuesta a golpear al ateniense. La composición de las metopas III, V, IX y XIII es similar, la número V está más deteriorada y la XIII es la mejor conservada. Una figura femenina a caballo mira hacia la derecha mientras su montura pisotea a un contrincante desnudo tendido en el suelo. Podría estar haciendo el gesto de hundir su lanza en el cuerpo de su víctima. Viste un quitón corto cuyo dobladillo aún puede distinguirse en la metopa III. El guerrero vencido se apoya sobre su brazo izquierdo en las metopas III, V y IX, y sobre el brazo derecho en la XIII. Esta última recuerda la parte trasera de una crátera con volutas atribuida al pintor de los Sátiros Lanudos y que se encuentra actualmente en Nueva York. El ateniense caído se repite también en la base de una estatua del siglo IV ubicada en el Museo Arqueológico Nacional de Atenas. En ambos casos (en la vasija y en la base de la estatua), el combatiente sostiene un escudo. Por tanto, el de la metopa XIII podría también haberlo tenido, bien en mármol o en bronce.
El griego situado a la izquierda en la metopa IV habría agarrado a la amazona por los cabellos antes de asestarle un golpe mortal, en un gesto que recuerda el de Harmodio en el grupo de los Tiranicidas. Solo se conserva la pierna derecha del guerrero, mientras que la otra pierna y el brazo izquierdo se adivinan en el fondo de la metopa. También han permanecido las caderas y el busto de la figura femenina, inclinada hacia la derecha. Las metopas VI y VII están completamente destruidas. A lo sumo, se adivina una cola de caballo en la número VII. La metopa VIII apenas es visible, y lo que ha perdurado fue reconstruido por Praschniker. A la izquierda, una amazona sobre un caballo encabritado viste un quitón corto y un manto ondeante a su espalda, y trata de atravesar con la lanza a su contrincante. A la derecha, el ateniense avanza hacia ella. En su brazo izquierdo sujeta un escudo redondo que le permite protegerse del ataque de su adversaria. En su mano derecha, la mujer sujeta un arma sobre su cabeza (tal vez una lanza), con la cual se dispone a golpear a su enemigo. Esta metopa está situada casi en el centro y no se corresponde con la alternancia de mujeres a caballo y a pie. Se ha propuesto la interpretación de esta escena como la batalla entre Teseo y la (nueva) reina de las amazonas.

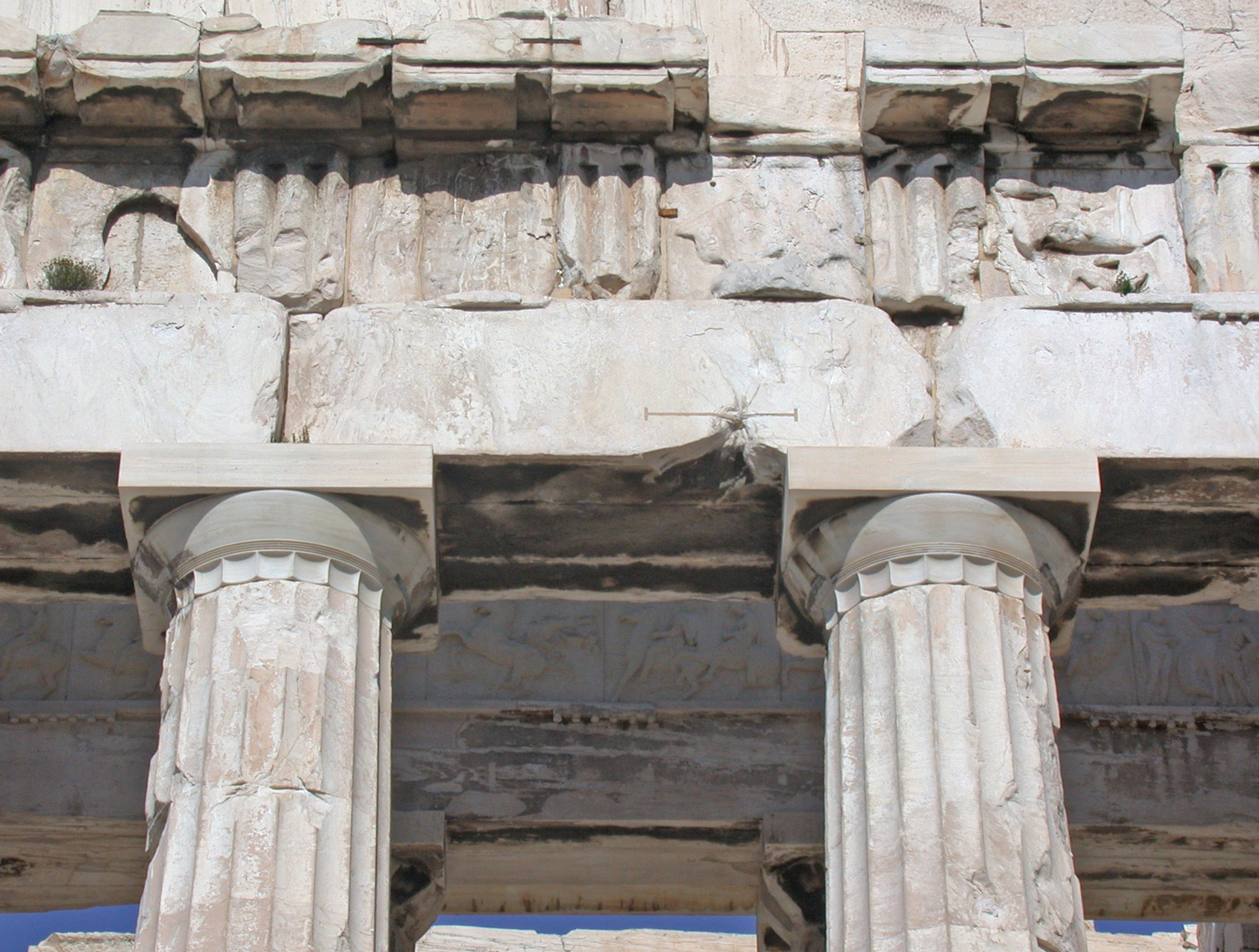
Metopas oeste VI, VII, VIII y IX (amazona a caballo).

La metopa X está muy deteriorada. Se adivina una silueta a la izquierda, arrodillada sobre la rodilla derecha. Parece levantar su escudo, sostenido con el brazo izquierdo, para protegerse. La forma del escudo parece ser la de un pelta. Por tanto, se trataría de una amazona a pie, derrotada por la figura de su enemigo, que ha desaparecido totalmente. El caballo de la guerrera de la metopa XI marcha de derecha a izquierda, en sentido inverso a las metopas equivalentes (números III, V, IX y XIII). Salta por encima del cuerpo de un enemigo muerto, mientras que en las metopas III, V, IX y XIII el ateniense es rematado. El manto de la mujer vuela tras ella. En la metopa XII el griego se identifica por la huella de su escudo redondo, a la izquierda de la metopa. La amazona de la derecha ha desaparecido totalmente. No ha perdurado nada más que una silueta, y a duras penas se adivina que camina a pie.

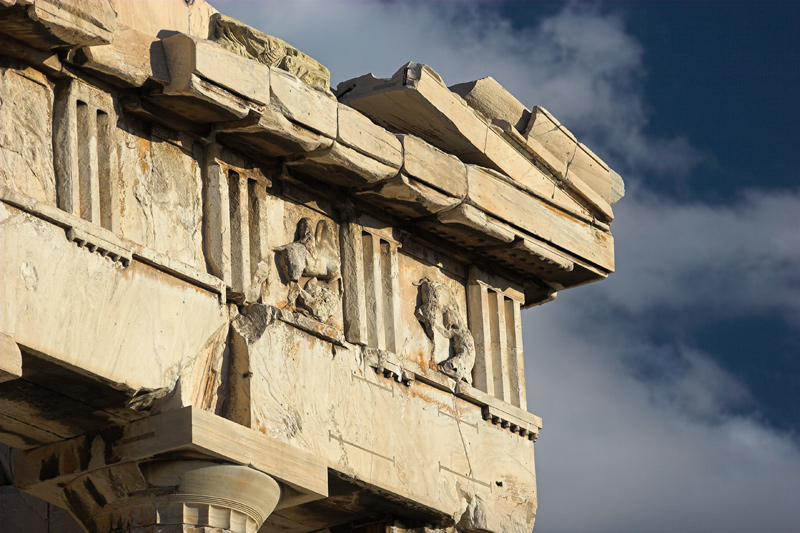
Metopas oeste XIII (amazona a caballo) y XIV.

La metopa XIV parece mostrar el combate entre un ateniense, a la izquierda y una amazona, a la derecha. Del griego quedan las caderas y el torso, la huella de un escudo redondo y, tras su cabeza desaparecida, un fragmento de mármol que sugiere que podría haber llevado un casco corintio, aunque por otra parte estuviese desnudo. Este personaje se ha identificado en ocasiones con Teseo. La figura femenina ha caído de rodillas, quizás agarrada por los hombros por su adversario, tratando de escapar de un golpe mortal. Tiene la mano derecha sobre el vientre de su enemigo, un gesto tal vez de súplica, sujetando con su mano izquierda el codo izquierdo del contrincante. La parte delantera de su quitón corto se ha conservado perfectamente en la esquina inferior derecha de la metopa. Un fragmento sobre sus hombros hace pensar que podría llevar un casco o un gorro frigio. Esta metopa podría representar el final del combate y la victoria ateniense.

### Fachada norte

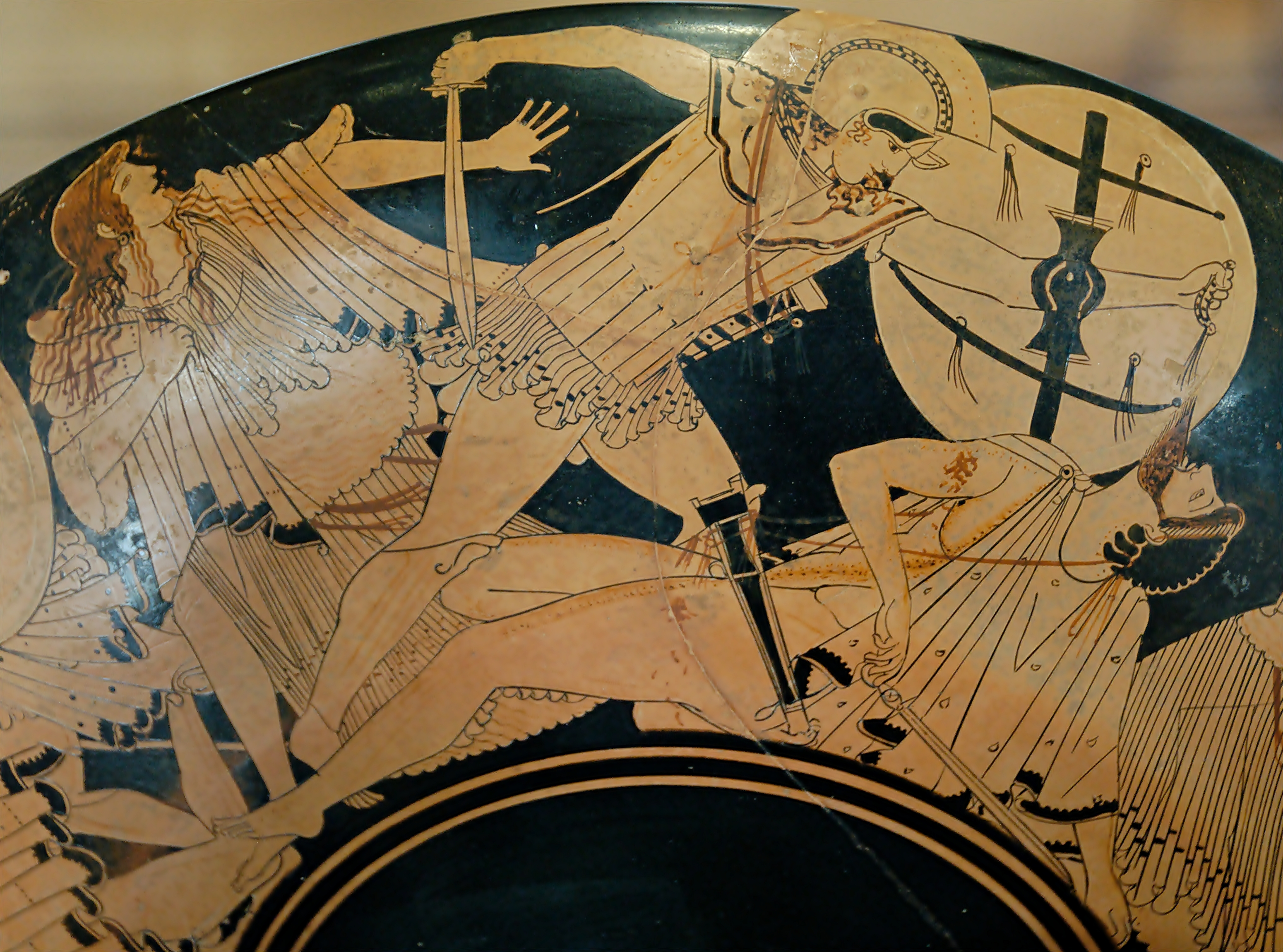
Escena de la caída de Troya, kílix ático de figuras rojas del pintor de Brigos, principios del siglo V a. C., Museo del Louvre.

Trece de las trenta y dos metopas del lado norte sobrevivieron a la explosión de 1687, aunque ya estaban muy deterioradas por la destrucción de los cristianos. Las otras diecinueve han desaparecido, pero los fragmentos encontrados permiten exponer una hipótesis sobre su composición. Seis de ellas aún se ubican en su lugar de origen en el edificio. El tema que representan ha sido difícil de determinar desde hace tiempo, debido a su estado de conservación. Adolf Michaelis, en la segunda mitad del siglo XIX, sugirió que el guerrero del lado derecho de la metopa XXIV podría ser Menelao persiguiendo a Helena, representada en la metopa XXV. En ella identificó a Afrodita a la izquierda, además del personaje de Helena a la derecha. Las dos figuras femeninas estaban enmarcadas por un pequeño Eros en vuelo a la izquierda y una estatua de Atenea a la derecha. Su interpretación se basaba en dos textos del siglo VIII a. C.: el Saqueo de Troya de Arctino de Mileto y la Pequeña Ilíada de Lesques de Pirra. La teoría de Michaelis permitió determinar que el tema de las metopas de la fachada norte podría ser la toma de Troya, aunque esta trama no aparezca en la estatua de Atenea Pártenos.
Sin embargo, la caída de Troya podría constituir una sucesión lógica a la amazonomaquia de la fachada oeste. Así, el visitante de la Acrópolis bordeaba el Partenón desde el lado norte por el camino más lógico y fácil, el de las Panateneas. Las dos batallas estarían entonces conectadas simbólicamente, con el recuerdo mitológico de que las amazonas habían elegido el campo troyano. Por otra parte, la decisión de situar este episodio nocturno en la fachada norte permitía jugar con la luz del día, que solo llegaba a estas metopas en pocas ocasiones y en función de las estaciones, tratándose por tanto de una oscuridad simbólica.
La caída de Troya era el tema de dos frescos de Polignoto que podrían haber servido de inspiración a los escultores de las metopas, uno en la Stoa Pecile y otro en la lesche de los Cnidios en Delfos. En esta última, los sesenta y cuatro personajes mencionados por Pausanias corresponderían a los que se pueden encontrar en las treinta y dos placas, con dos figuras en cada una.
Muy pocas de las descripciones e identificaciones son fiables. Si bien todos los expertos parecen aceptar las identidades de Menelao (metopa XXIV), Helena (XXV) y Selene (XXIX), las opiniones discrepan para el resto de imágenes y el conjunto ha sido objeto de intensos debates. El primer punto de desacuerdo es el navío representado en la número II. Aunque todos coinciden en que se trata sin duda de una nave, queda pendiente de resolver una cuestión: se ignora si está llegando a la orilla o partiendo a la mar. De hecho, todo depende del «sentido de la lectura» de las metopas. Si se leen de izquierda a derecha y de este a oeste (de la I a la XXXII), entonces narran la llegada de los griegos y la toma de Troya. Si son interpretadas en el sentido en el que las veían los visitantes de la Acrópolis cuando rodeaban el Partenón desde los Propíleos, de oeste a este (de la XXXII a la I), describirían la caída de Troya y la partida de los griegos.
Del mismo modo, tampoco existe un acuerdo sobre la hipótesis que sugiere que la metopa II representaría la llegada de los griegos a Troya. Las metopas I, II, III y A podrían escenificar la aparición de los atenienses de noche,, o bien la de Filoctetes o incluso de los mirmidones según la Ilíada (19, 349-424) Las metopas XXX a XXXII podrían narrar la última reunión de los dioses en el monte Ida en relación con la caída de Troya, o bien designar a los dioses testigos de la toma de Troya, o describir el reencuentro entre Zeus y Tetis en el Olimpo, o incluso el nacimiento de Pandora (en el relato hecho por Hesíodo en su Teogonía, 570-584, y en los Trabajos y días, 54-82).

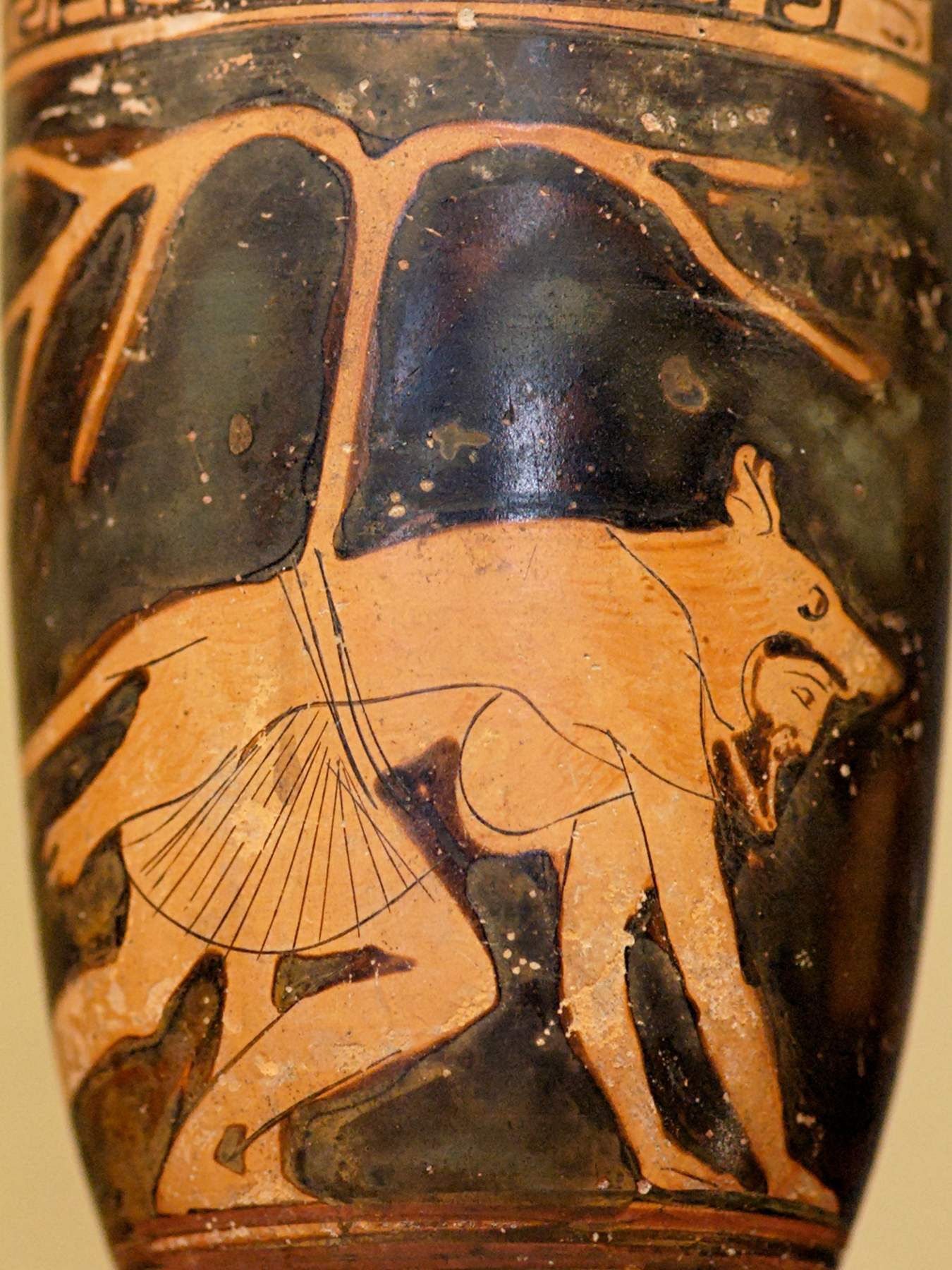
Dolón vestido con su piel de lobo. Lécito de figuras rojas. Hacia 460 a. C., Museo del Louvre.

La metopa I muestra a la izquierda una figura humana muy deteriorada, donde solo queda la parte inferior del peplo, faltan los pies y el torso está muy dañado. Se adivina un carro a la altura de las rodillas. A la derecha, se aprecia el cuerpo de un caballo sin cabeza, cuyas patas del lado izquierdo aún se conservan en el fondo de la imagen. Se corresponde con la metopa este XIV, en la cual aparece otro carro, y con la esquina del frontón este, con el carro de Selene. Por el contrario, no existe unanimidad en la identificación de la divinidad montada sobre el carro de la norte I. Los defensores del relato de la llegada de los aqueos a Troya normalmente determinan que puede ser Nix, pero también Eos, quizás Selene  o Atenea. Todos los expertos que apoyan la teoría de la partida de los griegos reconocen a Helios, junto con Hemera.
En la metopa II solo se aprecian las huellas de las piernas de dos personajes, así como un fragmento de mármol que sugiere su busto. Se adivinan una proa y un timón en diagonal entre las dos figuras. Las interpretaciones varían entre la llegada de los griegos a Troya, el retorno de los atenienses tras su falsa partida y su ocultación en Ténedos la llegada de los mirmidones  y la partida de los griegos.
La metopa III se encuentra aproximadamente en el mismo estado. Se adivinan dos contornos: a la izquierda y de perfil, la huella del busto y de un brazo de un personaje que viste un quitón, y a la derecha un busto y el escudo redondo de otra figura que está desnuda. Aunque todos los expertos distinguen dos soldados, las identidades varían: Filoctetes y un hoplita, Filoctetes y Neoptólemo, Filoctetes sin la identificación de la segunda figura, Aquiles o Neoptólemo sin la identificación de la segunda figura la toma de armas,Ulises y Diomedes si se considera que las placas III y IV son el relato de la incursión de Dolón en el campo aqueo, o el desarme de los griegos antes de reembarcar.

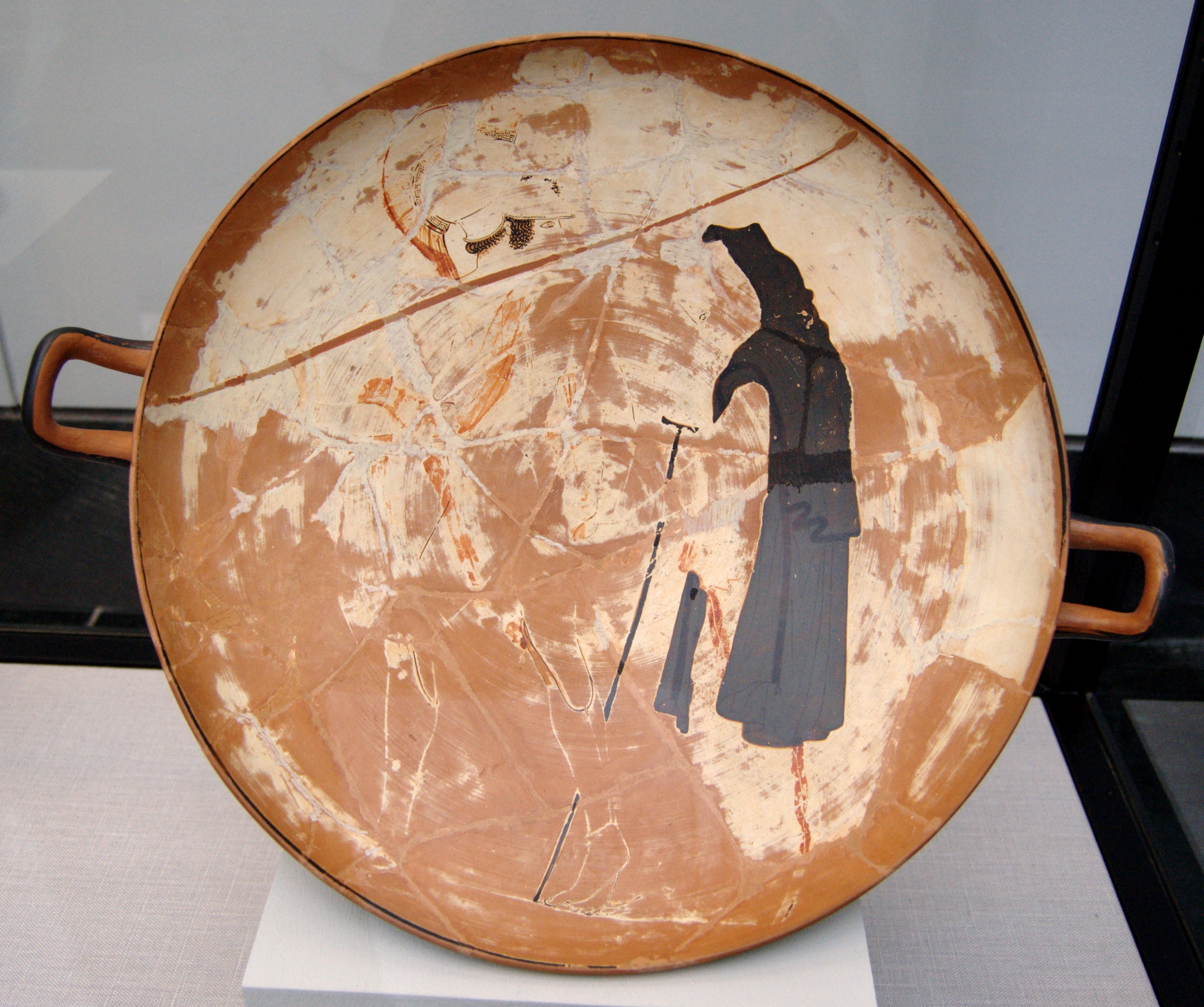
Demofonte (?) liberando a Etra, kílix ático de fondo blanco, 470-460 a. C., Staatliche Antikensammlungen (Inv. 2687)

De las siguientes metopas no quedan más que fragmentos más o menos importantes, los mayores de los cuales se designan con letras y pueden formar casi una placa. Así, la clasificada con la letra «A» (eventualmente la número V) representa a un caballo encabritado en segundo plano con una figura humana, de la cual solo queda el torso y la parte superior de los muslos en primer plano. A veces se ha confundido con una metopa sur que pertenece al ciclo de la centauromaquia. Ernst Berger, en su síntesis sobre las metopas del Partenón, posterior a una conferencia en 1984, hizo un resumen de las distintas hipótesis propuestas a partir de las múltiples interpretaciones de los fragmentos. El episodio del caballo de Troya no pudo haber sido realmente representado por falta de espacio en una placa. En las metopas IV a VIII se representaría el Laocoonte y el rapto de Paladio o una escena del sacrificio y del consejo de los griegos antes de su partida. Las número IX a XII tratarían sobre la tumba de Aquiles, siendo la número IX sobre los troyanos o sobre Sinón. La placa X reproduciría a Políxena y Acamante o Taltibio. La número XI, a Briseida y Agamenón o Fénix. La XII, a Filoctetes y a un héroe troyano al que habría asesinado (llamado Admeto o Diopites según la versión histórica). Las metopas XIII a XVI se desarrollarían en torno a la estatua de Atenea, con la número XIII mostrando a Corebo y a Diomedes; la XIV, el sacrilegio de Áyax (Casandra y Áyax); la número XV con los troyanos y la XVI con Hécuba. Las placas XVII a XX tratarían sobre el altar de Zeus, con la XVII mostrando la muerte de Príamo, la XVIII con Astianacte y Neoptólemo, la XIX con Andrómaca y Polites, y la XX con Agénor y Licomedes o Elefenor. Las metopas siguientes tendrían como tema general a la diosa Afrodita, con la número XXI representando a Deífobo y a Teucro, la XXII a Clímene (una de las criadas de Helena) y Menesteo o Acamante, la XXIII (o metopa designada con la letra «D»), mostrando la liberación de Etra con Etra y Demofonte, y los reencuentros entre Menelao y Helena en las metopas XXIV y XXV.
La metopa XXIII se identifica habitualmente con la designada por la letra «D». Muestra a dos figuras situadas una frente a la otra. A la izquierda son visibles el busto (dañado), las caderas y la parte superior de los muslos de un hombre. Está desnudo, con un manto esculpido contra el fondo de la imagen. Puede que tuviera una lanza en la mano derecha. Su brazo izquierdo está tendido hacia el brazo derecho del personaje femenino de la derecha, que viste un peplo y que generalmente ha sido identificado con Etra, la madre de Teseo, esclava de Helena y liberada por Demofonte, hijo de Teseo (o su hermano Acamante). Esta imagen es también la forma con la cual la decoración del Partenón destaca un episodio exclusivamente ateniense de la guerra de Troya. Otra identificación propone a Políxena y Acamante  o a Políxena y un griego anónimo.

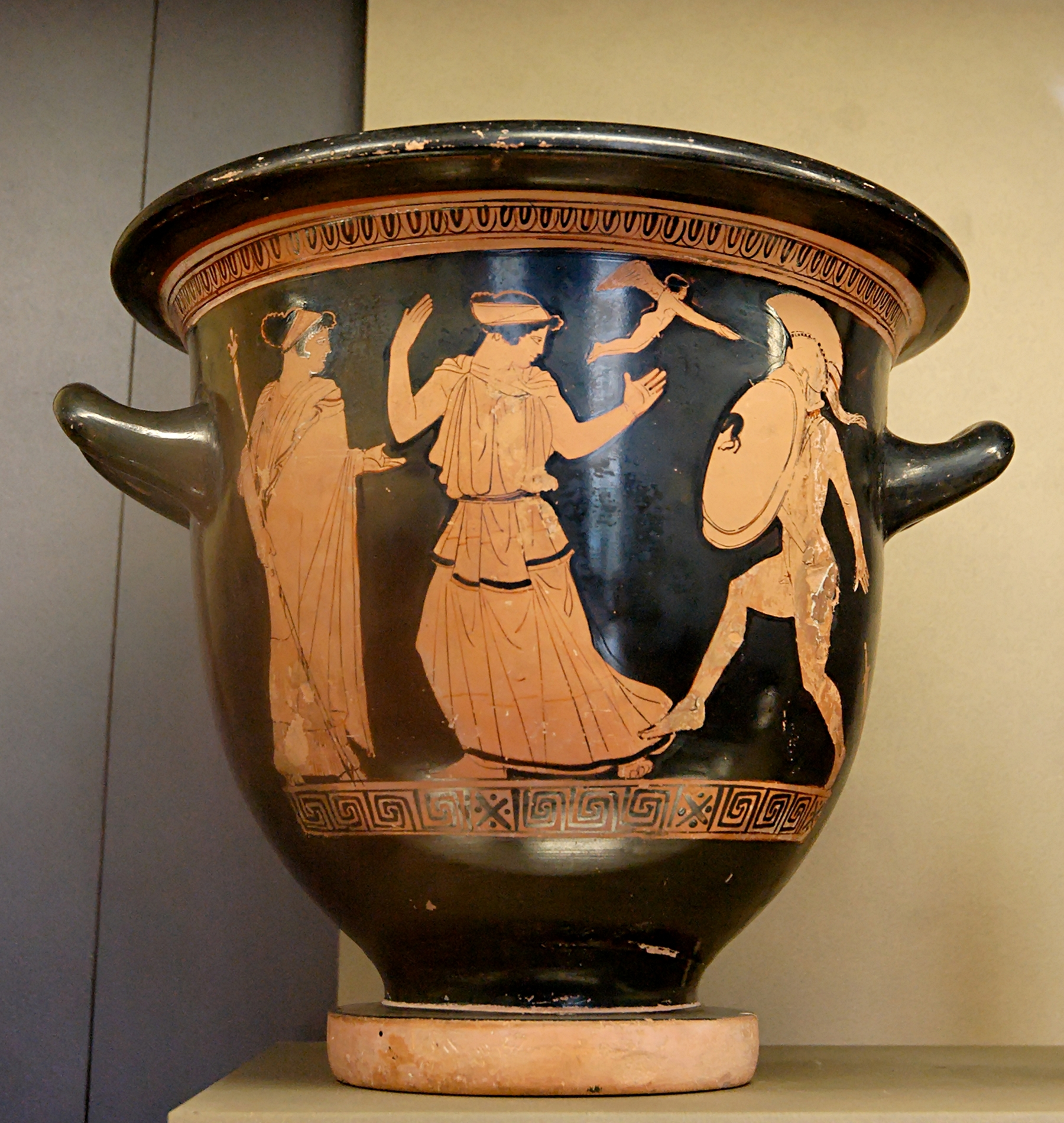
Helena salvada de la cólera de Menelao por Afrodita y Eros. Pintor de Menelao, Museo del Louvre (G424).

Las metopas XXIV y XXV forman un conjunto. En la número XXIV aparecen dos figuras masculinas de perfil que caminan hacia la derecha. Solo se conservan el tronco y la parte superior del muslo del guerrero de la izquierda, que está desnudo y lleva un manto. De la figura de la derecha, que también aparece desnuda, solo permanecen el tronco y el antebrazo izquierdo sujetando un escudo. Según la identificación aceptada por todos los expertos desde Michaelis  se trataría de Menelao, que se adelanta hacia la metopa siguiente, de la cual está separado por el triglifo. La transición que marca este elemento, únicamente estructural, señala también el paso del exterior al interior La figura femenina de la izquierda de la metopa XXV se identificó como Afrodita gracias a la figura de Eros que aparece sobre su hombro izquierdo. La diosa viste un quitón y un himatión. El personaje femenino siguiente se cubre con un peplo y un velo, y parece que corre hacia la escultura de la derecha para refugiarse bajo su protección. En efecto, Menelao persigue a su esposa para asesinarla, al considerarla como la responsable de la guerra y de la muerte de sus amigos. El instante representado es el momento en el cual Afrodita va a hacer uso de su poder para salvar a su protegida. Se dispone a abrir su himatión para liberar sus hechizos y su poder divino. Al mismo tiempo, Eros vuela hacia Menelao con un fiale o bien una corona. El poder combinado del amor y de la belleza harán cambiar de opinión a Menelao, quien depondrá su espada y perdonará a su esposa. Este tema aparece muy representado en la cerámica griega. Más complicada es la identificación de la divinidad situada a la derecha del todo, junto a la estatua que da refugio a Helena. Un enócoe conservado en los Museos Vaticanos, en concreto en el Museo gregoriano etrusco, y atribuido al pintor de Heimarmene propone una escena equivalente. En ella, Helena busca la protección de una Atenea en armas. La elección de esta divinidad tutelar de Atenas podría tener sentido en este edificio cívico. Además, Atenas formaba parte de las ciudades que afirmaban ser herederas de Paladio tras la caída de Troya.

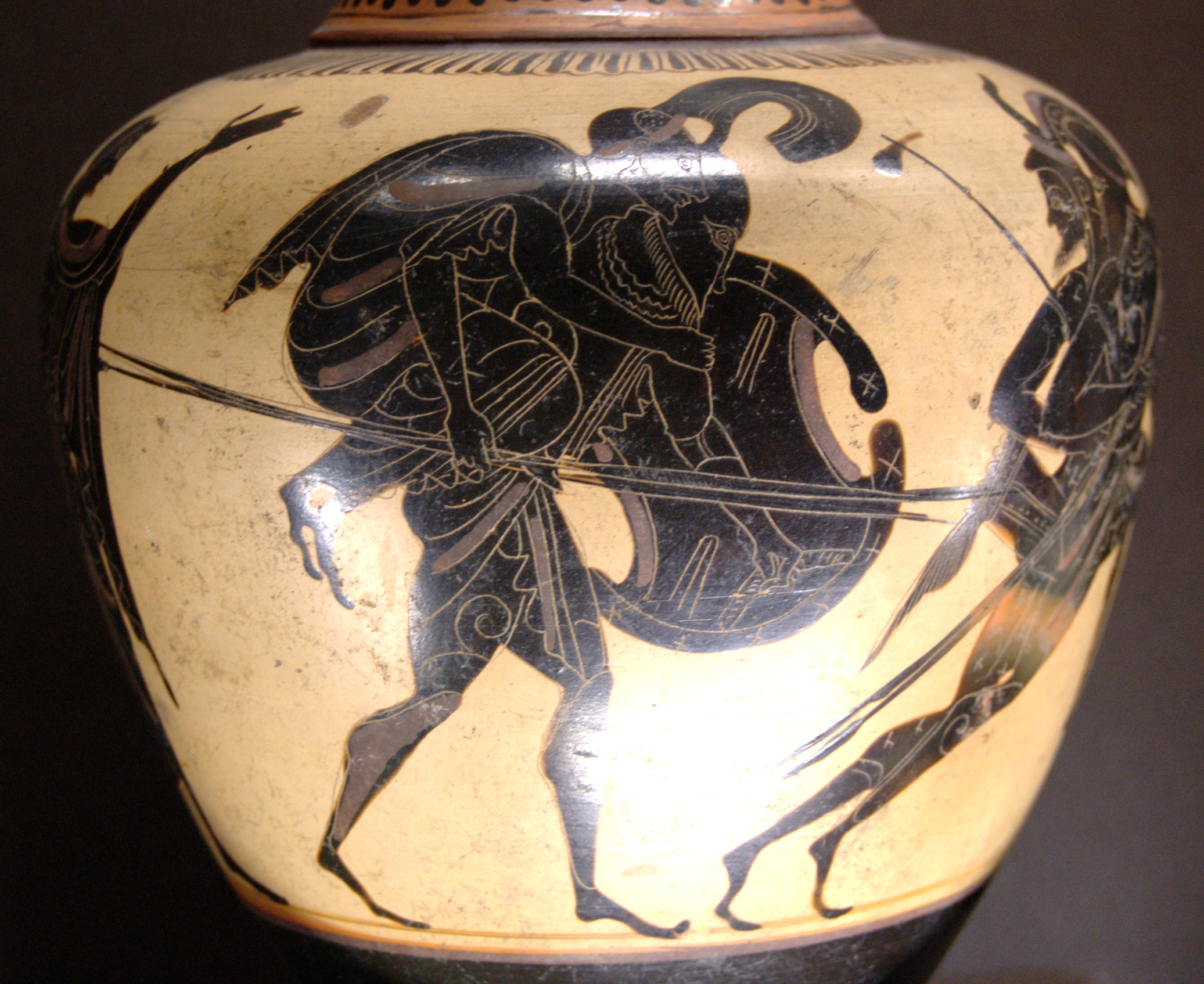
Eneas llevando a Anquises, enócoe de figuras negras, v. 520-510 a. C., Museo del Louvre (F 118)

La metopa XXVI es totalmente desconocida. En la número XXVII se distinguen dos figuras de perfil, a la izquierda una femenina sin cabeza, probablemente con un peplo, y a la derecha una masculina desnuda con una clámide, de la cual solo queda el busto. Los personajes miran y se dirigen hacia la derecha. El hombre podría llevar un pétaso y quizás un escudo. Podría también haber sujetado a la mujer de la mano. El tema de esta metopa puede que esté relacionado con Afrodita, como las anteriores. Algunas interpretaciones proponen la liberación de Etra, hija de Piteo, por sus nietos, o bien una escena con Políxena o una cautiva troyana. Podría también tratarse de Téano, la sacerdotisa de Atenea. El fresco de Polignoto en la lesche de los Cnidios la representa tomando la mano de dos de sus hijos, acompañada por Antenor sujetando a una de sus hijas. La metopa podría representar a esta familia, que estaría ante la familia de Anquises en la metopa siguiente. Si la número XXVIII, hacia la cual caminan los personajes, fuese la fuga de Eneas, entonces la figura femenina de la XXVII podría también ser Creúsa.
La metopa XXVIII es una de las más recargadas, con cuatro personajes como mínimo. A la izquierda del todo, aparece en primer plano una figura de frente e inmóvil, que probablemente sea una mujer. Solo sus pies, desaparecidos, sobresalen de su largo manto, mientras que es imposible determinar el gesto de sus brazos. Inmediatamente a su derecha y ligeramente en segundo plano, se representa la figura de un anciano de perfil, girado hacia otra imagen masculina a su derecha. Viste unos ropajes cortos con mangas también cortas y un manto que deja su hombro derecho al descubierto. Tiene ambas manos apoyadas sobre los hombros de la figura que tiene a su derecha. Esta representa a un hombre desnudo con una capa que cae por su espalda y entre las piernas. En el brazo izquierdo sujeta un gran escudo redondo que sobrepasa su cabeza. El hombre se dirige hacia la derecha. Una última figura situada delante de este guerrero representa probablemente a un hombre más pequeño con un manto. La interpretación más habitual de las tres figuras masculinas es que sean Anquises sobre los hombros de su hijo Eneas, a su vez precedido por su propio hijo Ascanio. La figura femenina normalmente se considera que es Afrodita, el tema general de esta serie de metopas y también la madre de Eneas. En ocasiones se identifica con Creúsa, la esposa de Eneas.

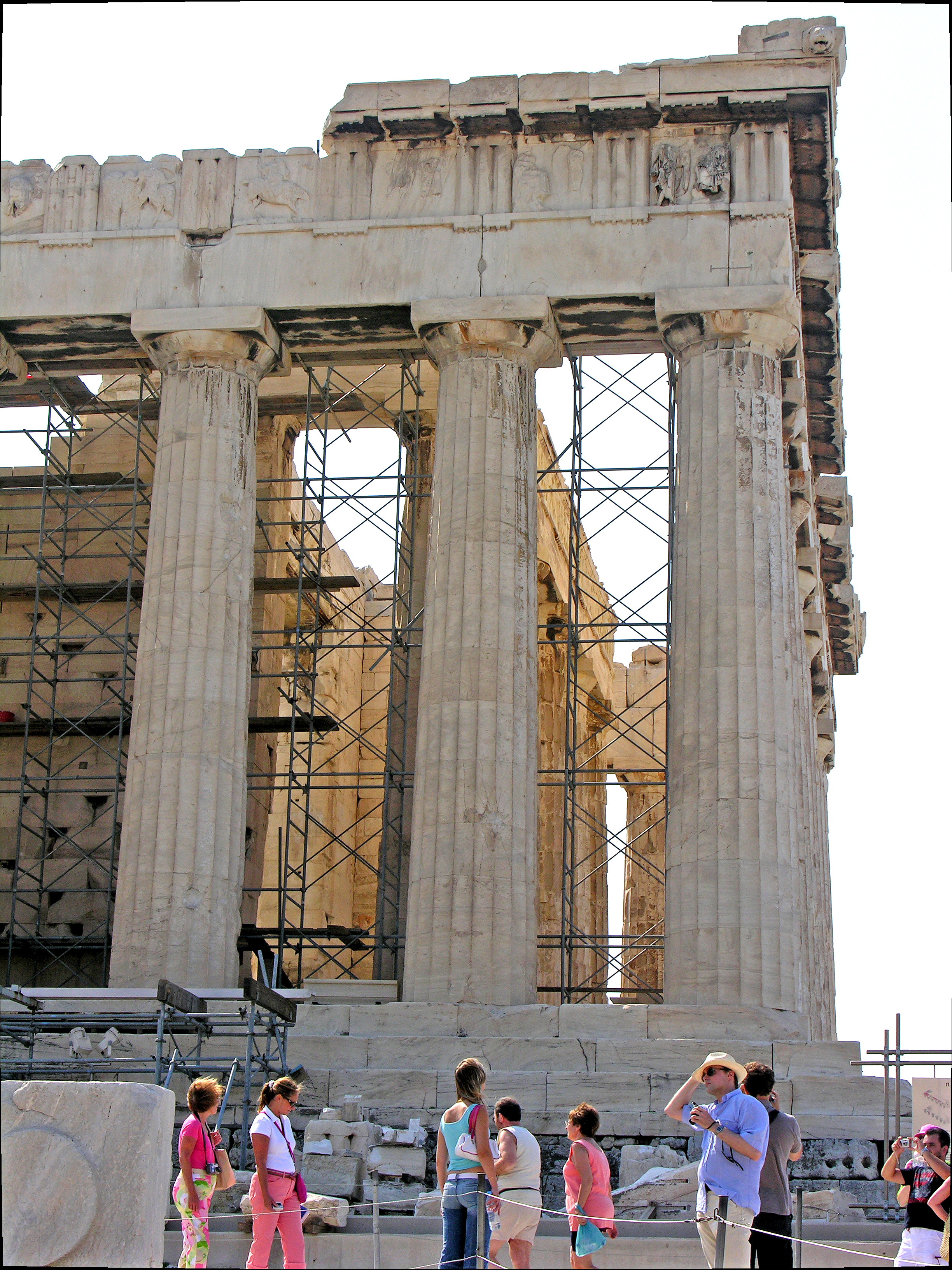
Metopas norte XXVII (recortada en la imagen) a XXXII.

En la metopa XXIX se distingue, además de una decoración con rocas, un personaje a caballo. El animal, que podría ser una yegua, está girado hacia la derecha con la cabeza agachada. La figura humana es más bien una mujer que parece montar a la amazona, con el brazo izquierdo descansando sobre el cuello de la yegua. La amazona está girada hacia la derecha, parece vestir un quitón y su mano derecha parece que debía sostener un velo. En la esquina superior derecha aparece un fragmento en relieve un poco curvo, que se interpreta como una media luna. Por tanto, el personaje sería Selene, aunque como no suele representarse a caballo podría también tratarse de la pléyade Electra.
Apenas se conserva nada de la metopa XXX, salvo las huellas de dos bustos al fondo, que podrían pertenecer a dos figuras masculinas. Teniendo en cuenta su ubicación, entre una divinidad celeste en la metopa XXIX y Zeus y Hera en las placas XXXI y XXXII, entonces podrían ser dioses, quizás Apolo y Ares o Hermes. De hecho, ninguno de los tres aparece hasta el momento en las metopas norte. La número XXXI es la mejor conservada. La figura de la izquierda representa a un hombre desnudo de perfil con una túnica larga, sentado sobre un peñasco y con un codo apoyado en un muslo. El personaje de la derecha está situado de frente en un primer plano. Es de constitución delgada y sus alas, muy visibles, descienden hasta el suelo. Al relacionarlas con la metopa siguiente, las dos figuras se identifican con Zeus e Iris, o a veces con Eris o Nike.
La única metopa que todavía se conserva in situ en buen estado en este lado norte es la XXXII. En 1933, Gerhart Rodenwaldt sugirió que podría haber sido identificada por los cristianos como una Anunciación, y por tanto se habría preservado, ya que su posición al noroeste del edificio la hacía muy visible. La imagen muestra dos figuras femeninas que se miran cara a cara. La de la derecha está sentada y la de la izquierda camina hacia ella. Esta última lleva un peplo ático y hace el gesto de levantar su túnica con el brazo izquierdo por encima de la cabeza y el derecho a lo largo del muslo. El movimiento de la vestimenta está muy bien realizado y puede verse también en una representación de Apolo en un skyphos de fondo blanco conservado en el Museo de Bellas Artes de Boston. La figura sentada viste un quitón cubierto por un manto largo, lo cual permite mostrar el gran trabajo escultórico de los ropajes superpuestos. El codo derecho se apoya sobre la rodilla derecha y las piernas están a distinta altura: la izquierda está más baja que la derecha. La mano izquierda, que ha desaparecido al igual que el resto del brazo, estaba apoyada en la parte trasera en el peñasco, situando a la figura en una posición de tres cuartos. Es posible que el brazo izquierdo fuese añadido posteriormente a la escultura, como se intuye por el hueco de fijación.
La interpretación más común de esta metopa XXXII es que se trata de Atenea a la izquierda  y de Hera a la derecha,, o quizás Temis Afrodita, Cibeles o incluso otra divinidad femenina no identificada.. En 1963, Kristian Jeppesen sugirió que podría tratarse de Pandora a la izquierda y Afrodita a la derecha. En un artículo de 2005, Katherine A. Schwab cuestionó la identificación de la figura de la izquierda como Atenea. Uno de los principales argumentos a favor de la tesis de Atenea es que no ha sido identificada en otra parte de este lado norte, salvo que se trate del personaje de la metopa I montada en el carro, como afirma Schwab. De hecho, esta figura parece estar frenando y por tanto no puede ser el carro de uno de los dos astros. Un segundo argumento a favor de la identificación de Atenea es que llevaría la égida en el pecho. La réplica de Schwab es que lo que se habría interpretado como una égida sería en realidad una parte muy estropeada de la metopa. Finalmente, el movimiento del personaje hace que su peplo se abra y muestre su pierna desnuda, un hecho que para Schwab resulta imposible en una diosa virgen como Atenea. 
Podría entonces deducirse que es Hebe cuando se relaciona con la figura femenina que está sentada. Esta se considera que es Afrodita o Hera. Sin embargo, como Afrodita se muestra con toda seguridad en la metopa XXV, no puede aparecer también en la XXXII. Además, en la XXXI, la figura masculina sedente sería Zeus y en consecuencia, en la XXXII se mostraría a Hera, en una hierogamia simbólica. La figura alada situada junto a Zeus en la metopa XXXI sería Iris, y por tanto la figura femenina de la XXXII sería Hebe. Esta última, al estar relacionada con el matrimonio y la renovación, podría significar en las metopas XXXI y XXXII la reafirmación de los votos de la pareja divina formada por Zeus y Hera, al igual que el matrimonio entre Menelao y Helena está siendo revalidado en las metopas XXIV y XXV.

### Fachada este

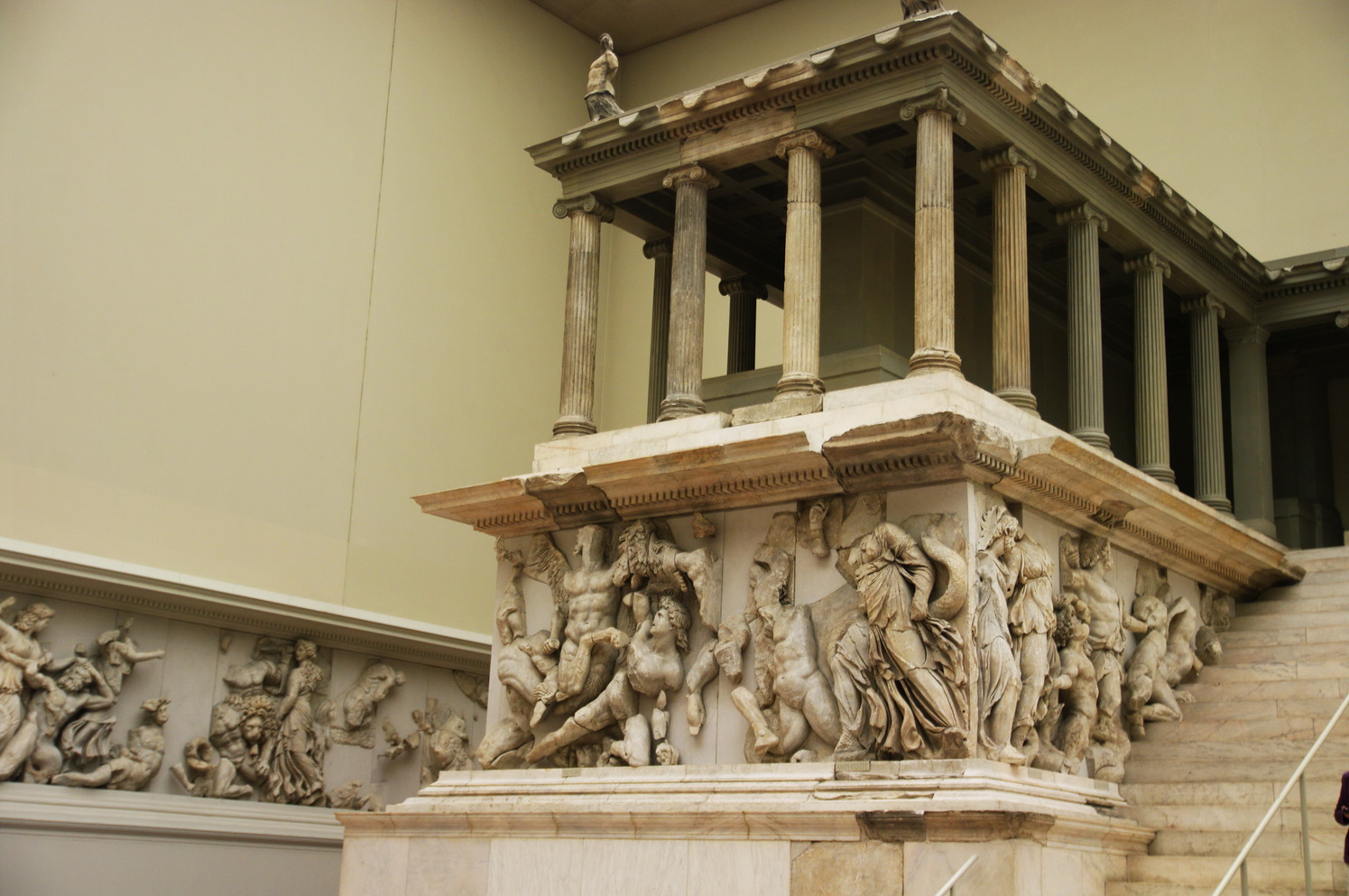
Vista del friso de la gigantomaquia en el altar de Pérgamo. Museo de Pérgamo, Berlín.

Estas metopas fueron destruidas casi en su totalidad por los cristianos, por lo que es difícil saber lo que representaban. Sin embargo, en el siglo XIX, Adolf Michaelis sugirió que el personaje de la metopa II podría ser un Dioniso (identificado gracias a la pantera y a la serpiente que le acompañan) atacando a un gigante a la fuga. Michaelis expuso entonces la hipótesis de que las esculturas de esta fachada podrían protagonizar la gigantomaquia. Desde ese momento fue posible la identificación de las otras figuras, aunque algunas aún son discutibles. El trabajo se hizo por comparación con otras imágenes de la gigantomaquia reproducidas en vasijas atenienses del siglo V a. C., el tesoro de los sifnios o el altar de Pérgamo. Sin embargo, estas placas supusieron un cambio en la apariencia de los gigantes. Hasta mediados del siglo V a. C. se representaban como hoplitas, pero en las metopas del Partenón y en modelos posteriores como en Pérgamo están desnudos o simplemente vestidos con pieles de animales.
Las figuras de las metopas V, VII, X y XIV no se enfrentan a un gigante sino que se desplazan en un carro. Por esta razón, en ocasiones se han identificado no con una divinidad sino con el auriga del carro de la divinidad. El vehículo va en dirección del centro de la fachad. Las metopas este se organizan simétricamente alrededor de un eje central, el mismo que el del friso este y el frontón este. En este sentido, algunas de las identificaciones se hicieron por comparación con los dioses presentes de forma paralela en estos dos elementos arquitectónicos del Partenón. Las cuatro placas centrales (VI, VII, VIII y IX) están enmarcadas por otras dos con un carro (V y X), además de dos metopas con tres personajes (IV y XI). Esta composición representaría el final del combate y la victoria inminente de los dioses olímpicos. El lugar de enfrentamiento no habría sido en ese caso la península de Palene sino las laderas del Olimpo.
| Metopa    | Según Michaelis, 1871    | Según Petersen, 1873                                                  | Según Robert, 1884                                                           | Según Studniczka, 1912                 | Según Praschniker, 1928 | Según Brommer, 1967 | Según Tiverios, 1982 | Según Schwab, 2005 |
| --------- | ------------------------ | --------------------------------------------------------------------- | ---------------------------------------------------------------------------- | -------------------------------------- | ----------------------- | ------------------- | -------------------- | ------------------ |
| Este I    | ?                        | Hermes o Ares                                                         | Hermes                                                                       | Hermes                                 | Hermes                  | Hermes              | Hermes               | Hermes             |
| Este II   | Dioniso                  | Dioniso                                                               | Dioniso                                                                      | Dioniso                                | Dioniso                 | Dioniso             | Dioniso              | Dioniso            |
| Este III  | Ares                     | Poseidón                                                              | Ares                                                                         | Ares                                   | Ares                    | Ares                | Hefesto              | Ares               |
| Este IV   | Hera, Deméter o Artemisa | Atenea                                                                | Hera                                                                         | Atenea y Nike                          | Atenea y Nike           | Atenea y Nike       | Atenea y Nike        | Atenea y Nike      |
| Este V    | Figura sobre un carro    | Nike conduciendo el carro de Atenea presente en la metopa precedente. | Iris o Nike conduciendo el carro de Zeus presente en la metopa siguiente.    | Anfítrite                              | Anfítrite               | Deméter             | Anfítrite            | Anfítrite          |
| Este VI   | Poseidón                 | Heracles                                                              | Zeus                                                                         | Poseidón                               | Poseidón                | divinidad masculina | Poseidón y Polibotes | Poseidón           |
| Este VII  | ?                        | Iris conduciendo el carro de Zeus presente en la metopa siguiente.    | Aglauro conduciendo el carro de Atenea presente en la metopa siguiente.      | Hera                                   | Hera                    | Hera                | Hera                 | Hera               |
| Este VIII | ?                        | Zeus                                                                  | Atenea                                                                       | Zeus                                   | Zeus                    | Zeus                | Zeus                 | Zeus               |
| Este IX   | Apolo ?                  | Hera                                                                  | Heracles                                                                     | Apolo                                  | Apolo                   | Heracles            | Apolo                | Apolo              |
| Este X    | Artemisa ?               | Leto conduciendo el carro de Apolo presente en la metopa siguiente.   | Yolao (?) conduciendo el carro de Heracles presente en la metopa precedente. | Afrodita                               | Artemisa                | Afrodita            | Artemisa             | Artemisa           |
| Este XI   | ?                        | Apolo                                                                 | Apolo                                                                        | Eros                                   | Heracles y Eros         | Apolo y Eros        | Ares y Eros          | Heracles y Éros    |
| Este XII  | Deméter o Artemisa       | Artemisa                                                              | Artemisa                                                                     | Artemisa                               | Afrodita                | Artemisa            | Afrodita             | Afrodita           |
| Este XIII | ?                        | Ares                                                                  | Poseidón                                                                     | Hefesto                                | Hefesto                 | Hefesto             | Heracles             | Hefesto            |
| Este XIV  | ?                        | Nix                                                                   | Anfítrite                                                                    | divinidad de la luz o divinidad marina | Helios                  | Poseidón            | Helios               | Helios             |

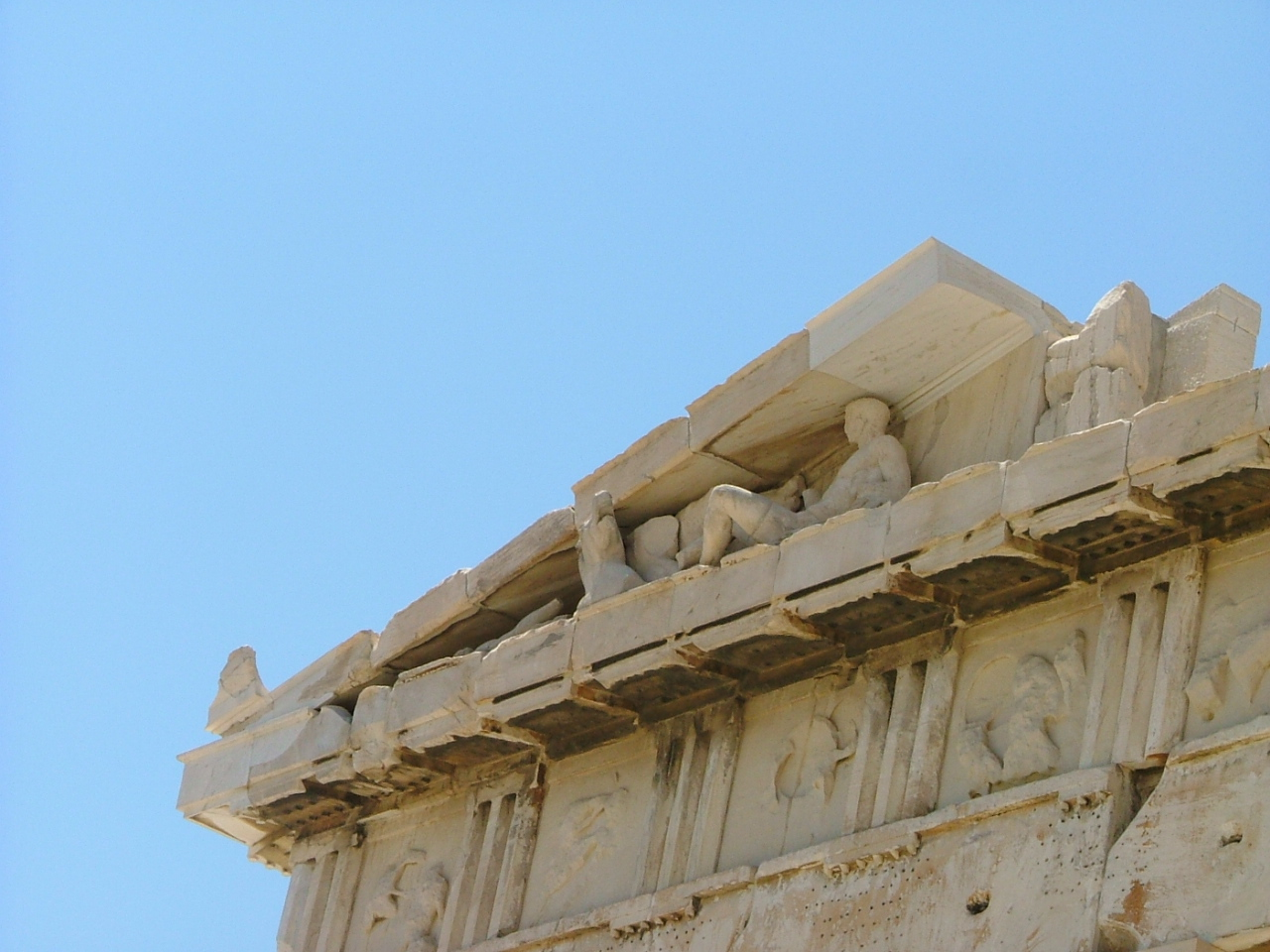
Metopas este I a V.

En la metopa I se representan dos figuras masculinas. La de la izquierda lleva una clámide y parece sujetar con su mano derecha los cabellos de la figura de su derecha, que está arrodillada. Se dispone a darle un golpe mortal con el brazo izquierdo. Su espada debió de ser un objeto de bronce, dado que existe un hueco de fijación. La figura de la derecha viste una piel de animal y tiene la mano derecha sobre la cadera de su adversario, quizás para pedir clemencia. De esta misma forma está representado Hermes en el ánfora de la gigantomaquia del pintor de Suessula, conservada en el Museo del Louvre. Además, en el lado este del friso del Partenón, en la escena de la llegada de la procesión, es Hermes quien se sitúa a la izquierda del todo. En la metopa II se identifica fácilmente la figura divina de Dioniso. En primer plano, un animal salta entre el personaje situado a la izquierda que ataca y el de la derecha que huye. Las patas traseras pertenecen a un felino. Los huecos de fijación podrían indicar también la presencia de una serpiente de bronce. Además, en el lado este del friso del Partenón, es Dioniso quien está inmediatamente a la derecha de Hermes. Finalmente, Dioniso también aparece en el lado izquierdo del frontón este. En la metopa III, muy deteriorada, se adivina un escudo redondo entre dos figuras de las cuales solo quedan restos. La divinidad con el escudo se ha identificado habitualmente con Ares. Se trata del tercer dios del lado este del friso y que también aparece en el lado izquierdo del frontón este.

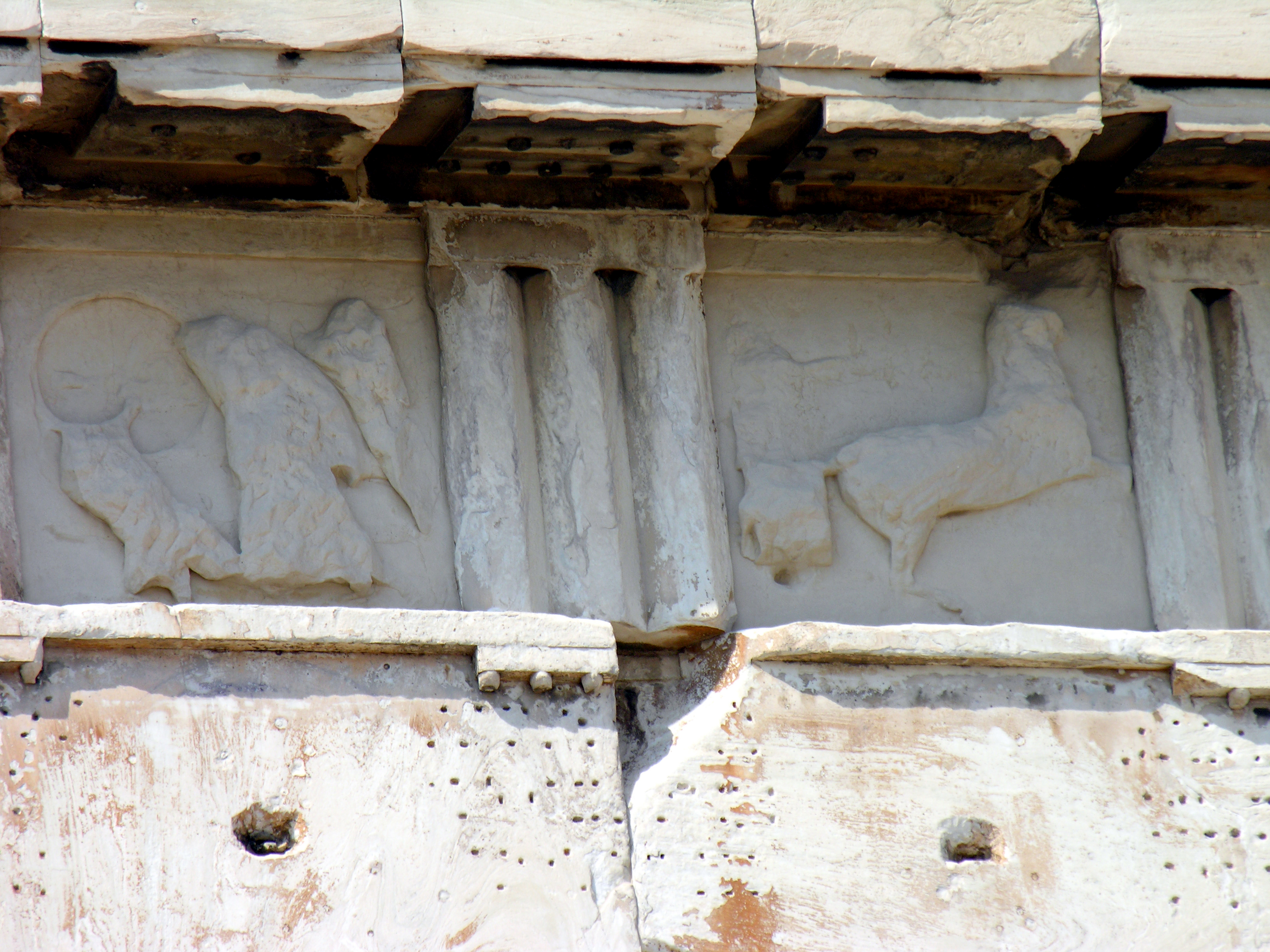
Detalle de las metopas este IV y V.

En la metopa IV todavía puede apreciarse la forma general de sus personajes. Está constituida por tres figuras: a la izquierda, un guerrero en el suelo se protege con su escudo del ataque de una figura femenina. Detrás de ella y a la derecha del todo, se distingue un personaje de menor tamaño en vuelo. Parece que la figura central es Atenea, que se desplaza hacia la izquierda protegiéndose con su égida y su escudo sostenido con el brazo izquierdo. En la mano derecha sujetaría una lanza (un objeto de bronce añadido) con el cual estaría golpeando a un gigante, que habría caído al suelo e intentaría defenderse con su propio escudo. En la parte superior derecha, una pequeña figura de Nike corona a la diosa. Una composición equivalente se puede observar en el ánfora atribuida al pintor de Suessula conservada en el Museo del Louvre. La Atenea coronada por Nike simboliza la victoria inminente de los dioses, pero también es un homenaje y una glorificación de la ciudad de Atenas y de sus ciudadanos, al igual que la totalidad del edificio.

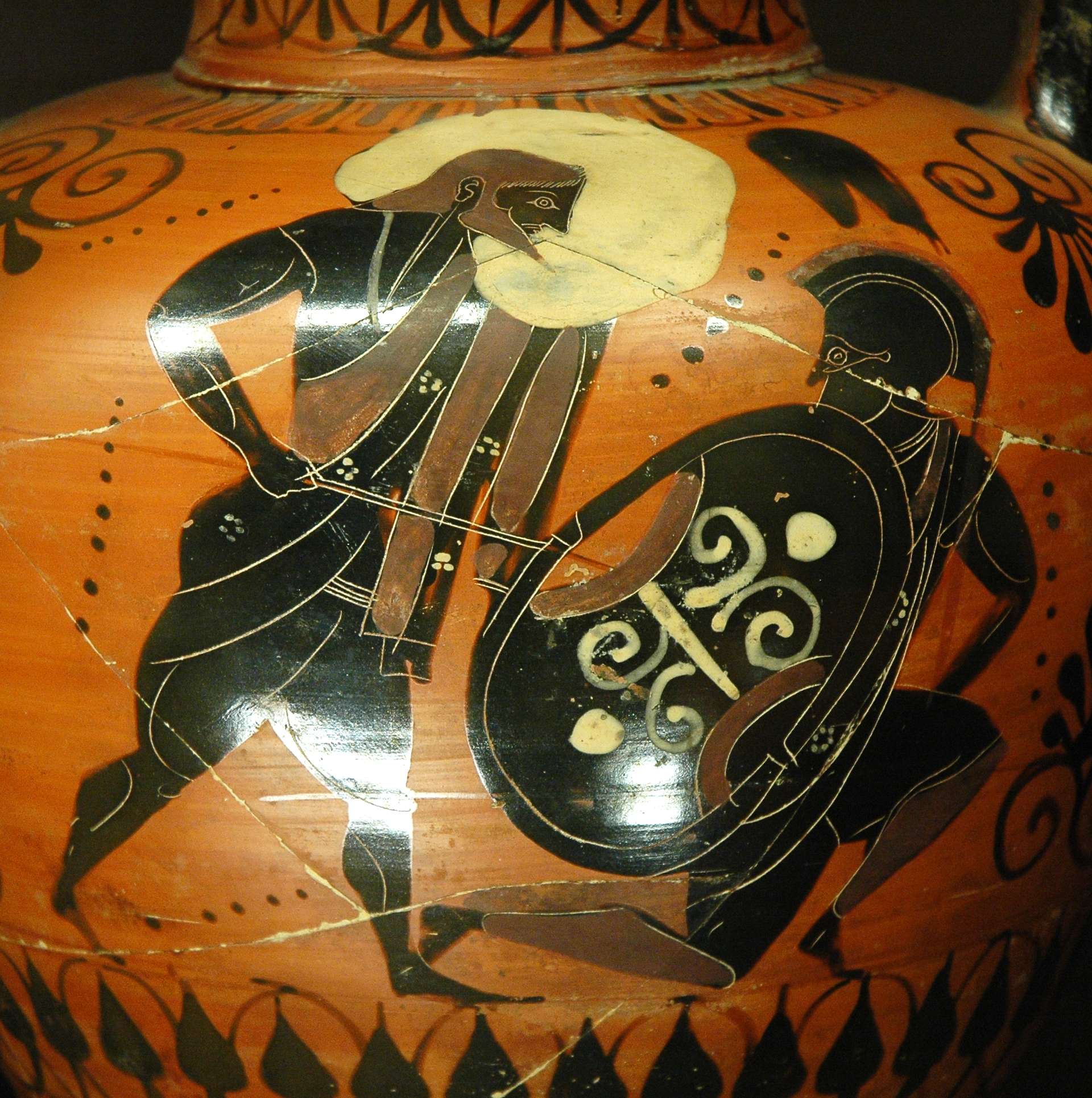
Poseidón enfrentándose a Polibotes durante la gigantomaquia.
Ánfora ática de figuras negras, Louvre F226.

En la metopa V se distingue un carro que se dirige hacia la derecha y está tirado por dos caballos. La figura que se muestra se ha identficado principalmente con Deméter o Anfítrite, siendo esta última la que se propone con mayor seguridad, ya que se considera a Poseidón como el personaje que aparece en la metopa siguiente. El elemento fundamental de la metopa VI es una enorme roca, que al mismo tiempo forma parte del paisaje y constituye el arma empleada por Poseidón contra un gigante. Se trata del episodio que tiene lugar entre el dios y Polibotes, en el transcurso del cual el peñón arrancado de la isla de Cos habría originado la nueva isla de Nísiros. El contorno del personaje apenas se distingue. El gigante se protege con su escudo mientras que Poseidón le aplasta la cabeza con Nísiros. La composición recuerda a un fragmento de crátera conservado en Ferrara y atribuido al pintor de Peleo, quien pudo haberse inspirado en la metopa, así como en un bajorrelieve ático del siglo IV a. C., actualmente conservado en el Museo Metropolitano de Arte de Nueva York.
La metopa VII representa de nuevo un carro tirado por dos caballos alados. La interpretación más habitual es que se trata de Hera, puesto que se ha identificado a Zeus en la metopa siguiente. Además, la pareja divina fue también representada en el centro del friso y en el frontón. La placa número VIII está enormemente deteriorada; solo se adivinan un busto a la izquierda y un escudo en el cuarto superior derecho. La parte inferior de un quitón está tallado en el fondo de la metopa bajo el busto. La identificación de Zeus se justifica por la ubicación de la metopa en el centro de la fachada este. Al mismo tiempo, este dios también está situado en la posición central del friso y del frontón. En la metopa IX, la figura de la izquierda es probablemente un gigante, con su mano derecha sujetando una maza (o una antorcha de bronce) que fue añadida posteriormente, dado que existe un hueco de fijación. Su brazo derecho se protege con una piel de animal. Su adversario le clava la rodilla derecha en el muslo. La posición del brazo derecho del dios, que sujetaría una espada, recuerda a la de Harmodio en el grupo de los Tiranicidas. La identificación de Apolo se hizo de nuevo en base al friso y el frontón, donde el dios se encuentra en el lado derecho.

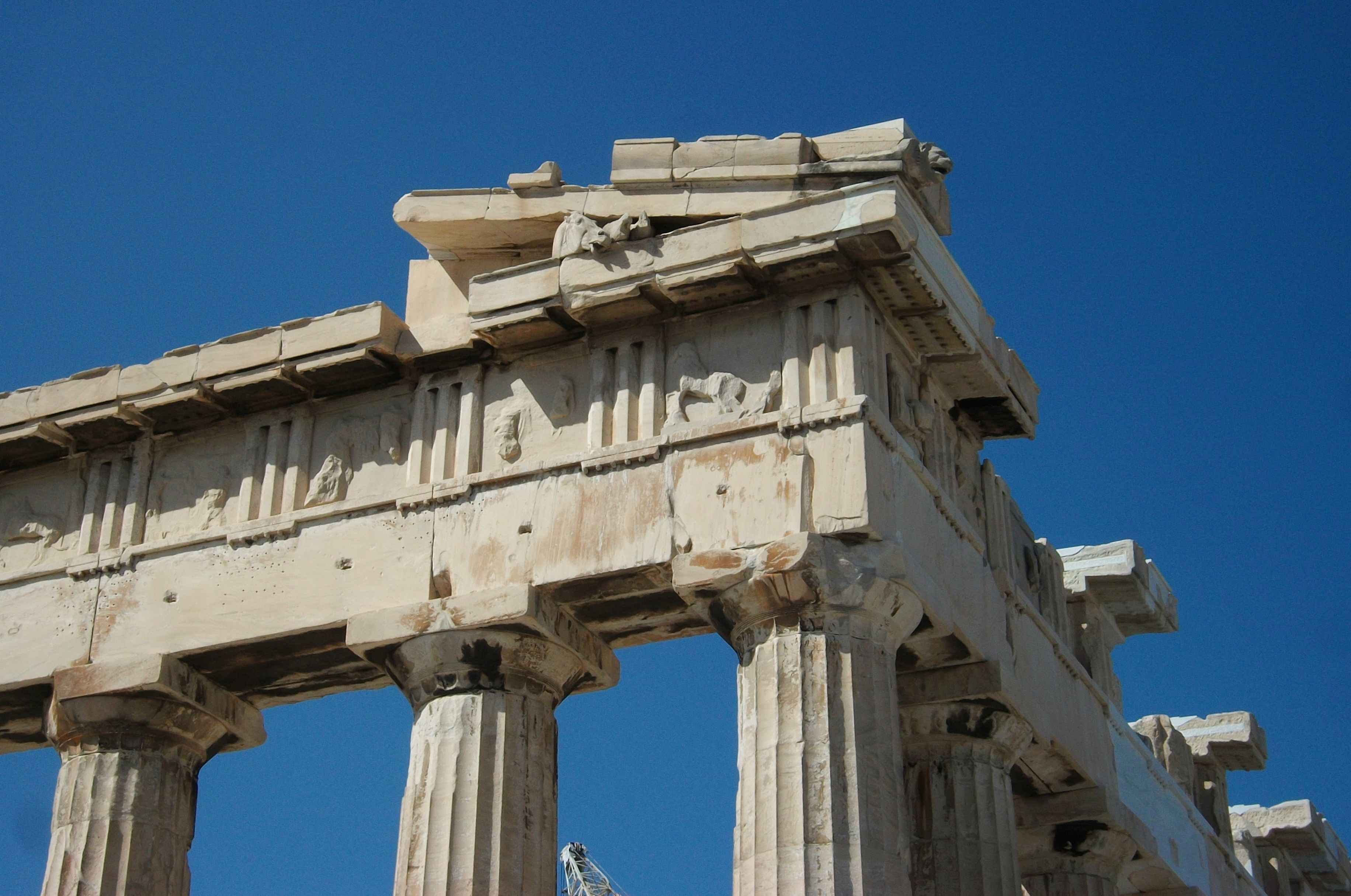
Detalle de las metopas X a XIV de la fachada este del Partenón.

La metopa X también muestra un carro tirado por dos caballos. En el friso, las acompañantes de Apolo son Artemisa y Afrodita, con lo cual alguna de estas dos diosas podría ser el auriga de este carro. Si se asigna a una de ellas en la placa X, entonces la otra corresponde a la XII, y viceversa. En la metopa XII, una figura femenina en la parte izquierda se desplaza hacia la derecha. Lleva un peplo y su manto cuelga del brazo izquierdo. Se conserva muy poco del gigante para poder determinar su identidad, únicamente el busto y un fragmento de la cabeza. Aquí también se propone a Artemisa y a Afrodita, considerando que se identificó a Eros en la metopa XI, entre ambas. Estas dos deidades, que en el friso están sentadas junto a Apolo, no han podido ser diferenciadas la una de la otra. Si Artemisa se sitúa inmediatamente a la derecha de su hermano, Eros también se coloca a la derecha de su madre, impidiendo que se pueda obtener una pista decisiva sobre su persona.

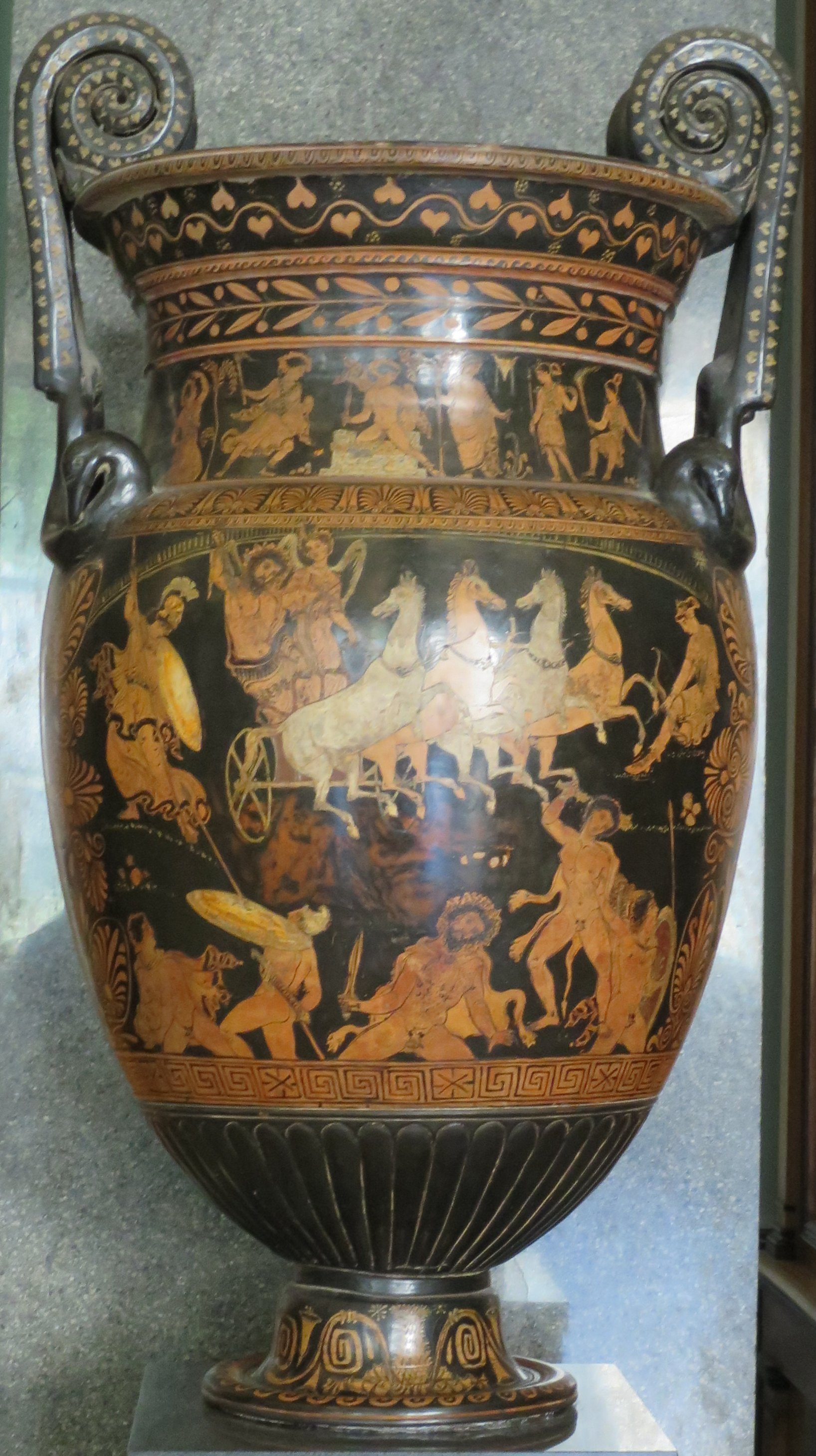
Gigantomaquia, pintor de Licurgo, crátera de aproximadamente 350 a. C., Museo del Ermitage.

La otra metopa con tres personajes es la número XI. A la derecha, un gigante está arrodillado. La figura central estaba tallada con un altorrelieve tan profundo que ha desaparecido, y su identificación todavía suscita debates. A la izquierda se sitúa una figura más pequeña, que podría ser un adolescente. Los huecos de fijación de sus hombros y caderas hacen pensar en la presencia de un carcaj, lo cual determinaría que se trata de Eros. Su presencia se asocia con la de Afrodita, en la metopa precedente o siguiente. Tiverios  establece el vínculo entre Eros y Afrodita para proponer a Ares como la figura central. Otra identidad que se propone es la de Apolo, relacionada con la metopa IX: si Heracles aparece en la IX, entonces Apolo está en la XI, y viceversa. De hecho, también se sugiere que sea Heracles, pues habitualmente está asociado a Eros, del cual sería su pedagogo. Otro argumento a favor es la simetría entre esta metopa y la IV. Si Atenea se representa en la IV, entonces su protegido Heracles aparecerá con toda seguridad en la XI. Apenas se conserva nada de la metopa XIII: a la izquierda, un hombro, un busto y las caderas de una figura que ha caído al suelo; a la derecha, el hombro, busto y los restos de un muslo y de una pierna de otro personaje que domina al primero, disponiéndose probablemente a aplastarlo con una roca. Habitualmente se propone que pueda tratarse de Hefesto.
Dos caballos saltan en diagonal de derecha a izquierda en la metopa XIV. En la esquina inferior derecha, junto a una pantorrilla, se aprecia claramente un pez, de donde podría deducirse que quizás el dios del carro sería Poseidón. Sin embargo, la propuesta de Helios es la más habitual. Según el relato del Pseudo-Apolodoro, Zeus detuvo los movimientos del sol y de la luna con el fin de permitir que Atenea fuese a buscar a Heracles al Hades, pues la presencia del héroe era necesaria para la victoria. Según Katherine A. Schwab, este episodio se narraría en las metopas IV y XI, las únicas que tienen tres personajes en lugar de dos. La número XIV, con el carro de Helios emergiendo del océano, sería la manifestación de la puesta en marcha del tiempo de nuevo. Además, esta metopa se corresponde con la I, en la cual figura un carro que podría ser el de Atenea, y con el carro de Selene en el extremo del frontón este.

### Fachada sur

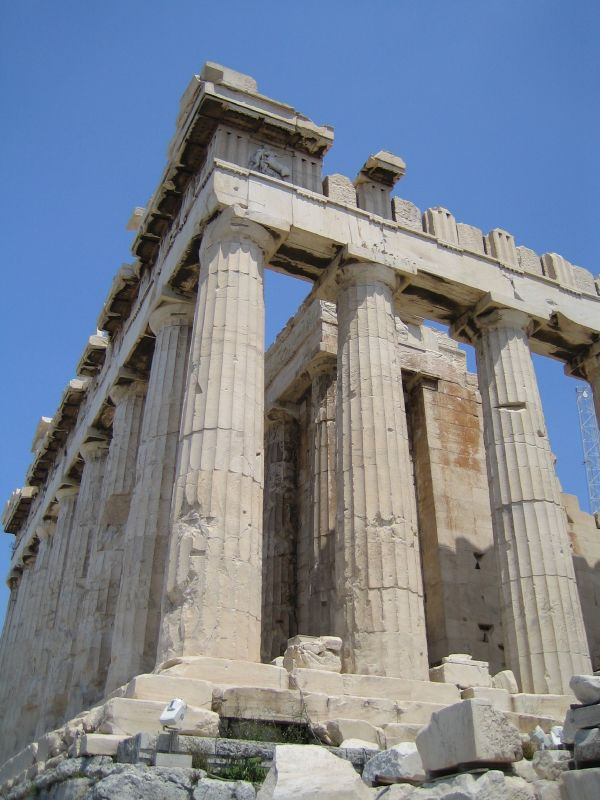
Esquina sudoeste del Partenón. La metopa sur I es visible en la parte superior de las columnas.

Las metopas que se conservan en este lado del Partenón representan el combate entre los centauros y los lápitas, probablemente en el momento de la boda de Pirítoo, el rey de Tesalia, con Hipodamía. Los centauros y los lápitas eran primos, en concreto Lápites y Centauro eran medio hermanos e hijos ambos de Apolo. De ahí la invitación de los centauros a la ceremonia, quienes bajaron del monte Pelión para la ocasión. Los efectos del alcohol se hicieron notar y los centauros raptaron a las mujeres y a los hombres jóvenes que estaban presentes. Los lápitas acudieron en su auxilio tomando todo lo que pudiera servir como arma y la pelea tomó tales proporciones que tuvieron que continuarla en el exterior. El hecho que las mujeres estén presentes en esta centauromaquia (al igual que en el frontón oeste del templo de Zeus en Olimpia) permite identificar este episodio concreto, aunque parece que algunos invitados acudieron con su escudo e incluso con su lanza a la boda.

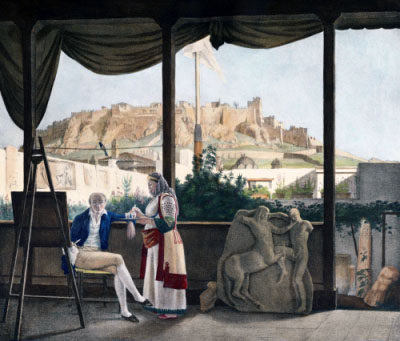
En 1819, Louis Dupré retrató a Louis-François-Sébastien Fauvel en su casa delante de la Acrópolis. A la derecha del cuadro se representa un molde de escayola de la metopa sur XXXI, destruido junto con la casa en 1825.

La existencia de este tema en un edificio ateniense que honra a la ciudad no es sorprendente, puesto que Teseo era el mejor amigo de Pirítoo y estuvo presente en la boda y durante el combate. Según Pausanias, este episodio ya se evocaba en un fresco de Micón del heroon de Teseo, datado en 470 a. C. y todavía no encontrado. Esta obra influyó enormemente en los pintores de vasijas y sin duda en los escultores de las metopas del Partenón. A diferencia de otras representaciones, los centauros no son bárbaros sino seres originarios del mundo griego. Además, los artistas transformaron la forma de retratarlos, ocultando la singularidad de su doble naturaleza, como había sido hasta el momento. La parte animal y la humana no son autónomas, sino que están bien conectadas y son funcionales. Por tanto, se trata de un combate entre griegos, es decir, entre humanos y centauros que están más próximos a un ser humano que a un monstruo. Las metopas podrían ser una metáfora de los conflictos que enfrentaban a los griegos entre ellos, y los ciudadanos atenienses podrían haber comprendido el tema de la centauromaquia de otra forma. El comportamiento de los centauros que no respetan el carácter sagrado de la ceremonia del matrimonio podría estar conectado con el sacrilegio de los persas cuando destruyeron los santuarios de la Acrópolis.
Las metopas de la fachada sur son al mismo tiempo las mejor conservadas y las que se destruyeron más íntegramente. Las que se han mantenido en mejores condiciones son las de los extremos, que fueron transportadas a Londres por Lord Elgin, hecho que las protegió totalmente en comparación con las del resto de las fachadas del edificio. Sin embargo, las metopas centrales (lado sur XIII a XXI) desaparecieron completamente en la explosión del polvorín de 1687. Solo han perdurado los dibujos atribuidos a Jacques Carrey, datados de 1674. En estas ilustraciones no figura ningún centauro, lo cual supone un problema de interpretación del tema general de la fachada. Los fragmentos encontrados tras recientes excavaciones en la Acrópolis han permitido clarificar algo la asignación del episodio de la centauromaquia.

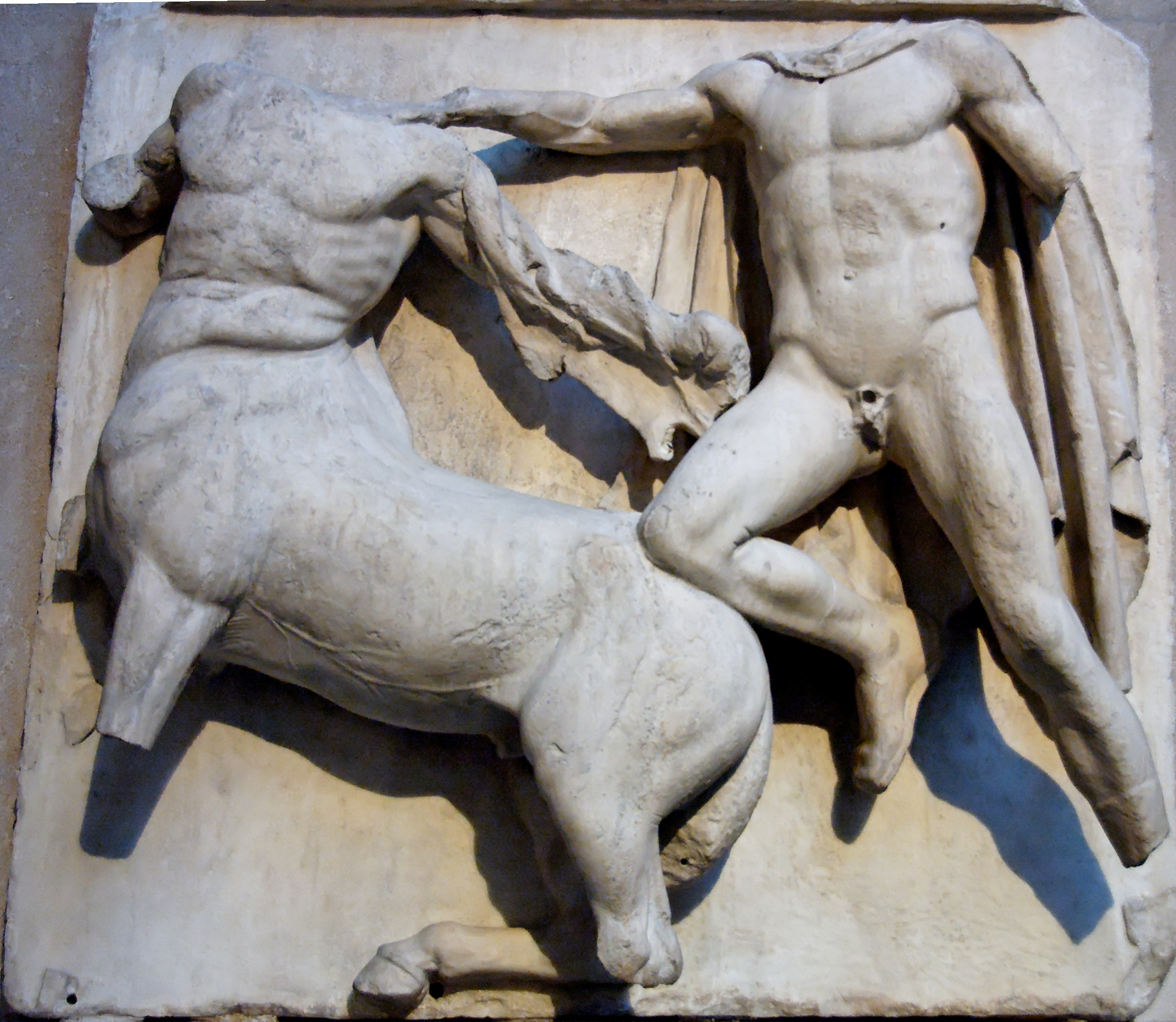
Metopa sur III.

La metopa I es una de las pocas que permanecen en su ubicación original en el Partenón, en la esquina sudoeste. A la derecha, un centauro encabritado estrangula con su brazo izquierdo a un lápita con túnica situado a la izquierda. Se dispone a asestar un golpe mortal a su adversario humano con un objeto sostenido con su mano derecha, quizás un tronco de árbol que habría estado pintado en el fondo de la metopa. El brazo derecho del lápita ha desaparecido. Sin embargo, un hueco al nivel de la ingle del centauro podría indicar que el lápita estaría atravesando a su contrincante con un objeto metálico largo, que podría ser una lanza o un estoque. Si se trata de una lanza y se acepta la hipótesis del tronco de árbol, entonces esta metopa sería la prueba de que el combate se habría trasladado al exterior. La metopa siguiente, la número II, tiene una composición a la inversa. Un centauro en segundo plano tiene las patas delanteras arrodilladas, mientras que un lápita en primer plano lo estrangula con su brazo izquierdo, al tiempo que le clava la rodilla izquierda en la espalda. En la metopa III, un lápita con túnica, a la derecha, ataca a un centauro por detrás. Salta sobre su espalda y le agarra por la garganta. El bálteo y la vaina eran probablemente de bronce, ya que los huecos de fijación son todavía visibles.

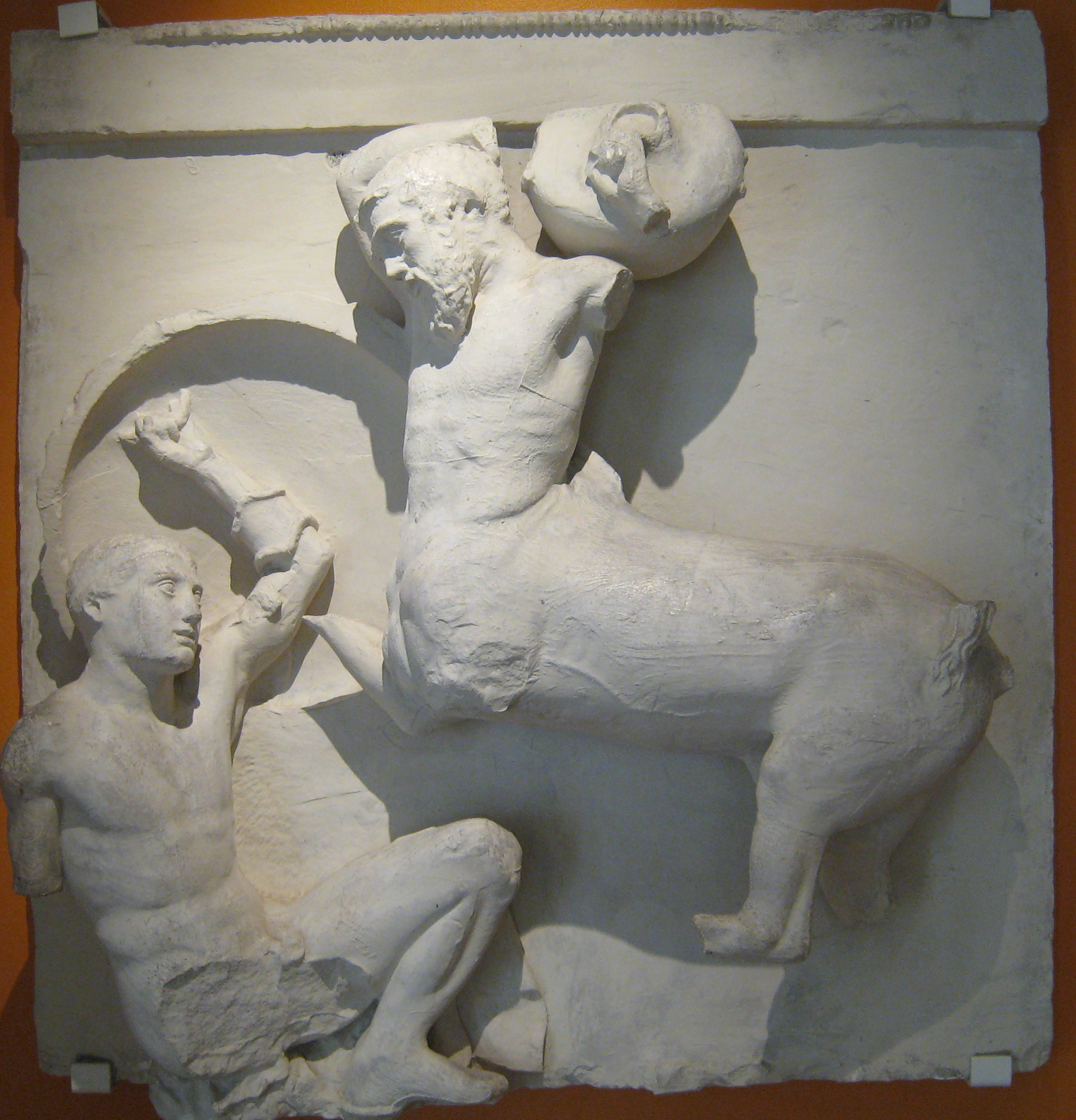
Metopa sur IV, con las cabezas restituidas.

En la metopa IV, un centauro situado a la derecha se dispone a pisotear a un lápita tendido en el suelo a la izquierda. El humano se protege con un escudo, el único elemento de armadura del conjunto conservado en el lado sur. El centauro aprovecha para intentar aturdirlo de un golpe con una hidria. Esta vasija permite determinar la cronología de los acontecimientos narrados en las metopas sur, de forma que puede deducirse que esta escena todavía se estaría desarrollando en la sala del banquete. La metopa se conserva en la actualidad en el Museo Británico. Las cabezas fueron retiradas en 1688 por un danés al servicio de Francesco Morosini y de la armada veneciana, y actualmente se exponen en el Museo Nacional de Dinamarca en Copenhague. El dibujo de 1674, atribuido a Jacques Carrey, muestra que los miembros todavía existían en aquella época. La composición general es más conocida con las cabezas. En la metopa V solo queda el centauro a la izquierda, aunque se conoce la existencia del lápita gracias al dibujo atribuido a Carrey. Las cabezas ya habían desaparecido en esa época. El centauro, encabritado, sujeta al lápita por la parte superior del cuerpo y tira con fuerza hacia atrás a su adversario, quien intenta huir.

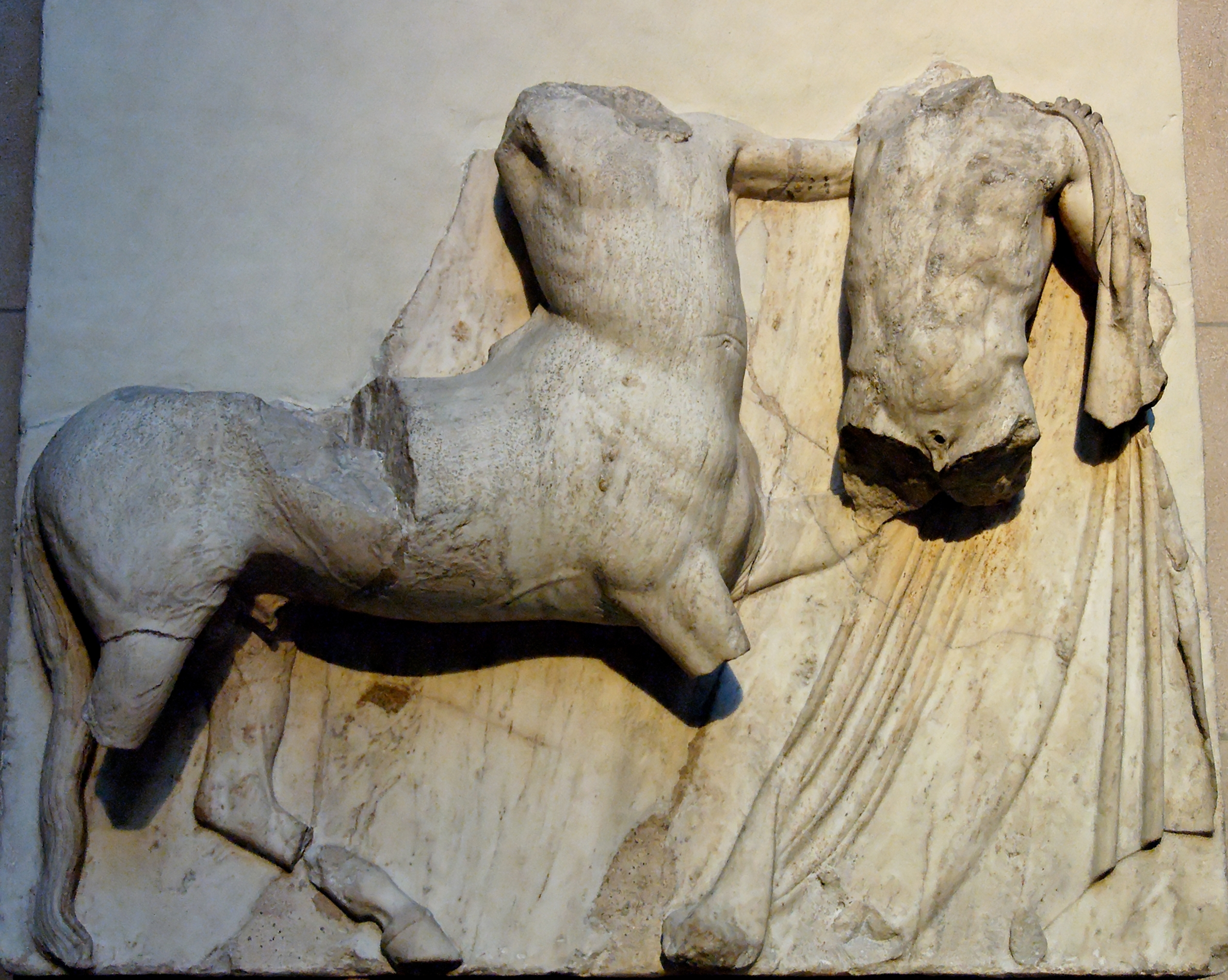
Metopa sur VI.

En la metopa VI, un viejo centauro está ubicado a la izquierda. Su edad se puede apreciar en las arrugas visibles, la piel flácida y la cola caída. A la derecha se contrapone un joven lápita con una túnica. La composición carece de creatividad, como si el escultor tuviese más interés en destacar la diferencia de edad que la acción. La cabeza del centauro, presente en el dibujo atribuido a Carrey, desapareció posteriormente. Por el contrario, la cabeza del lápita, que permanecía en su lugar en 1674, fue encontrada en 1913 cerca de Varvakeion, es decir, al pie de la Acrópolis. Actualmente se conserva en el Museo de la Acrópolis en Atenas, mientras que la metopa se halla en el Museo Británico.

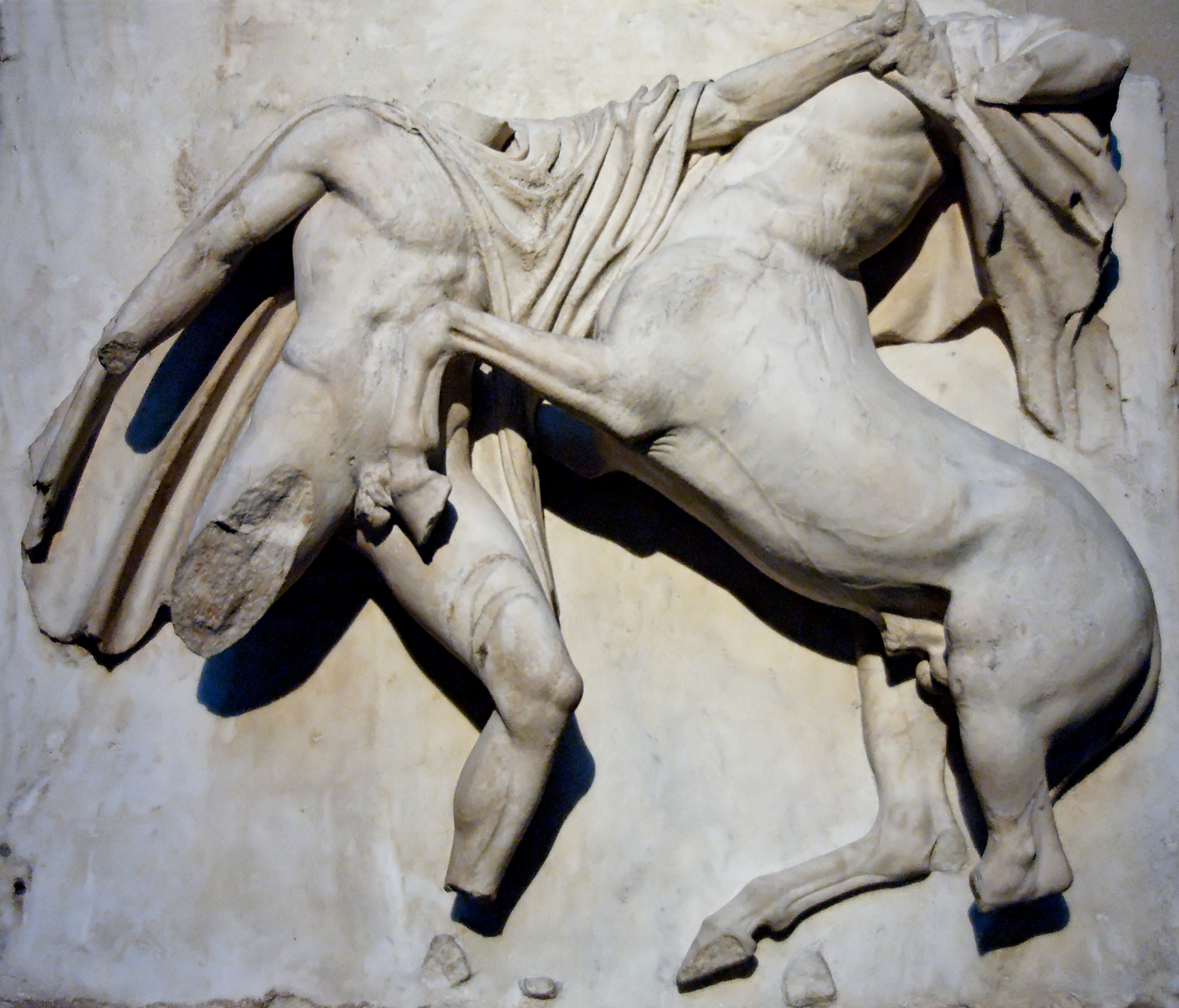
Metopa sur VII.

A la izquierda de la metopa VII aparece un lápita, a veces identificado con Pirítoo, que asesta en diagonal un puñetazo en la cara de un centauro, quien se encabrita bajo el efecto del golpe y es alejado al extremo derecho de la metopa. Su cabeza sobrepasaba el borde superior de la placa. En la mano derecha, el lápita debía sostener una espada, un objeto que debía ser de metal y que posteriormente desapareció. El centauro no se cubre con ninguna piel de animal como los otros, pero una especie de tejido vaporoso parece moverse en su espalda. La metopa se conserva en el Museo Británico, y las cabezas están ubicadas en lugares distintos: la del lápita está en el Louvre y la del centauro en el museo de la Acrópolis.

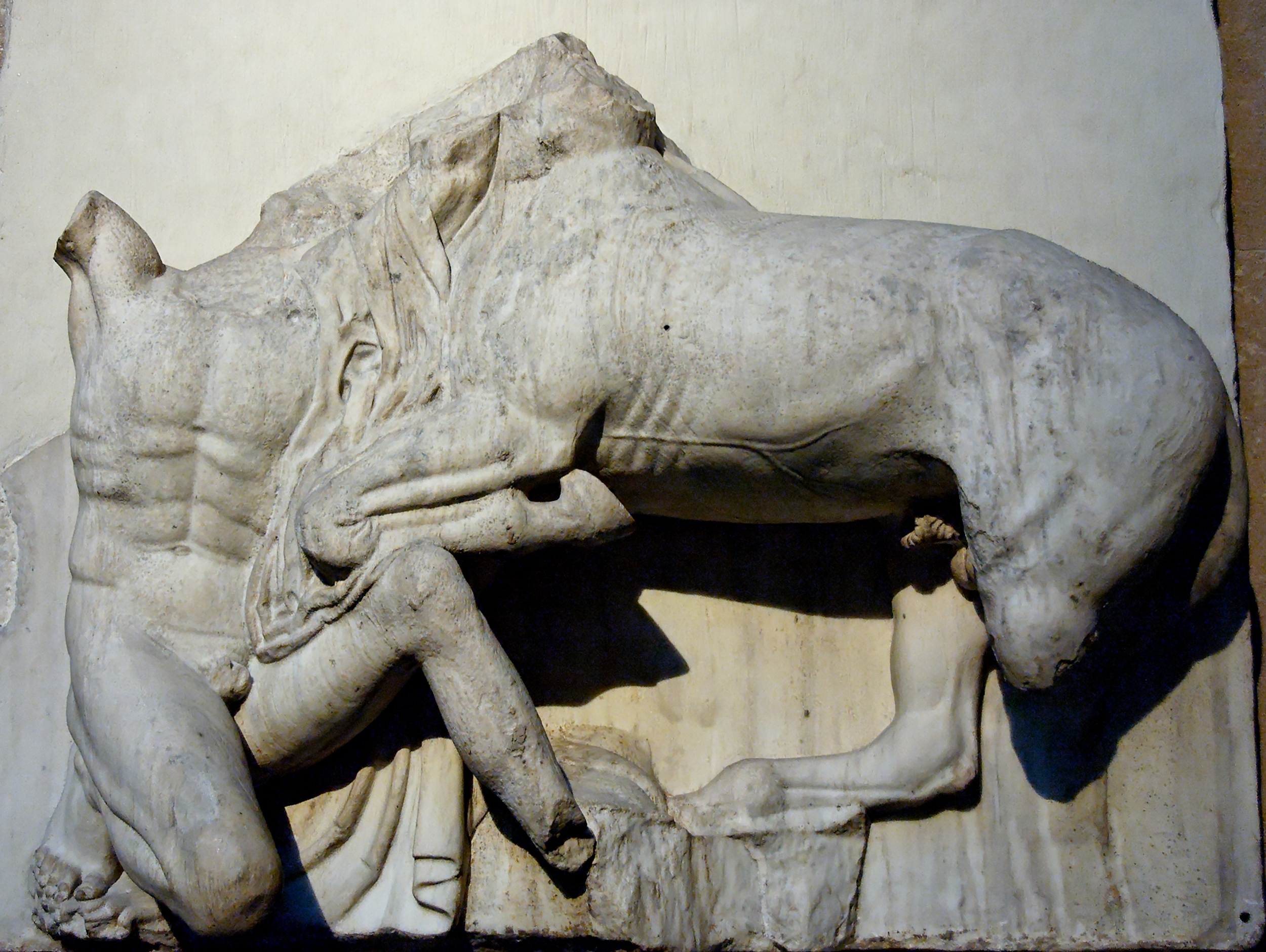
Metopa sur VIII.

La metopa VIII sufrió enormes daños durante la explosión del Partenón en 1687. A la izquierda, un lápita acurrucado intenta protegerse del ataque del centuro, pudiendo estar incluso en actitud de suplicar piedad. El brazo derecho ha desaparecido totalmente y su gesto se desconoce. Solo se conservan el manto del lápita, que cae por su hombro izquierdo hasta el muslo, y la parte inferior de la piel de animal que lleva el centauro en su brazo derecho, que podría ser de una pantera. El dibujo atribuido a Carrey muestra que el centauro tenía sus dos brazos levantados, empuñando quizás un tronco de árbol. Los músculos abdominales del lápita están muy marcados pero el estilo, muy inexpresivo, recuerda al estilo severo de principios del siglo V a. C. Por consiguiente, el escultor que realizó esta metopa podría haber sido de mayor edad que sus colegas, o bien más conservador, o ambas cosas a la vez.

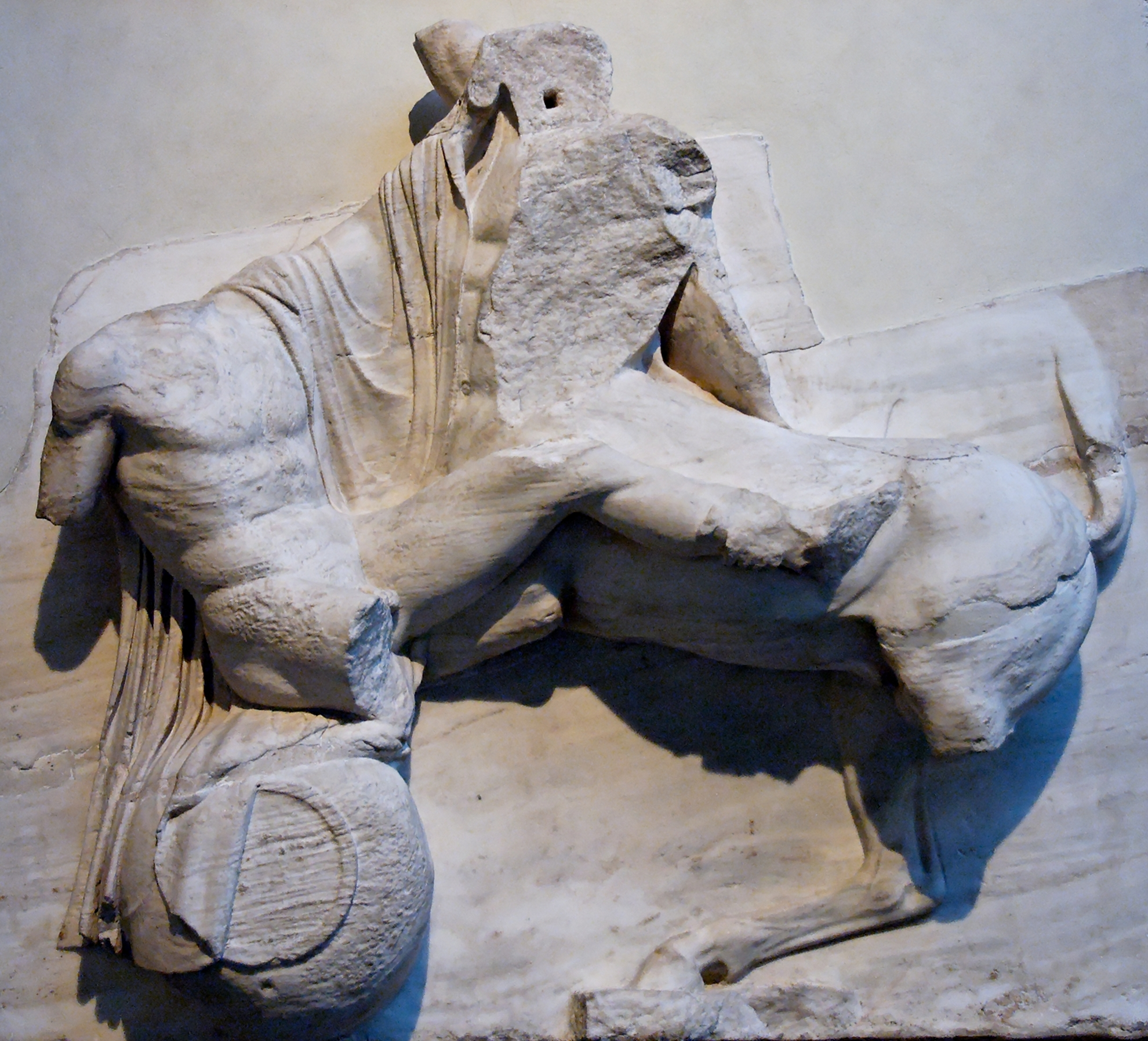
Metopa sur IX.

La metopa IX se conserva en el Museo Británico, pero las cabezas del lápita y del centauro, que el dibujo atribuido a Carrey mostraba como aún existentes, se exhiben en el museo de la Acrópolis, así como algunos fragmentos de un hombro y un brazo. A la derecha, el centauro atrapa el muslo del lápita con la mano izquierda, desequilibrándolo. Se apresura a aturdirlo de un golpe con un objeto que sujeta por encima de la cabeza. El lápita cae sobre una hidria o un dinos. Trata de reestablecerse agarrando con la mano izquierda los cabellos de su adversario y apoyando la derecha en el suelo, como puede observarse en el dibujo de Carrey.

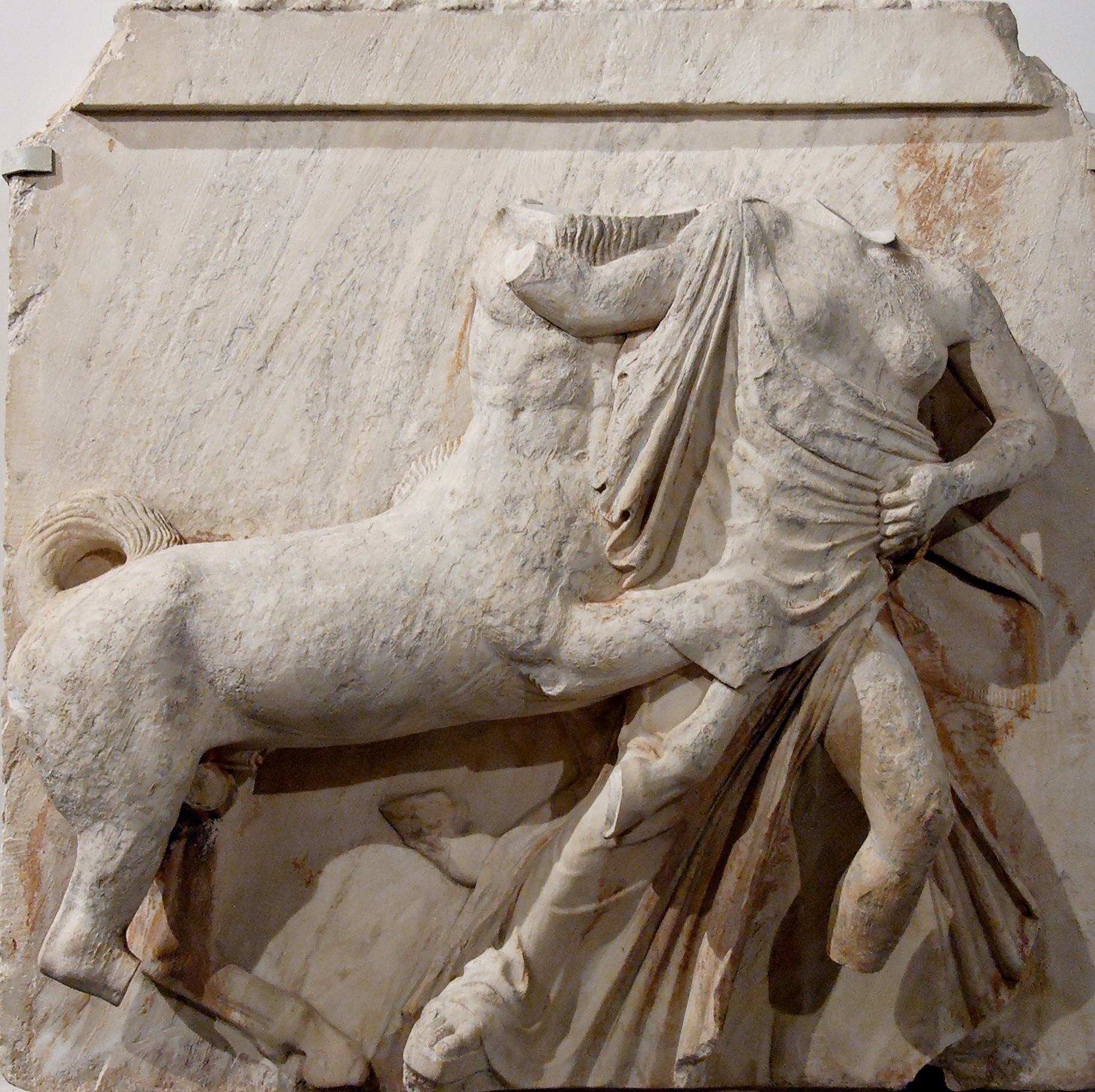
Metopa sur X.

En la metopa X, considerada de menor calidad, se representa la causa del combate: una mujer es raptada por un centauro, quien sería calvo según el dibujo atribuido a Carrey. Sujeta a la lápita entre los muslos de sus patas delanteras, levantando el peplo de la figura femenina con la derecha. También utiliza el brazo izquierdo para presionarla. Asimismo, sostenía la muñeca derecha de la lápita con su mano derecha, aunque este gesto ha desaparecido en la actualidad. Ella intenta huir sin éxito. Durante esta actitud desesperada descubre su muslo y hombro izquierdos, así como su pecho. La mujer es en ocasiones identificada con Hipodamía o con su dama de honor. De la metopa XI solo quedan fragmentos y el dibujo atribuido a Carrey. En este último, un centauro a la izquierda está encabritado y se dispone a propinar un golpe a un lápita, que se representa desnudo e únicamente cubierto con una capa. En su brazo derecho lleva un gran escudo redondo. A veces se ha identificado con Teseo.
La metopa XII es otra de las cinco donde un centauro ataca a una lápita. La mujer, a la izquierda, trata de liberarse del control del animal, pero solo los dedos de sus pies pisan el suelo. La escena se identifica en ocasiones con Hipodamía secuestrada por Euritión. De hecho, la composición de la metopa tiene una simetría inversa respecto a la número X. Así, las tres metopas sur X, XI y XII se suelen leer en conjunto: el centauro y la dama de honor, el centauro y Teseo, e Hipodamía y Euritión.
Las metopas siguientes, desde la XIII a la XXV, solo se conocen por los dibujos atribuidos a Carrey. Se han encontrado algunos fragmentos, lo cual ha permitido su reconstitución. Como estas placas solo representan las batallas entre lápitas y centauros, únicamente presentes en las escenas XXII a XXV, se han propuesto diversas interpretaciones para las metopas XIII a XXI, quizás sin ninguna relación con el episodio de la boda de Hipodamía y Pirítoo. Erich Pernice y Frantz Studniczka han considerado que sea el mito de Erictonio y el levantamiento de la estatua de culto de Atenea Polias. Charles Picard comparte la teoría del mito de Erictonio, pero sugiere más bien la creación de las Panateneas. Erika Simon estima que sea la historia de otro lápita, Ixión, el padre de Pirítoo. Martin Robertson se inclina por el mito de Dédalo, con las diversas localizaciones geográficas del viaje: de la metopa XIII a la XVI en Atenas, de la XVII a la XVIII en Cnosos, y el regreso a Atenas para las placas XIX a XXI. Burkhard Fehr considera la hipótesis de la oposición entre la buena esposa Alcestis (la mujer de Admeto) y la mala esposa Fedra (la mujer de Teseo). Según opina Hilda Westervelt en su tesis defendida en Harvard en 2004, podría tratarse no de un acontecimiento puntual, sino del relato completo de la boda de Hipodamía y Pirítoo. En el centro se representaría la marcha de la esposa desde la casa paterna a la de su esposo, la procesión sería luego interrumpida por los centauros ya ebrios, y posteriormente se desarrollaría la pelea hacia las metopas exteriores.
| Metopa                                                    | Sur XIII Figura femenina (izquierda). Figura masculina de torso desnudo (derecha) | Sur XIV Figura masculina desnuda (izquierda). Figura femenina portando un objeto en cada mano (derecha) | Sur XV Un auriga y su carro                                       | Sur XVI Dos figuras masculinas desnudas; la de la izquierda está en el suelo | Sur XVII Figura masculina desnuda (izquierda). Figura femenina portando un objeto (derecha) | Sur XVIII Pequeña figura humana (izquierda). Dos figuras femeninas (corriendo ?) (centro y derecha)       | Sur XIX Dos figuras femeninas                                                | Sur XX Dos figuras femeninas; la de la izquierda parece tener un rollo de texto                                                                                                   | Sur XXI Dos figuras femeninas rodeando una pequeña estatua sobre un pedestal             |
| --------------------------------------------------------- | --------------------------------------------------------------------------------- | --- | ----------------------------------------------------------------- | ---------------------------------------------------------------------------- | ------------------------------------------------------------------------------------------- | --- | ---------------------------------------------------------------------------- | --- | ---------------------------------------------------------------------------------------- |
| Según Brøndsted, 1826-1830 continuado por Michaelis, 1871 | Deméter y Triptólemo                                                              | Epimeteo y Pandora                                                                                      | Erictonio                                                         | Eumolpo o Imárado y Erecteo                                                  | Erictonio y una sacerdotisa de Atenea o una canéfora                                        | Una de las hijas de Cécrope                                                                               | Pándroso y Telete o Temis                                                    | Sacerdotisa o una joven portando los textos de la ley | Parturienta, estatua de culto de Artemisa y sacerdotisa                                  |
| Según Pernice, 1895                                       | Pándroso y Herse                                                                  | Eresictón y Aglauro                                                                                     | Erictonio                                                         | Anfictión y Erictonio                                                        | Erictonio                                                                                   | ? | Sacerdotisa                                                                  | Mujer portando unas cintas para adornar el xoanon de Atenea Polias | Dos mujeres rodeando al xoanon de Atenea Polias                                          |
| Según Studniczka, 1912                                    | La Pitia e Ion                                                                    | Juto y Creúsa                                                                                           | Auriga del carro del personaje de la derecha de la metopa XVI sur | Eumolpo o Imárado y Erecteo                                                  | Heraldo y músico con cítara                                                                 | Hija de Praxitea                                                                                          | Praxitea y una de sus hijas elegida para el sacrificio                       | Dos mujeres ofreciendo un sacrificio | Dos mujeres huyendo de los centauros y refugiándose junto al xoanon                      |
| Según Picard, 1936                                        | Una hija de Cécrope                                                               | Aglauro y uno de sus hermanos                                                                           | Descubrimiento de la cesta de Erictonio                           | Asterión y Erictonio                                                         | Erictonio y músico con lira                                                                 | Preparaciones de los misterios                                                                            | Sacerdotisa y su ayudante                                                    | Presentación de un rollo de textos y sacerdotisa | Regreso a la centauromaquia; xoanon de Artemisa                                          |
| Según Becatti, 1951                                       | Pándroso y Cécrope                                                                | Eresictón y Aglauro                                                                                     | Auriga del carro de Erecteo                                       | Imárado y Erecteo                                                            | Erecteo con una ofrenda de un lechón y Apolo                                                | Una hija de Erecteo                                                                                       | Praxitea y una de sus hijas elegida para el sacrificio                       | Filomela y Procne | Regreso a la centauromaquia; Sofrosina e Hibris                                          |
| Según Fehl, 1961                                          | Centauromaquia; miedo creado por la llegada del carro de un héroe                 | Centauromaquia; miedo creado por la llegada del carro de un héroe                                       | Auriga del carro de Heracles o de Teseo                           | Lápita herido por un centauro y llegada de Heracles o Teseo                  | Centauromaquia; dos jóvenes mujeres                                                         | Centauromaquia                                                                                            | Centauromaquia                                                               | Centauromaquia; ceremonia de la boda de Hipodamía y Pirítoo | Dos mujeres jóvenes huyendo de los centauros y refugiándose junto a una estatua de culto |
| Según Jeppesen, 1963                                      | Afrodita y Butes                                                                  | Apolo y Creúsa                                                                                          | Erictonio y un caballo de carreras                                | Érice vencido al pugilismo por Heracles                                      | Erecteo y Apolo                                                                             | Ctonia y sus hermanas                                                                                     | Deméter y Coré                                                               | Procne y Filomela | Dos lápitas huyendo de los centauros y refugiándose junto a una estatua de culto         |
| Según Brommer, 1967                                       | La Pitia e Ion                                                                    | Juto y Creúsa                                                                                           | Metopa relacionada con Erecteo                                    | Eumolpo o Imárado y Erecteo                                                  | Músico con aulós o portador de un odre de vino y músico con cítara                          | Hija de Erecteo                                                                                           | Praxitea y una de sus hijas elegida para el sacrificio                       | Rechazo de todas las interpretaciones dadas hasta el momento, aunque ninguna proposición de interpretación para la metopa ni para el objeto sujetado por la mujer de la izquierda | Dos mujeres huyendo de los centauros y refugiándose junto a una estatua de culto         |
| Según Simon, 1975                                         | Nodriza de Hipodamía y sirviente de vino                                          | Butes y una joven portadora de ofrendas                                                                 | Helios                                                            | Sacrilegio de Ixión                                                          | Hermes con una ofrenda de un cochinillo para la expiación de Ixión y Apolo con una cítara   | Pequeña estatua de divinidad; Aidos y Némesis huyendo ante la atrocidad cometida por Ixión                | Néfele y Peito o Afrodita                                                    | Ápate o Ate y Hera | Dos mujeres huyendo de los centauros y refugiándose junto a una estatua de culto de Hera |
| Según Dörig, 1978                                         | Herse y Cécrope                                                                   | Eresictón y Aglauro                                                                                     | Bóreas secuestrando a Oritía                                      | Erecteo y Eumolpo                                                            | Procesión hacia la estatua de culto presente en la metopa XVIII sur durante las Panateneas  | Estatua de culto y dos amigas de Oritía huyendo delante de Bóreas después de que este la haya secuestrado | Procne y Filomela                                                            | Zeuxipe y Ctonia | Dos jóvenes lápitas huyendo de los centauros y refugiándose junto a una estatua de culto |
| Según Harrison, 1979                                      | Coronis, una de las nodrizas de Dioniso, y Dioniso                                | Rapto de Coronis por Butes                                                                              | Helios                                                            | Sacrilegio de Ixión                                                          | Boda de Pirítoo: histrión vistiendo una piel de animal y músico con lira                    | Boda de Pirítoo: niña y dos bailarinas                                                                    | Boda de Pirítoo: madre y hermana de la novia (Hipodamía)                     | Boda de Pirítoo: hermana y madre del novio (Pirítoo) | ?                                                                                        |
| Según Fehr, 1982                                          | Fedra espiando a Hipólito                                                         | Fedra tratando de seducir a Hipólito                                                                    | Hipólito dirigiéndose hacia su muerte                             | Asclepio asesinado por Zeus                                                  | Hermes portando un odre de vino y Apolo con una cítara                                      | Las Moiras                                                                                                | Alcestis y una nodriza                                                       | Preparación del lecho funerario de Alcestis: una nodriza y Alcestis | Dos mujeres huyendo de los centauros y refugiándose junto a una estatua de culto         |
| Según Robertson, 1984                                     | En Atenas: Pérdix y Talos                                                         | En Atenas: Dédalo y una joven portando la invención de Talos                                            | En Atenas: Helios                                                 | En Atenas: Ícaro y Dédalo                                                    | En Cnosos: Dédalo y Teseo con cítara                                                        | En Cnosos : Ariadna y dos estatuas creadas por Dédalo danzando con la música de Teseo                     | En Atenas tras el retorno de Dédalo: descubrimiento de la rueca y del tejido | En Atenas tras el retorno de Dédalo: descubrimiento de la rueca y del tejido | Retorno a la centauromaquia; estatua de culto de Atenea                                  |

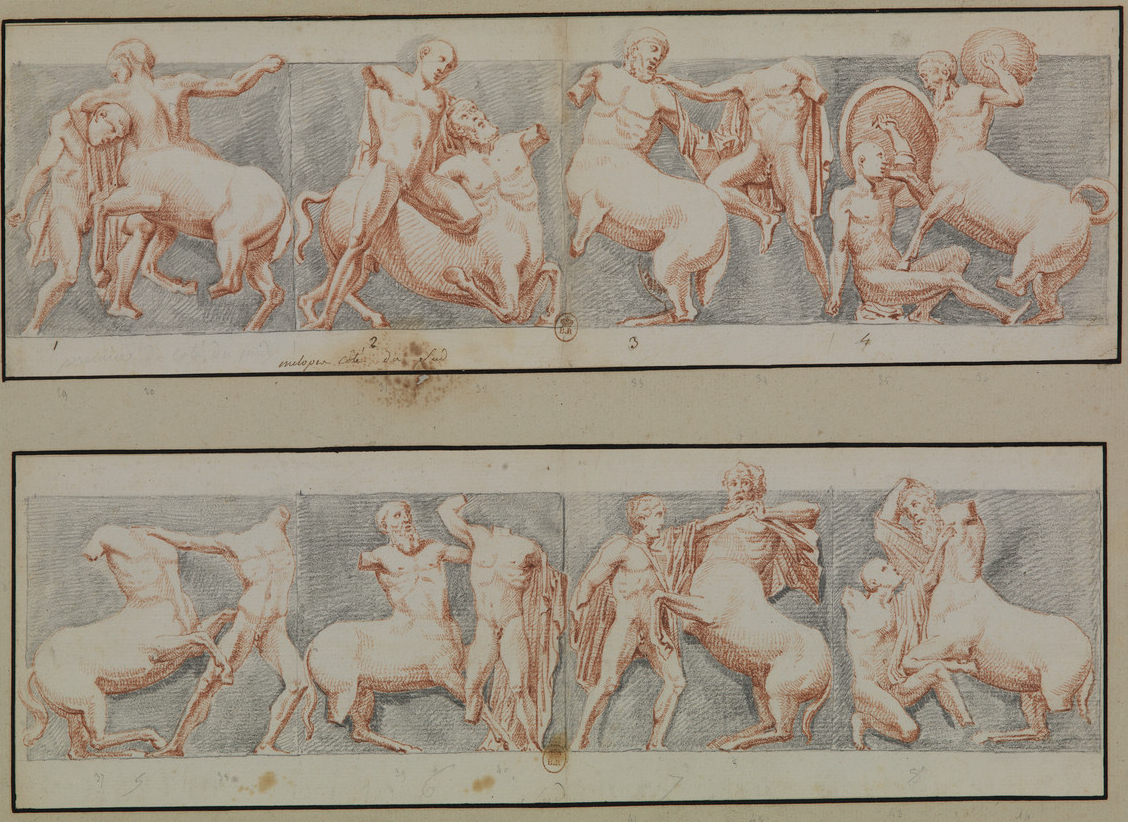
Dibujo atribuido a Jacques Carrey: metopas sur I a VIII.
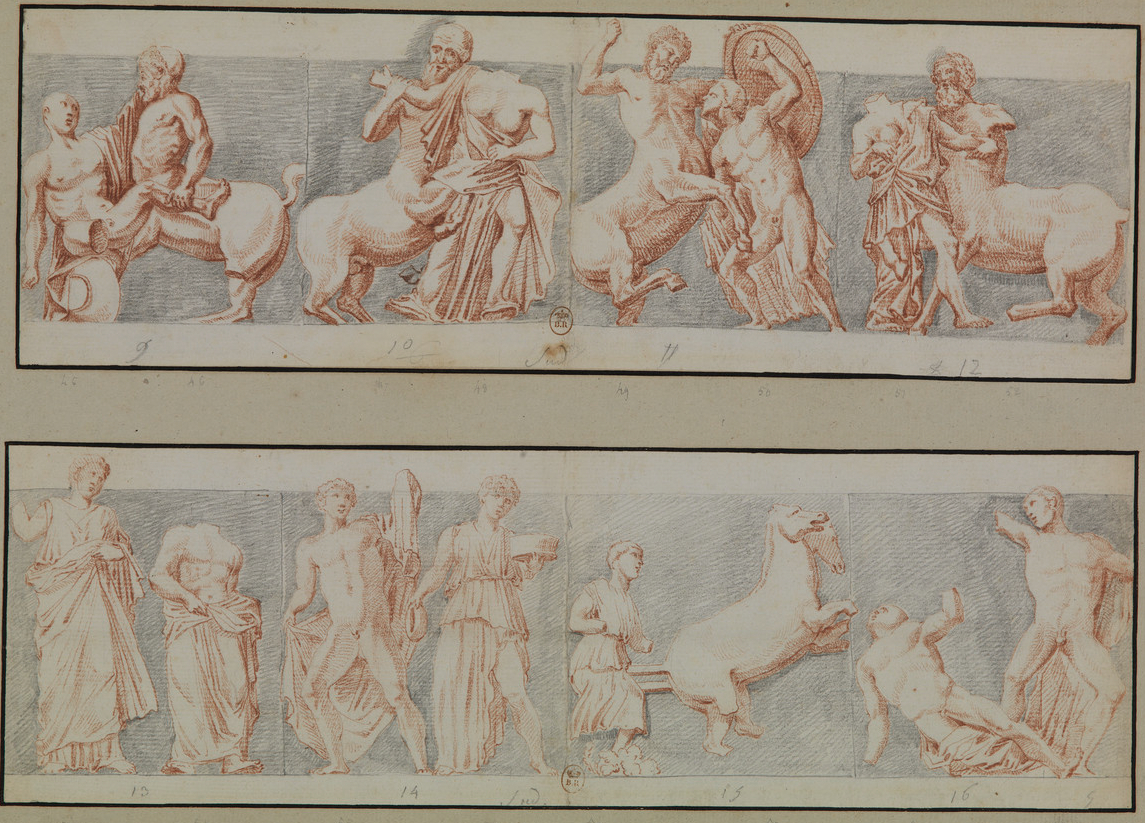
Dibujo atribuido a Jacques Carrey: metopas sur IX a XVI.
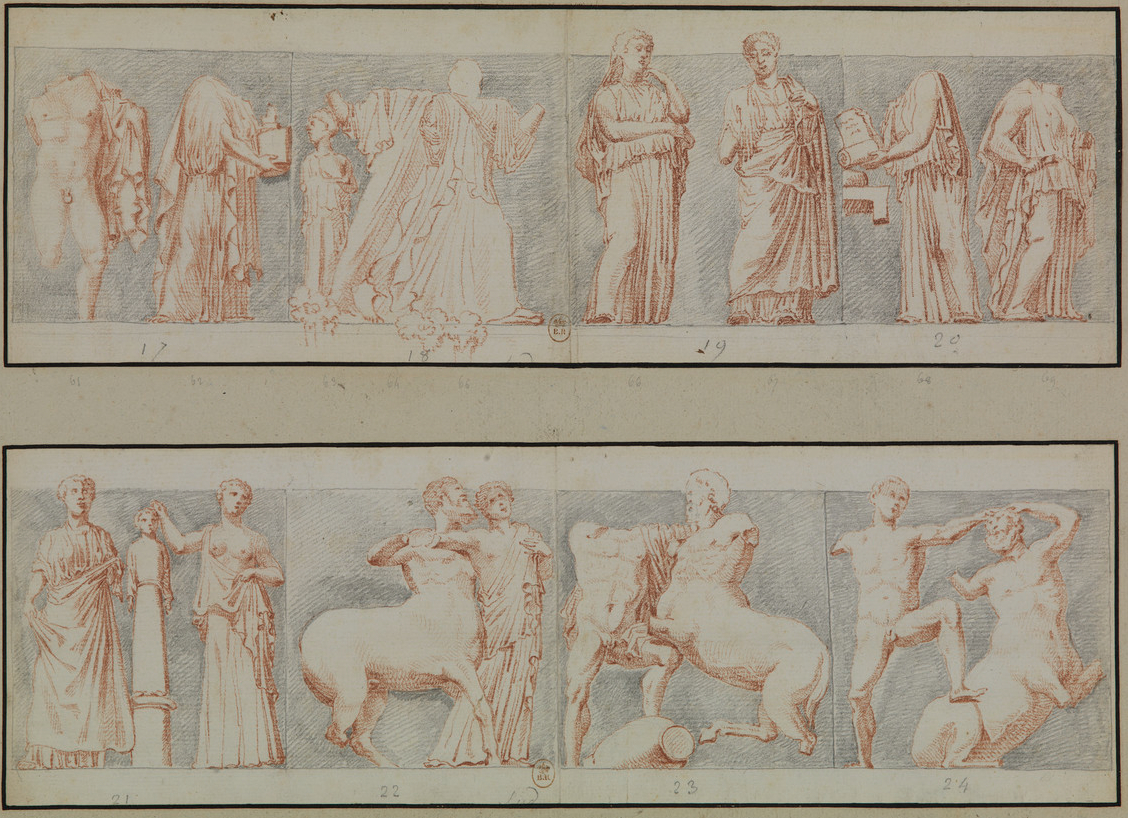
Dibujo atribuido a Jacques Carrey: metopas sur XVII a XXIV.
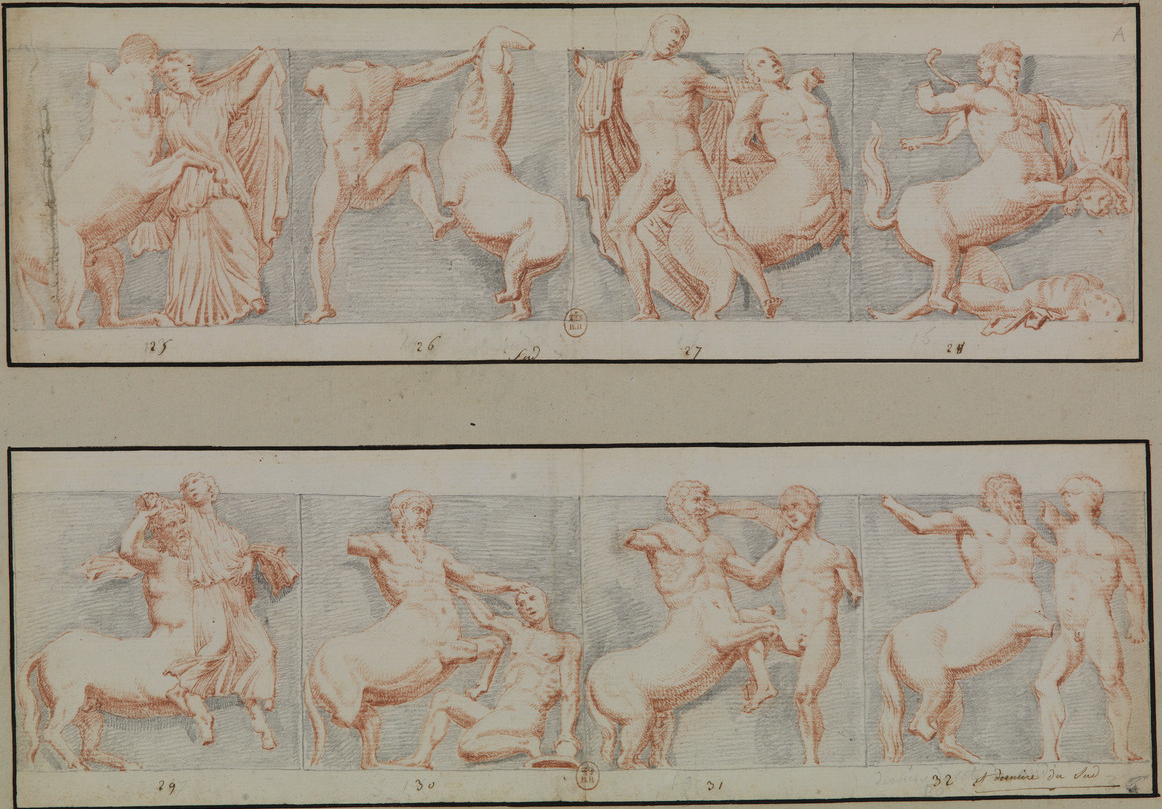
Dibujo atribuido a Jacques Carrey: metopas sur XXV a XXXII.

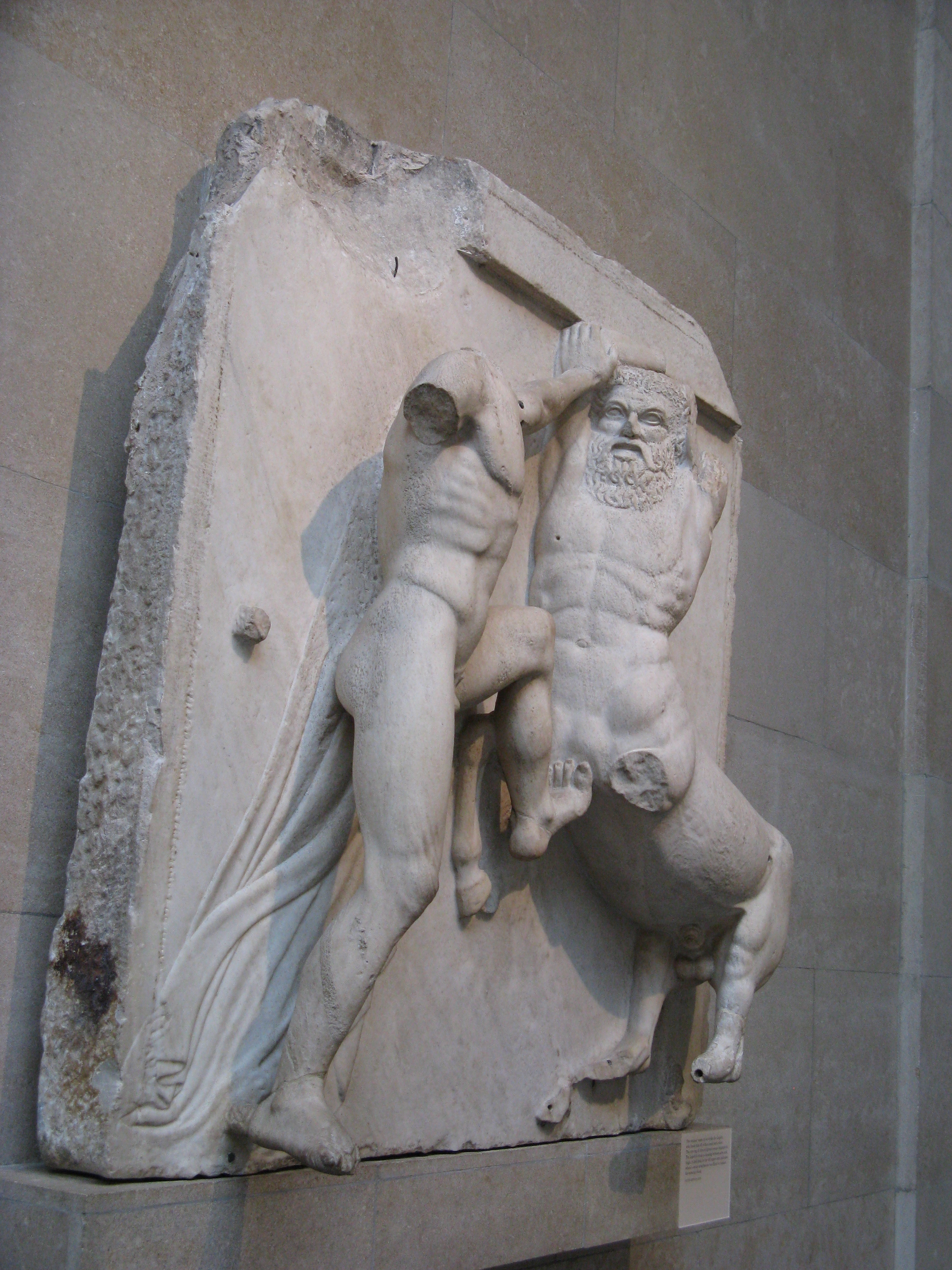
Metopa sur XXVI.

La metopa XXVI podría haber sido esculpida por uno de los artistas menos expertos. Los movimientos son poco naturales, el rostro del centauro es estático y el estilo severo en escultura ya estaba anticuado a mediados del siglo V a. C. La cabeza del centauro reposa directamente sobre los hombros, es decir, carece de cuello. Además, una parte del ropaje del lápita no se ha conservado sino que desapareció en una época muy antigua. El guerrero humano, situado a la izquierda, propina una patada en el pecho del centauro con su pie izquierdo, agarrando también con la mano izquierda el codo derecho del adversario. El centauro parece sostener por encima de la cabeza un objeto pesado, que podría ser un bloque de piedra o un altar, y se dispone a lanzarlo a su contrincante. Parece que bajo las piernas de los dos personajes podría haber existido un pozo, un elemento decorativo que podría significar que el combate se habría trasladado al exterior, al igual que el hipotético tronco de árbol de la metopa. I

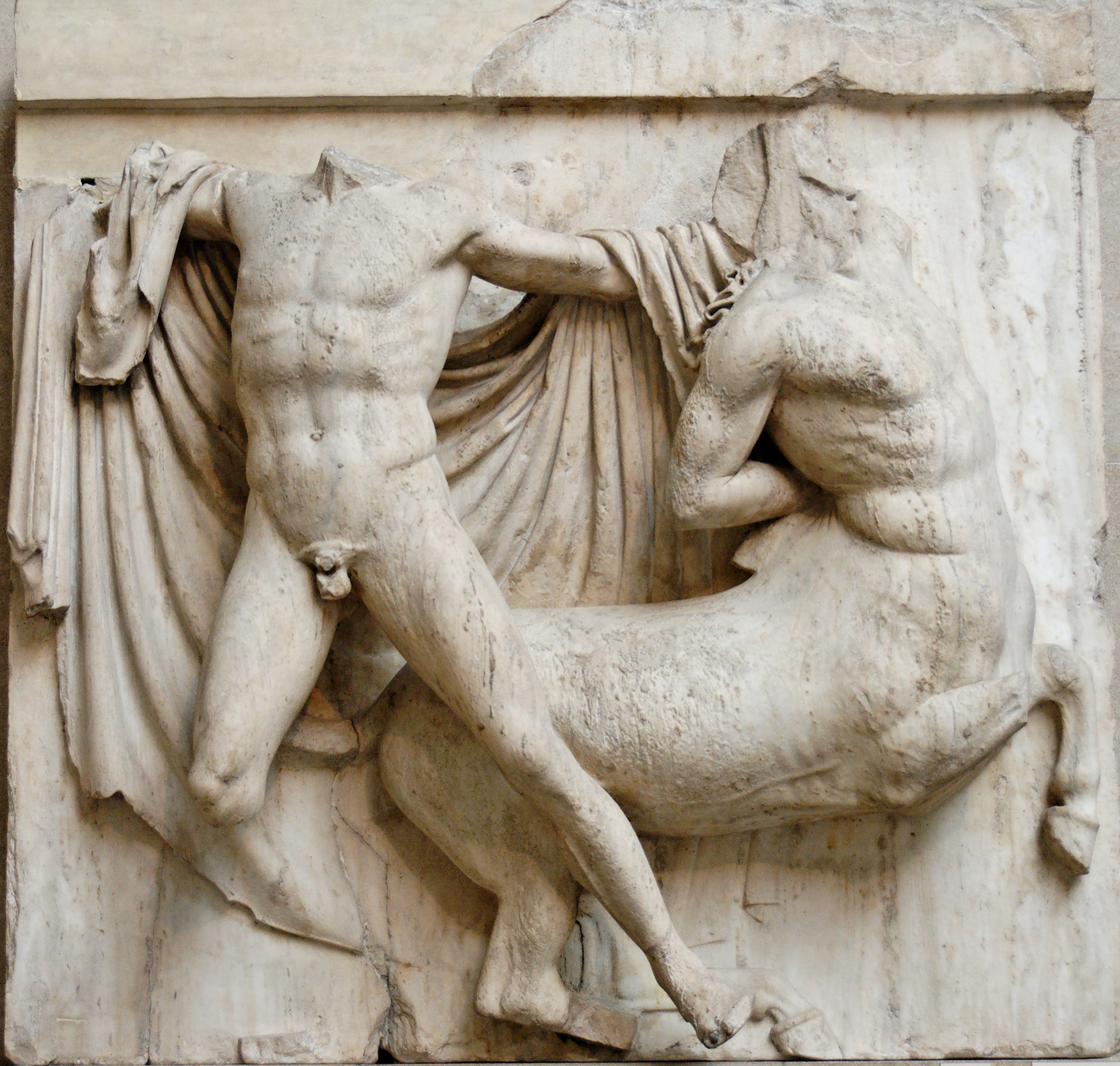
Metopa sur XXVII.

En la metopa XXVII el centauro, herido, trata de huir al galope. Su mano derecha tapona la herida recibida en la espalda, o bien utiliza ambas manos para intentar extraer el objeto causante de la lesión. El lápita, que podría ser el héroe Teseo, trata de impedir que huya agarrándolo por el cuello con la mano izquierda. La mano derecha está tomando impulso desde atrás para asestarle un nuevo golpe, probablemente mortal, con una lanza o un estoque. Su túnica resbala desde sus hombros hacia el suelo. Los rostros de los dos personajes están girados hacia el centro de la metopa, Las cabezas desaparecieron en una época posterior a la realización de los dibujos atribuidos a Carrey. Sin embargo, la metopa se encuentra en el Museo Británico, mientras que la cabeza del lápita se conserva en el museo de la Acrópolis de Atenas. Esta se considera que podría también provenir de la metopa IX. El dibujo de Carrey muestra un centauro imberbe, lo cual lleva a formular varias hipótesis: el dibujante no habría visto que la barba se habría roto, o bien el escultor antiguo creó con esta metopa un nuevo canon de representación de los centauros, mostrándolos más jóvenes.
Esta metopa XXVII está considerada como una de las mejor logradas. El acabado de la anatomía es perfecto, y la tensión del movimiento es visible en el cincelado de los músculos de la pierna y del torso del lápita. El perfecto ropaje de la túnica tiene tal altorrelieve que se separa casi por completo del fondo. La cola del centauro continúa uno de los pliegues del manto, y debió estar pintada de un color distinto para que resaltara. El movimiento de la capa recuerda al de la figura M del frontón del templo de Zeus en Olimpia, tradicionalmente identificado con Teseo, de donde se toma esta identificación. La composición es sutil, con dos tensiones en dos direcciones opuestas que recuerdan las típicas del grupo central de un frontón, similar al movimiento de Atenea y Poseidón en el frontón del Partenón. También recuerda la metopa oeste IV del templo de Zeus en Olimpia, con la escena de Heracles y el toro de Creta. Esta disposición se encuentra asimismo en el cuello de una crátera de volutas, atribuida al pintor de los Sátiros Lanudos y conservada en Nueva York. Aunque el escultor no es conocido, debió de ser uno de los más talentosos que trabajaron en el Partenón.

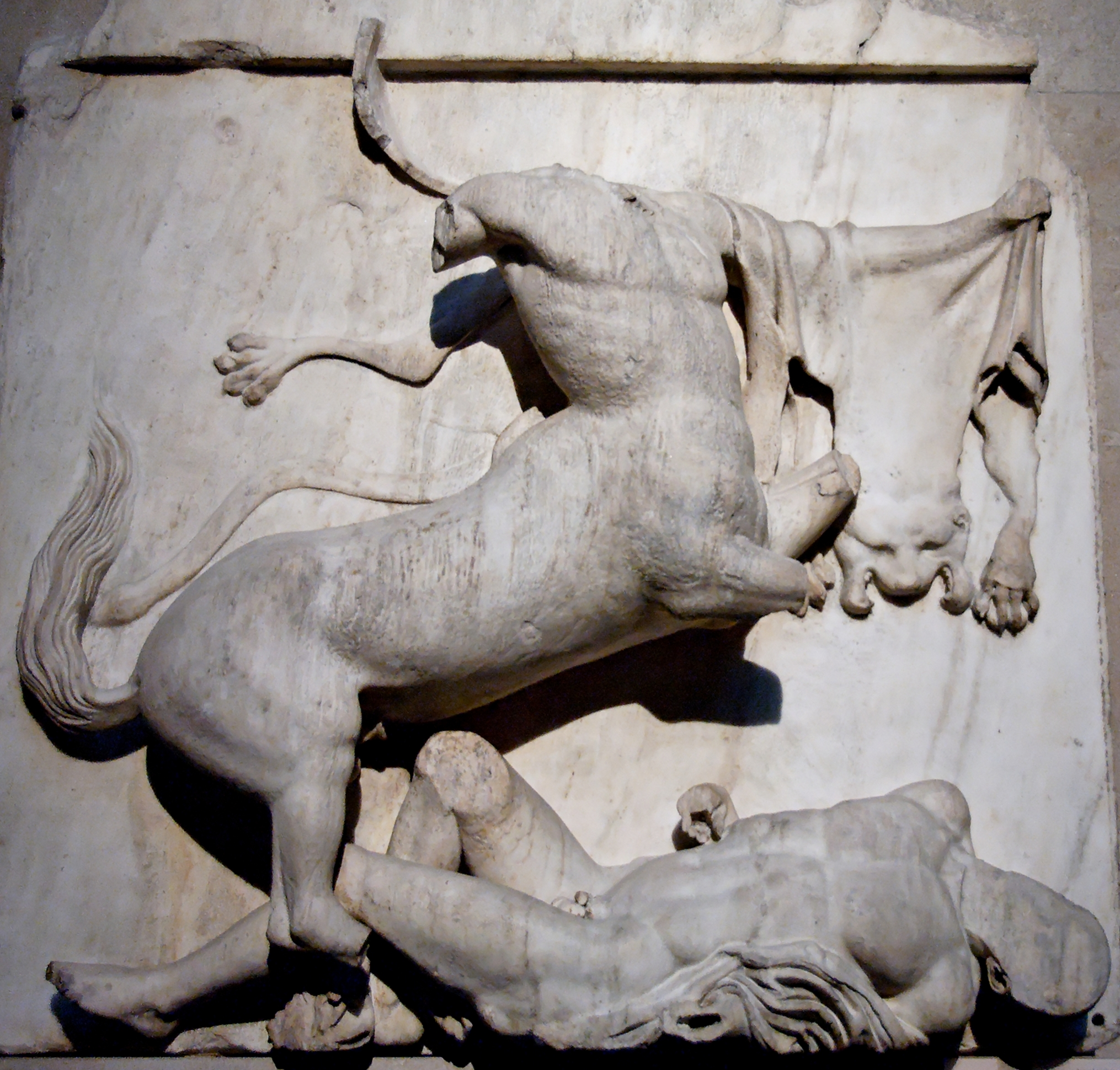
Metopa sur XXVIII.

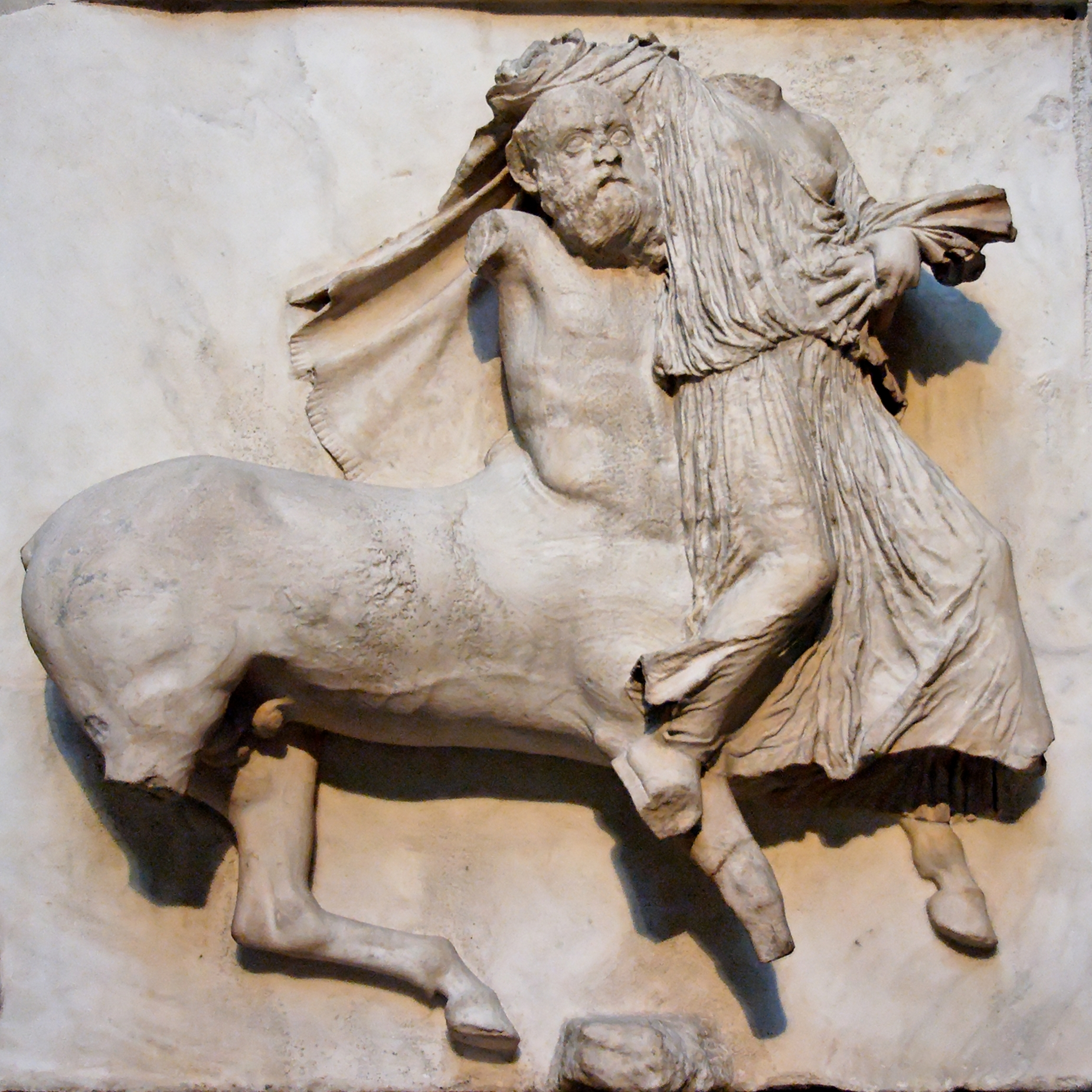
Metopa sur XXIX.

La metopa XXVIII tiene un estilo bastante similar a su contigua, la número XXVII. Un centauro se encabrita por encima de un lápita, que está tendido en el suelo. En el brazo izquierdo lleva una piel de animal, quizás una pantera, que debió de utilizar para protegerse. En la mano derecha sostenía una gran vasija. El brazo y el ánfora han desaparecido, aunque queda un fragmento por encima del hombro del centauro.. Martin Robertson sugiere que el hombre que está a punto de ser rematado por el centauro podría ser Dédalo La metopa XXIX es una de las cinco que se conservan que no representa el combate propiamente dicho sino su causa. Un centauro calvo rapta a una mujer lápita, atrapándola del brazo izquierdo. El dibujo atribuido a Carrey muestra que la mano derecha del animal sujetaba la muñeca derecha del personaje femenino. La calidad de la escultura es muy heterogénea. El rostro del centauro es estático e inexpresivo, y la postura de la lápita está muy forzada. Por el contrario, el drapeado del quitón es de muy alta calidad, al nivel del de Iris en el frontón oeste. También lo es la cenefa de la túnica del centauro, comparable al que se encuentra en el friso del Partenón.

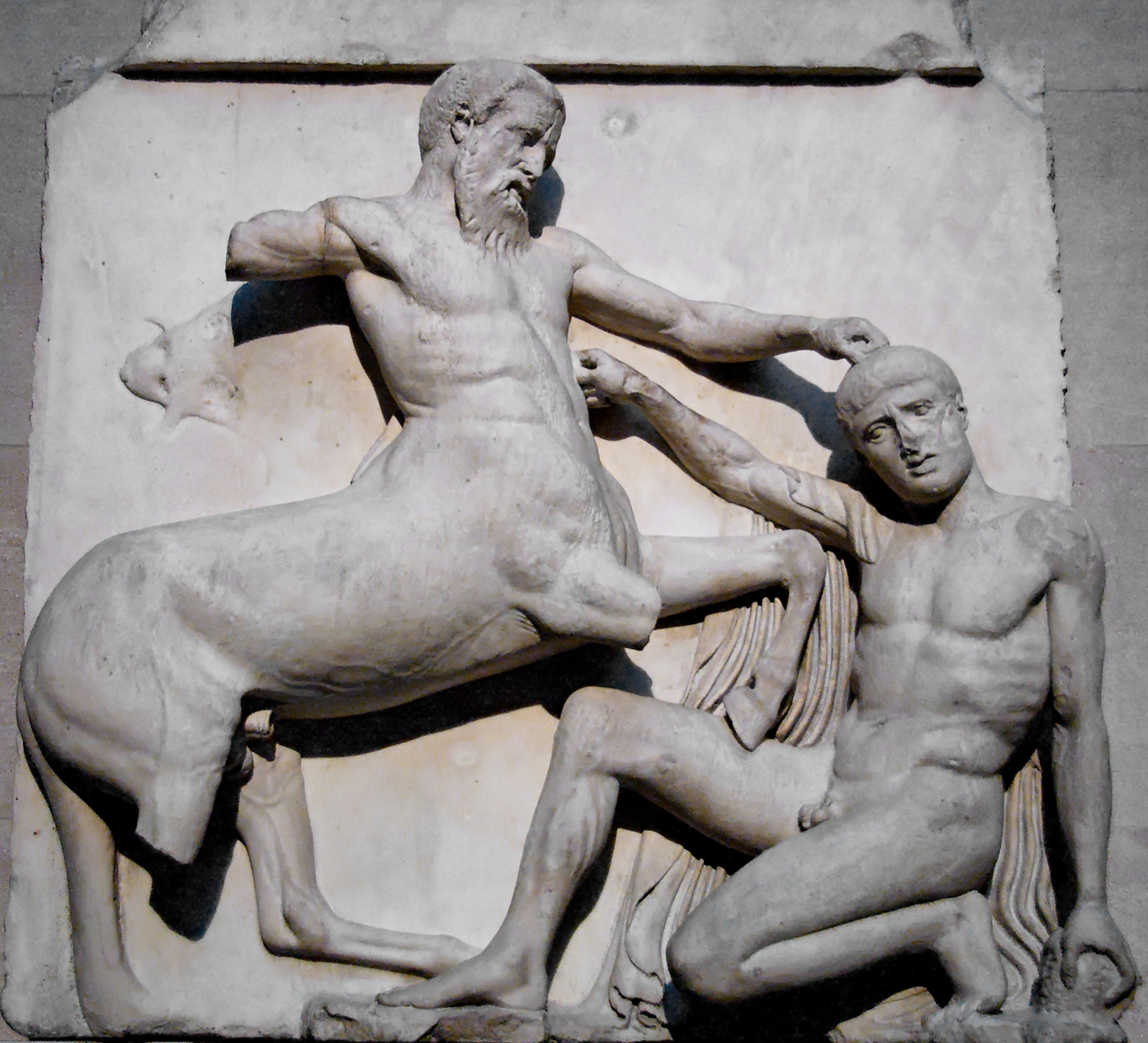
Metopa sur XXX.

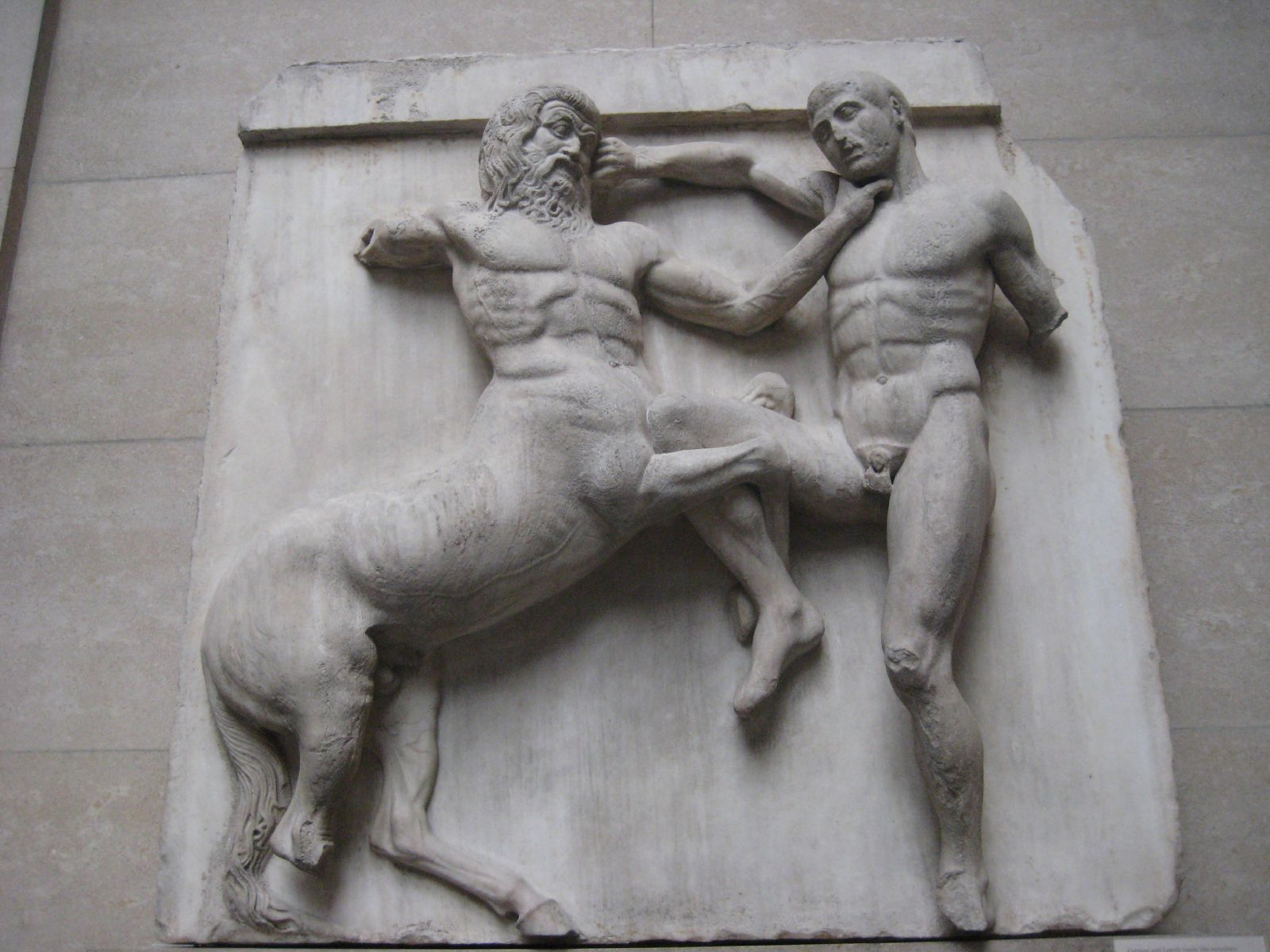
Metopa sur XXXI.

En la metopa XXX el lápita, situado a la derecha, está arrodillado. El centauro le clava las pezuñas de las patas delanteras en los muslos. El movimiento todavía es visible en las extremidades de la izquierda, mientras que el lado derecho ha desaparecido. La metopa XXXI también fue esculpida en estilo severo, un estilo algo anticuado para pertenecer a la segunda mitad del siglo V a. C. El centauro, ubicado a la izquierda, agarra al lápita por la garganta. Sujeta entre sus patas delanteras la pierna derecha de su adversario, quien le clava la rodilla en el pecho. El lápita trata de tirar de los cabellos enmarañados del centauro. Las posturas son estáticas y la anatomía tiene un acabado de poca calidad. El rostro del centauro es más grotesco que expresivo. Incluso la calidad del trabajo deja mucho que desear: el brazo derecho del centauro se rompió y debió ser reemplazado por uno nuevo unido con clavijas.

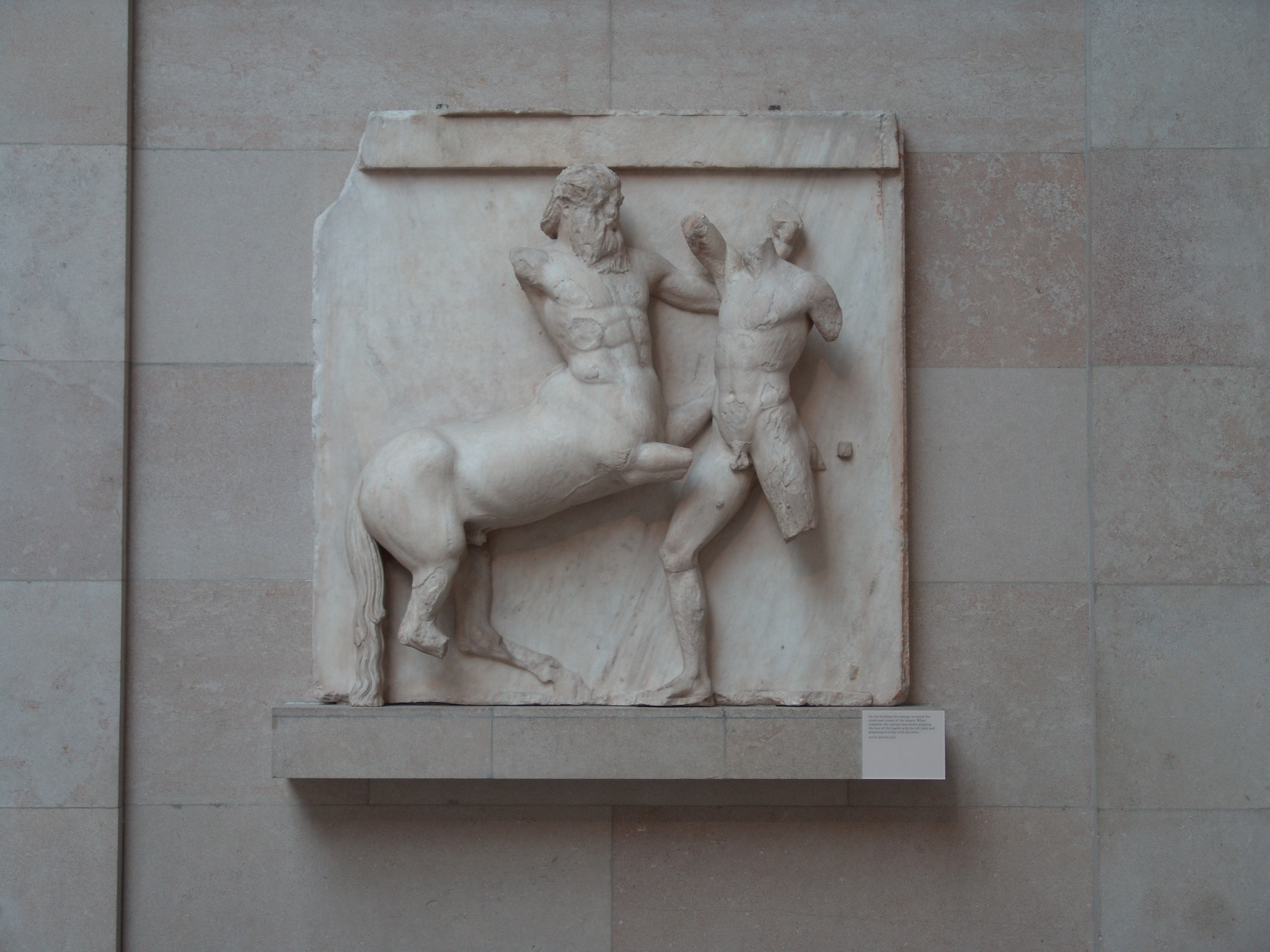
Metopa sur XXXII.

En la metopa XXXII, el lápita situado a la derecha se adelanta con determinación hacia el centauro de la izquierda, que intenta protegerse encabritándose. En el dibujo atribuido a Carrey, los brazos derecho del centauro e izquierdo del lápita aún existían, así como la cabeza de este último, que en 1674 todavía permanecía en su sitio. Un detalle en su frente hizo suponer que podría haber llevado un casco corintio. La posición del cuerpo y de los brazos recuerdan a la de Harmodio en el grupo de los tiranicidas. A esto se une el hecho de que es la última metopa de la esquina sudeste, cerca de la fachada más sagrada. Por estas dos razones, en ocasiones se ha identificado al personaje con Teseo, el fundador de la democracia ateniense.